# Juan Manuel de Rosas
Juan Manuel de Rosas (Buenos Aires, 1793 – Southampton, 1877), surnommé « le Restaurateur des lois », était un homme politique et militaire argentin, qui exerça comme gouverneur de la province de Buenos Aires et fut de fait l'homme fort de la Confédération argentine de 1835 à 1852.
Issu d’une famille aisée, qui comprenait (du côté maternel) de grands propriétaires terriens et (du côté paternel) des nobles et des administrateurs coloniaux espagnols, Rosas s’appliqua à s’affranchir de sa famille et amassa, par le négoce et l’activité agricole, une considérable fortune personnelle, faisant acquisition notamment de vastes étendues de terres dans sa province natale. Favorable à l’Empire espagnol, il se tint à distance du processus d’indépendance, et ne s’engagea en politique qu’au milieu de la trentaine, lorsqu’il contribua en 1829, après avoir — ainsi qu’il était de coutume chez les propriétaires terriens — enrôlé ses travailleurs dans une milice privée, à chasser du pouvoir le général unitaire Lavalle, désigné gouverneur de Buenos Aires à l’issue d’un coup d’État fin 1828 ; il se fit ensuite nommer lui-même gouverneur de province en décembre de la même année, au lendemain d’une entrée triomphale dans la ville de Buenos Aires, où il fut salué tant comme chef militaire victorieux que comme chef de file des fédéralistes. Par cet ascendant nouvellement acquis, par ses faits d’armes, par ses vastes possessions foncières, par sa prestance et par son armée privée composée de gauchos d’une loyauté inconditionnelle, Rosas était devenu le type même du caudillo, c’est-à-dire du seigneur de guerre provincial, et bientôt le principal caudillo de toute l’Argentine. Il réussit à se hisser au rang de brigadier général, le plus haut grade dans l’armée argentine, et devint le chef incontesté du Parti fédéraliste.
Le conflit de 1829 n’est qu’un des épisodes de la longue guerre civile, d’intensité et d’ampleur géographique variables, qui traversera toute la carrière politique de Rosas et qui opposa les unitaires (schématiquement : centralistes, progressistes, libre-échangistes, tournés vers l’Europe, et incarnés par des négociants et juristes de Buenos Aires) aux fédéralistes (protectionnistes, décentralisateurs, attachés aux valeurs de la société traditionnelle espagnole, et incarnés par les caudillos ruraux des provinces). Certes, Rosas adhéra au Parti fédéraliste, mais la passion de l’ordre social et la défense des intérêts politiques et économiques de sa province (en particulier l’exclusivité des recettes douanières, alors enjeu de taille) primaient chez lui — de son propre aveu —sur les considérations idéologiques.
Sous son premier gouvernorat (1829-1832), Rosas instaura un régime autoritaire, mais sans les caractéristiques totalitaires et brutales de son second mandat, et prit même des mesures qualifiables de progressistes : fondation de nouveaux villages, réforme du Code de commerce et du Code de discipline militaire, mesures tendant à réglementer l’autorité des juges de paix des villes de l’intérieur, et traités de paix avec les caciques autochtones. La violente flambée de la guerre civile où la Ligue unitaire, constituée en 1830 par les provinces sous domination unitaire (l’ensemble des provinces du nord et de l’est, avec ses figures emblématiques Lamadrid, Paz et Lavalle), affronta le Pacte fédéral, formé en 1831 et rejoint par le reste des provinces argentines (Buenos Aires, Santa Fe, Entre Ríos et Corrientes), sous domination fédéraliste, se solda par une victoire fédéraliste. Le territoire argentin se retrouva partagé en trois zones d’influence, chacune dominée par l’un des généraux vainqueurs (Rosas à Buenos Aires, López dans le Litoral, et Quiroga dans le reste du pays) — le rosisme ne régnait donc pas sans partage sur l’Argentine, hors Buenos Aires. Aux termes du Pacte fédéral, l’autonomie provinciale était reconnue et la Confédération argentine — avec des institutions restant à créer — instituée.
En 1832, à l’achèvement de son premier mandat, et renonçant pour l’heure à en briguer un second, Rosas, de concert avec les autorités de quelques autres provinces argentines, fit mouvement avec ses troupes vers la frontière (c’est-à-dire la ligne de démarcation entre zones européennes et territoires encore tenus par les Indiens) pour y lancer la guerre contre les peuples autochtones, laquelle, alternant opérations guerrières et pourparlers de paix, et non exempte d’atrocités, permit de repousser ladite frontière vers le sud. En 1835, à la suite de tensions entre unitaires et fédéralistes et au sein même du camp fédéraliste à Buenos Aires, opportunément exploitées par son épouse Encarnación Ezcurra, et face aux graves troubles consécutifs à l’assassinat de Quiroga dans la province de Córdoba, Rosas fut sollicité de retourner aux affaires et consentit à assumer une nouvelle fois le poste de gouverneur, moyennant cependant l’octroi par la Législature portègne de la Suma del poder público, soit les pleins pouvoirs. Rosas établit alors, pendant ce deuxième mandat (1835-1852), une dictature absolue, marquée par une presse muselée et dithyrambique, par le culte de la personnalité, et par l’omniprésence des symboles fédéralistes ; tandis qu’était mise sur pied la redoutable Mazorca, troupe de choc répressive, qui assassina des milliers d’opposants réels ou présumés, les élections n’étaient désormais plus que des simulacres, et les pouvoirs législatifs et judiciaires devinrent de dociles instruments de la volonté du caudillo, qui contrôlait étroitement tous les secteurs de la société et donnait à son régime un caractère totalitaire. Ses sympathisants se recrutaient d’une part dans la classe latifondiaire, et d’autre part dans les couches populaires, où il était une figure très aimée, quand bien même il était peu enclin à modifier les rapports sociaux autoritaires et inégalitaires propres à la société coloniale traditionnelle et n’entreprit rien ou presque, en dépit de son attitude paternaliste, pour améliorer les conditions de vie des petites gens. Il veilla à la stricte maîtrise des dépenses publiques, et grâce à la stabilité monétaire qu’il sut maintenir, la monnaie de Buenos Aires devint la devise d’usage général dans toute l’Argentine. L’économie à l’époque rosienne s’appuyait sur l’expansion de l’élevage (surtout dans les provinces du Litoral) et sur l’exportation de produits agricoles — prémices du futur modèle agro-exportateur argentin. Buenos Aires cependant eut soin de garder la haute main sur la navigation des eaux intérieures et le commerce extérieur, et continuait de concentrer dans la capitale toute l’activité portuaire, en particulier les recettes douanières afférentes.
À la fin de la décennie 1830 et au début des années 1840, Rosas eut à affronter mainte menace contre son pouvoir. Il mena une guerre contre la Confédération péruvio-bolivienne, subit un blocus naval de la part de la France, dut faire face à une révolte dans sa propre province, et eut à batailler contre une rébellion unitaire de grande ampleur, qui perdura pendant des années et se propagea vers plusieurs provinces argentines, avec des prolongements dans les États voisins. Rosas cependant sut une nouvelle fois se maintenir, étendant et consolidant même son influence dans les provinces, et exerçant une autorité effective sur elles par des moyens directs et indirects ; en 1848, et contrairement à la situation pendant son premier gouvernorat, il avait étendu son pouvoir très au-delà de la seule province de Buenos Aires et s’était de fait rendu maître de l’Argentine tout entière. Il rêva aussi d’intégrer les États limitrophes, le Paraguay et l’Uruguay, dans la Confédération argentine. En imposant un blocus contre Buenos Aires pendant les dernières années de la décennie 1840, la France et la Grande-Bretagne tentèrent conjointement de déjouer l’expansionnisme de l’Argentine rosiste (mais il s’agissait surtout pour ces deux pays de forcer la libre navigation sur les grands fleuves et de trouver des débouchés pour leurs produits). Elles ne furent toutefois pas en mesure de mettre un coup d’arrêt à la politique de Rosas, dont le prestige s’était fortement renforcé par son long cortège de succès.
Sur le plan institutionnel, la Confédération argentine, État virtuel et désincarné, échoua à se doter d’institutions, en particulier d’une constitution nationale, en partie par les manœuvres de Rosas lui-même, qui s’accommodait fort bien de ce vide institutionnel. Certes, les provinces avaient — ultime formalisme — désigné Rosas pour Chef suprême de la Confédération argentine, mais en l’absence d’institutions politiques centrales, le Pacte fédéral de 1831 restait l’unique source de légalité des relations interprovinciales. Rosas, en l’absence de constitution, exerça de facto le pouvoir national, en s’appuyant, d’une part, sur son emprise personnelle dans les provinces par le biais de gouverneurs alliés, et d’autre part sur les moyens de pression militaires et économiques de Buenos Aires par suite de la délégation de certaines compétences des provinces vers Buenos Aires (la politique étrangère et le commerce extérieur, qui permit à Rosas de fixer les taxes à l’importation par la voie de sa Loi douanière) et par suite de ses propres actions militaires. Si Rosas donc apparaissait comme l’homme fort, apportant unité et stabilité au pays, il reste que, basée sur le personnalisme, cette stabilité n’était pas appelée à se prolonger indéfiniment. Lorsque le Brésil se mit à venir en aide au gouvernement uruguayen du colorado Rivera, retranché dans Montevideo qu’assiégeaient, avec l’aide de troupes rosistes, les partisans du blanco Oribe, allié de Rosas, celui-ci déclara la guerre en août 1851, déclenchant ainsi la guerre de la Plata. La trahison d’Urquiza, naguère encore fidèle allié de Rosas, suivie de multiples défections dans l’armée rosiste, permit de lever suffisamment de combattants (la Grande Armée) pour vaincre assez facilement, à la bataille de Caseros en 1852, les troupes d’un Rosas démoralisé, qui trouva refuge chez le consul de Grande-Bretagne et fut ensuite exfiltré vers l’Europe. Ses dernières années se passeront en exil dans les environs de Southampton, où il vécut modestement comme métayer jusqu’à sa mort en 1877.
Rosas est durablement perçu par le public argentin comme un tyran brutal ; pourtant, à partir des années 1930, un courant politique et intellectuel argentin — autoritariste, nationaliste et se sentant des affinités avec le fascisme italien et espagnol —, en particulier le pendant historiographique de ce mouvement appelé révisionnisme historique, s’évertua à réhabiliter la figure de Rosas comme défenseur de l’indépendance et de l’honneur argentins. En 1989, les restes de Rosas furent rapatriés par le gouvernement alors en place, dans une tentative de renforcer l’unité nationale et en guise de mesure d’indulgence vis-à-vis de la dictature militaire des années 1970. Rosas demeure néanmoins une figure controversée dans l’Argentine du XXIe siècle.

## Origines familiales et premières années

### Jeunes années
Juan Manuel José Domingo Ortiz de Rozas y López de Osornio naquit le 30 mars 1793 à Buenos Aires, alors capitale de la vice-royauté du Río de la Plata. Sa naissance eut lieu sur la parcelle de terrain située sur la rue nommée alors rue Santa Lucía, actuelle rue Sarmiento, entre les rues Florida et San Martín, parcelle dont sa mère, Agustina López de Osornio, était propriétaire, et qui avait été habitée par son grand-père maternel Clemente López de Osornio.

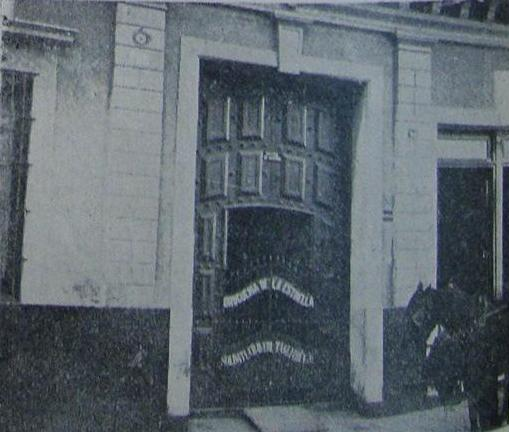
Maison natale de Rosas à Buenos Aires, dans l’actuelle rue Sarmiento, entre les rues San Martín et Florida.

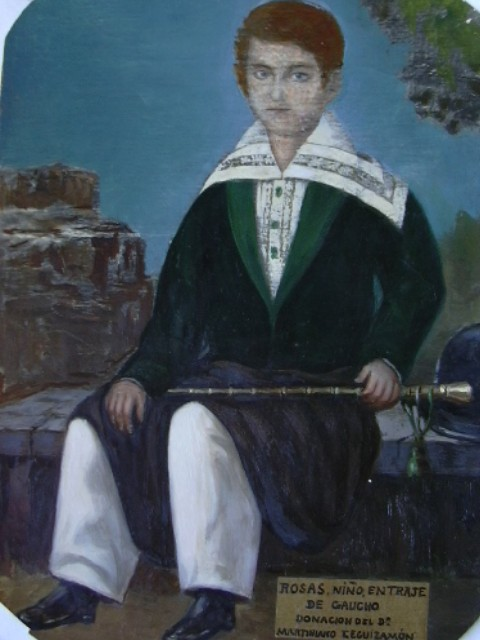
Portrait de Juan Manuel de Rosas enfant.

Il était le fils du militaire León Ortiz de Rozas (Buenos Aires, 1760-1839), — dont le père était Domingo Ortiz de Rozas y Rodillo (Séville, 1721 - Buenos Aires, 1785) et le grand-père paternel Bartolomé Ortiz de Rozas y García de Villasuso (né à Rozas, dans la vallée de Soba, Espagne, en 1689), et qui était de ce fait un petit-neveu de Domingo Ortiz de Rozas, comte de peuplements (conde de poblaciones, titre qui lui fut octroyé par Ferdinand VI en 1754), gouverneur de Buenos Aires de 1742 à 1745, et capitaine général du Chili de 1746 à 1755 —, par qui il appartenait au lignage des Ortiz de Rozas, qui avaient leurs origines dans le village de Rozas del valle de Soba, dans La Montaña de Vieille-Castille (l’actuelle Cantabrie), possession de la Couronne d’Espagne. Sans doute le caractère du jeune Juan Manuel de Rosas fut-il fortement influencé par sa mère Agustina, femme volontaire et dominatrice, qui avait dû hériter ces mêmes traits de caractère de son père Clemente López de Osornio, propriétaire terrien qui périt en défendant son domaine contre une attaque indienne en 1783.
Il fut inscrit à l’âge de huit ans au collège privé que dirigeait Francisco Javier Argerich (1765-1824), bien qu’il eût toujours depuis son jeune âge manifesté une vocation pour les activités rurales. Il interrompit ses études pour participer en 1806, alors qu’il n’avait que treize ans, à la reconquête de Buenos Aires, puis s’enrôla dans la compagnie de jeunes garçons du Régiment de Migueletes, au sein de laquelle il se battit pour la défense de Buenos Aires en 1807 — ces deux événements s’inscrivant dans le cadre des invasions britanniques du Río de la Plata — et où il fut distingué en raison de sa vaillance,.
Sa formation intellectuelle, quoique s’accordant avec sa condition de fils de riche propriétaire foncier, apparaît insignifiante. Selon l’historien britannique John Lynch, la formation de Rosas « fut complétée par ses propres efforts dans les années suivantes. Rosas n’était pas entièrement dépourvu de lectures, mais l’époque, le lieu, et ses propres partis pris limitèrent son choix d’auteurs. Il semble avoir eu des affinités et de la sympathie, bien que superficielle, pour des penseurs politiques mineurs de l’absolutisme français. »

### Activités d’estanciero
Rosas se retira ensuite dans le domaine rural de sa mère, une vaste estancia (exploitation agricole) dans la pampa de Buenos Aires. Lorsqu’eurent lieu les événements qui allaient déboucher sur la révolution de Mai de 1810, Rosas avait 17 ans et se tint en marge de ceux-ci, ainsi que des événements politiques ultérieurs et de la guerre d’indépendance.
En 1813, en dépit de l’opposition maternelle, que Rosas sut vaincre en faisant accroire à sa mère que la jeune femme était enceinte de lui, il épousa Encarnación Ezcurra, de qui il eut trois enfants : Juan Bautista, né le 30 juillet 1814 ; María, née le 26 mars 1816, mais décédée le lendemain ; et Manuela, connue sous le petit nom de Manuelita, venue au monde le 24 mai 1817, qui deviendra par la suite sa compagne inséparable.
Peu après, à la suite d’un différend qu’il eut avec sa mère, il restitua à ses parents les terres qu’il exploitait, afin de fonder ses propres entreprises d’élevage et son propre négoce. De surcroît, il troqua son patronyme Ortiz de Rozas pour celui de Rosas, mettant fin ainsi, symboliquement, à sa subordination vis-à-vis de sa famille. Il se fit le gérant des terres de ses cousins Nicolás et Tomás Manuel de Anchorena ; ce dernier du reste allait occuper des postes importants au sein de son futur gouvernement, Rosas en effet lui vouant un respect et une admiration particuliers. S’associant à Luis Dorrego, frère du colonel Manuel Dorrego, et à Juan Nepomuceno Terrero, il fonda une salaisonnerie ; c’était là en effet l’affaire commerciale du moment : la viande salée et les cuirs étaient alors quasiment le seul produit d’exportation de la jeune nation. Rosas accumula une grande fortune comme éleveur et comme exportateur de viande bovine, se tenant pour le reste à distance des événements alors en cours qui conduiront la vice-royauté du Río de la Plata à s’émanciper de l’Empire espagnol lors du congrès de Tucumán en 1816.
C’est dans ces années-là aussi qu’il lia connaissance avec le docteur Manuel Vicente Maza, qui deviendra son protecteur légal, en particulier dans une procédure judiciaire que ses propres parents avaient engagée contre lui. Plus tard, il sera à Rosas d’un excellent conseil politique.
En 1818, sous la pression des fournisseurs de viande de la capitale, le directeur suprême du Río de la Plata Juan Martín de Pueyrredón prit une série de mesures à l’encontre des salaisonniers. Aussitôt, Rosas changea de cap et se voua dorénavant à la production agricole en association avec Dorrego et les Anchorena, qui le chargèrent en outre de la gérance de leur estancia Camarones, au sud du fleuve Salado.
L’année suivante, Rosas acquit l’estancia Los Cerrillos, à San Miguel del Monte, où il entreprit de mettre sur pied une compagnie de cavalerie, qui s’agrandrit bientôt jusqu’à la taille d’un régiment, appelée les Colorados del Monte (littér. les Rouges du bocage), afin de combattre les Amérindiens et les brigands de la zone pampéenne. Il en fut désigné le commandant, et montera plus tard au grade de lieutenant-colonel.
Dans ces années-là, il rédigea ses célèbres Instrucciones a los mayordomos de estancias (littér. Instructions aux régisseurs de domaine), opuscule dans lequel il détaillait avec précision les responsabilités respectives de chacun des administrateurs, maîtres valets et journaliers, et où Rosas prouvait sa capacité à gérer plusieurs exploitations simultanément par la mise en œuvre de méthodes efficaces, préfiguration de sa future capacité à administrer l’État provincial.

## Débuts dans la politique

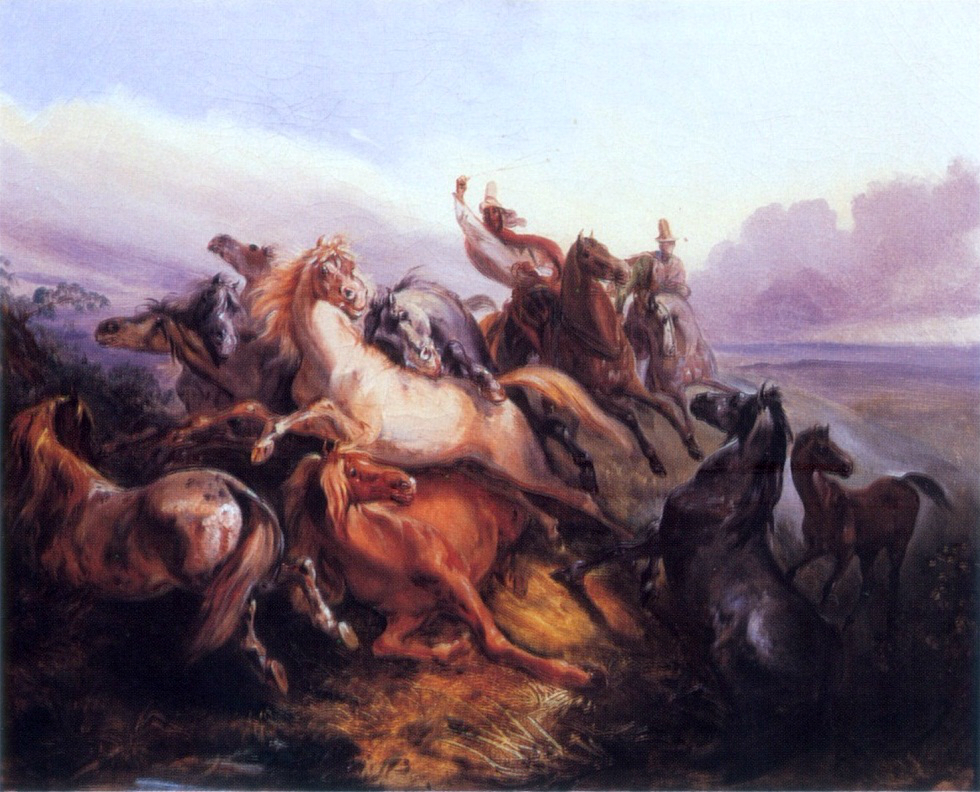
Gauchos à la chasse aux chevaux sauvages, tableau de Johann Moritz Rugendas. Des gauchos servaient dans la milice privée de Rosas.

La révolution de Mai de 1810 marqua le point de départ d’un processus qui allait conduire à la désintégration de la vice-royauté du Río de la Plata, à l’indépendance du territoire vis-à-vis de l’Empire espagnol, et finalement à la formation de l’Argentine. Rosas, comme beaucoup de propriétaires terriens de la campagne, éprouvait quelque méfiance envers un mouvement mené au premier chef par des marchands et des bureaucrates de la ville de Buenos Aires. En particulier, Rosas avait été outré par l’exécution du vice-roi Jacques de Liniers, demeuré fidèle à la couronne d’Espagne, et tombé entre les mains des révolutionnaires. Rosas avait la nostalgie de l’époque coloniale, qu’il voyait comme une période stable, ordonnée et prospère,. Néanmoins, lorsque le congrès de Tucumán coupa tous les liens restants avec l’Espagne en juillet 1816, Rosas et ses pairs acceptèrent l’indépendance comme un fait accompli.
Jusqu’à 1820, Juan Manuel de Rosas s’était consacré à ses activités privées. À partir de cette année-là, et jusqu’à sa chute après la bataille de Caseros en 1852, il allait vouer sa vie à l’activité politique, dirigeant, que ce soit au sein du gouvernement ou en dehors de celui-ci, la province de Buenos Aires, laquelle avait sous sa tutelle non seulement l’un des territoires productifs les plus riches de la naissante Argentine, mais aussi la ville la plus importante du pays, Buenos Aires, ainsi que son port, par où passait le commerce extérieur des autres provinces et qui, au travers de sa douane (qui restera jusqu’en 1865 aux mains de la seule province de Buenos Aires), prélevait les taxes d’importation. Ces ressources constitueront l’enjeu principal d’une bonne part des contentieux institutionnels et des guerres civiles argentines du XIXe siècle.
En février 1820 s’acheva la période du Directoire, par suite de la démission de José Rondeau, au lendemain de la bataille de Cepeda, qui inaugura la période dite Anarchie de l'an XX. C’est à cette époque que Rosas commença à s’engager dans la politique, notamment en s’enrôlant, lui et ses gauchos, tous vêtus de rouge et surnommés Colorados del Monte (« les Rouges du bocage »), dans l’armée de Buenos Aires au titre de 5e régiment de Milice,,,, pour aider à repousser l’invasion du caudillo de Santa Fe Estanislao López. Il participa ainsi à la victoire du gouverneur Manuel Dorrego dans le combat de Pavón, cependant, en accord avec son ami Martín Rodríguez, il refusa de s’associer à Dorrego quand celui-ci se proposa de prolonger sa victoire par une invasion de la province de Santa Fe, invasion lors de laquelle Dorrego subira une cuisante défaite à la bataille de Gamonal en septembre 1820.
Grâce à l’appui de Rosas et d’autres propriétaires de domaine, le général Martín Rodríguez fut élu le 20 septembre 1820 gouverneur de la province de Buenos Aires. Le 1er octobre 1820 éclata une révolution, menée par le colonel Manuel Pagola, qui se rendit maître du centre-ville de Buenos Aires. Rosas, s’étant mis à la disposition de Rodríguez, ordonna l’attaque le cinquième jour, et infligea une défaite totale aux rebelles. Les chroniqueurs de ces journées noteront la discipline qui régnait chez les gauchos de Rosas, qui fut élevé au grade de colonel. Sous le gouvernorat de Martín Rodríguez, le secteur des patrons de domaine commença ainsi à jouer un rôle public.
D’autre part, Rosas prit part aux négociations qui aboutirent au traité de Benegas, lequel mit fin au conflit entre les provinces de Santa Fe et de Buenos Aires. Il eut la responsabilité de veiller à l’exécution d’une des clauses secrètes dudit traité, à savoir remettre au gouverneur Estanislao López 30 000 têtes de bétail, à titre de réparation pour les dommages causés par les troupes de Buenos Aires sur son territoire — clause gardée secrète, pour ne pas « entacher l’honneur » de Buenos Aires. Le traité fut l’amorce de l’alliance permanente qui unira les deux provinces jusqu’en 1852.
Les premières années suivant la dissolution des pouvoirs nationaux en 1820 correspondent à une période de paix et de prospérité à Buenos Aires. Cette période, dite expérience heureuse (« feliz experiencia »), s’explique principalement par le fait que Buenos Aires jouit, pour son bénéfice exclusif, de la rente tirée des recettes douanières, source inépuisable de richesse que la province se garda bien de partager avec ses provinces sœurs et qu’elle veilla à empêcher de servir à financer des armées autres que celle de Buenos Aires.
À la fin du conflit, Rosas, entouré du prestige acquis par ses états de service militaires, retourna à ses terres. En plus d’une promotion au grade de colonel de cavalerie, il fut recompensé par l’octroi de nouveaux biens-fonds par le gouvernement de Buenos Aires,. Entre 1821 et 1824, Rosas fit l’acquisition de plusieurs terres supplémentaires, notamment l’estancia qui avait appartenu au vice-roi Joaquín del Pino y Rozas (connue sous le nom de Estancia del Pino, dans le partido de La Matanza, aujourd’hui dans la lointaine banlieue sud-ouest de Buenos Aires), qu’il rebaptisa San Martín en l’honneur du general José de San Martín. En outre, il mit à profit la loi sur les emphytéoses promulguée en 1826 par le ministre Bernardino Rivadavia pour étendre ses terres davantage encore. En effet, au lieu d’aider les petits propriétaires terriens, cette loi eut l’effet contraire, faisant de près de la moitié de la superficie de la province la propriété de quelques grands latifondiaires.
Toutes ces acquisitions foncières, s’ajoutant à ses affaires florissantes, agrandirent spectaculairement sa fortune personnelle. En 1830, il était le 10e plus grand propriétaire terrien de la province de Buenos Aires, possédant 300 000 têtes de bétail et 170 000 hectares de terres,. Par cet ascendant nouvellement acquis, par ses faits d’armes, par ses vastes possessions foncières et par son armée privée composée de gauchos loyaux, Rosas était devenu le type même du caudillo, c’est-à-dire du seigneur de guerre provincial.
Les troubles consécutifs à l’Anarchie de l'an XX avaient laissée dégarnie la frontière sud de la province, entraînant une recrudescence des malones, c’est-à-dire des razzias commises par les Indiens autochtones. Martín Rodríguez organisa alors trois campagnes militaires dans le désert, en usant vis-à-vis des Indiens pampas d’un curieux mélange de pourparlers de paix et d’opérations de guerre. En 1823, il fonda le fort Indépendance, devenu depuis lors l’actuelle ville de Tandil. Dans la quasi-totalité de ces opérations militaires, il fut accompagné par Rosas, qui participa également à une expédition lors de laquelle l’arpenteur Felipe Senillosa s’attachait à délimiter les territoires respectifs des peuples autochtones du sud de la province et à en établir les plans cadastraux. Nominalement, c’était le colonel Juan Lavalle qui se trouvait à la tête de cette campagne.
Dans les années 1820, la province de Buenos Aires préféra se dérober à la guerre d’indépendance et pratiqua une politique d’ouverture commerciale avec l’Europe, en particulier avec la Grande-Bretagne, en développant au maximum son potentiel d’exportation de produits d’élevage.
En 1824 se réunit un nouveau congrès général, avec l’objectif de doter d’une constitution les Provinces-Unies du Río de la Plata ; l’éclatement de la guerre de Cisplatine avec le Brésil (avec pour enjeu la souveraineté sur la province Orientale) incita les congressistes à mettre en place un gouvernement national, à la tête duquel fut alors élu Bernardino Rivadavia, au titre de président des Provinces-Unies. Le déroulement de la guerre fut favorable aux Rioplatenses, cependant la situation militaire devint bientôt insoutenable. Pendant la guerre, Rivadavia nomma Rosas commandant des armées de campagne, avec mission de maintenir pacifiée la frontière avec l’ethnie pampa de la région pampéenne, mission qu’il allait accomplir une nouvelle fois plus tard, sous le gouvernorat du colonel Dorrego.
En 1826 fut finalement sanctionnée une constitution nationale, aux termes de laquelle la dénomination de République argentine fut retenue pour l’État national. Toutefois, le caractère unitaire et centralisé du système de gouvernement que prévoyait cette constitution porta la majorité des provinces à la rejeter. Le gouvernement national signa un traité de paix avec le Brésil, que fut jugé déshonorant par l’opinion publique de Buenos Aires ; le traité fut alors répudié par le gouvernement argentin, et Rivadavia démissionna de la présidence. Le gouvernement et le congrès nationaux furent dissous peu après.
Le colonel Manuel Dorrego, membre du Parti fédéraliste, fut élu gouverneur de Buenos Aires. Il désigna, entre autres fonctionnaires fédéralistes nommés par lui, Juan Manuel de Rosas au poste de commandant général de campagne. Dorrego s’attribua les relations extérieures de l’État argentin et la compétence en matière de poursuite de la guerre contre le Brésil ; mais la situation financière, la pression britannique et la supériorité militaire du Brésil le contraindront finalement à conclure un traité de paix, aux termes duquel, d’une part, l’indépendance était accordée à la province Orientale, qui prit nom d’État oriental de l’Uruguay, et d’autre part, fut concédée, par l’Argentine et le Brésil seulement, et pour une période restreinte de quinze ans, la libre navigation sur le Río de la Plata et ses affluents. Les troupes ayant fait la campagne du Brésil furent rappelées en Argentine.
Aux yeux des officiers qui avaient fait cette campagne, le traité signé par Dorrego était déshonorant, compte tenu que la situation militaire apparaissait favorable à l’Argentine, en particulier après la bataille d'Ituzaingó ; ils accusèrent le gouverneur d’avoir bradé la province Orientale en dépit des nombreuses victoires obtenues par l’armée nationale argentine sur le champ de bataille, et convinrent avec les dirigeants unitaires de renverser Dorrego.

### La révolution de décembre (1828)
En 1827, dans le contexte précédant de peu le début de la guerre civile, qui en effet éclatera en 1828, Rosas était un chef militaire, représentant des propriétaires ruraux, socialement conservateur et adhérant aux traditions coloniales de la région. Aligné sur le courant fédéraliste et protectionniste, il était opposé à l’influence étrangère et aux mesures libre-échangistes telles que préconisées par le Parti unitaire.
L’unité nationale ne cessait de s’effriter sous l’effet d’une succession continuelle de guerres civiles, de rébellions et de coups d’État. L’antagonisme entre unitaires et fédéralistes était la cause d’une instabilité permanente, où les caudillos bataillaient pour le pouvoir et dévastaient les campagnes. Vers 1826, Rosas, qui s’était édifié un socle de pouvoir basé sur ses liens de famille et ses réseaux d’amis et de clients, rejoignit le parti fédéraliste,. Il se montra un vigoureux défenseur de sa province natale de Buenos Aires, sans se soucier outre mesure de questions d’idéologie politique,. En 1820, Rosas combattit aux côtés des unitaires, car il percevait l’invasion du fédéraliste López comme une menace pour Buenos Aires. Quand les unitaires tentèrent d’amadouer les fédéralistes en proposant d’accorder aux autres provinces leur part des recettes douanières qui affluaient vers la seule Buenos Aires, Rosas y vit une menace contre les intérêts de sa province. Rosas avait été la force motrice derrière la prise de pouvoir des fédéralistes à Buenos Aires et derrière l’élection de Manuel Dorrego comme gouverneur provincial en 1827. Rosas en fut récompensé le 14 juillet par le poste de commandant général des milices rurales de la province de Buenos Aires, ce qui eut pour effet d’accroître encore son influence et son pouvoir.
La guerre de Cisplatine terminée, le gouverneur de la province de Buenos Aires, Manuel Dorrego signa un traité qui fut regardé par les membres de l’armée en opération comme une trahison. En réaction à cette signature, dans la matinée du 1er décembre 1828, le général unitaire Juan Lavalle s’empara du fort de Buenos Aires, puis réunit, en guise de représentation du peuple, des membres du Parti unitaire dans l’église Saint-François et se fit élire gouverneur ; dans la foulée, et suivant la même logique, il décida la dissolution du Comité de gouvernement dit Junta de Representantes de Buenos Aires.
Juan Manuel de Rosas se chargea d’organiser une campagne militaire contre les insurgés et réunit une petite armée de miliciens et de combattants fédéralistes, tandis que Dorrego, manquant de troupes, se retirait vers l’intérieur de la province pour se mettre sous la protection de Rosas, qu’il retrouva à Cañuelas. Lavalle fit alors mouvement vers la campagne avec ses troupes pour affronter les forces fédéralistes de Rosas et de Dorrego, qu’il attaqua par surprise et qu’il vainquit à la bataille de Navarro, le 9 décembre 1828. Eu égard à la disparité entre, d’une part, les forces insurgées, aguerries et expérimentées, sous le commandement de Lavalle, et d’autre part, les milices dont disposait le gouverneur Dorrego, Rosas conseilla à celui-ci de se replier sur Santa Fe, pour conjuguer ses forces à celles d’Estanislao López, mais le gouverneur refusa. Alors que Rosas se rendait à Santa Fe dans cette intention, Dorrego décida de se réfugier à Salto, dans le régiment du colonel Ángel Pacheco. Cependant, trahi par deux officiers de celui-ci ― Bernardino Escribano et Mariano Acha ― Dorrego fut fait prisonnier et expédié à Lavalle. Comme Rosas lui reprochait son manque de prévoyance face à la révolution unitaire, Dorrego répliqua :

« Monsieur Juan Manuel : que vous veuillez me donner des leçons de politique est aussi aberrant que si moi je me proposais de vous enseigner comment on gouverne une estancia. »

— Manuel Dorrego

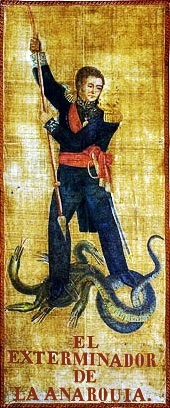
« Rosas, exterminateur de l’anarchie », affiche du temps de Rosas.

Dorrego vaincu et fait prisonnier, Lavalle, sous l’empire du désir de vengeance des unitaires, ordonna son exécution, en prenant sur lui tout la responsabilité. Dans sa dernière lettre, adressée à Estanislao López, Dorrego demandait que sa mort ne fût pas la cause d’effusion de sang. Nonobstant cette requête, son exécution donna lieu à une longue guerre civile, la première où étaient impliquées simultanément la quasi-totalité des provinces argentines.
Début janvier 1829, le général unitaire José María Paz, allié de Lavalle, entreprit d’envahir la province de Córdoba, où il renversa le gouverneur Juan Bautista Bustos. De la sorte, la guerre civile entre unitaires et fédéralistes se généralisa au pays tout entier. Lavalle envoya des troupes dans toutes les directions, mais plusieurs petits caudillos alliés de Rosas organisèrent la resistance. Les chefs unitaires se rendirent coupables de toutes sortes de crimes pour écraser cette résistance, fait peu mis en lumière dans l’historiographie des guerres civiles argentines.
Le gouverneur Lavalle dépêcha le colonel Federico Rauch vers le sud, et l’une de ses colonnes, commandée par le colonel Isidoro Suárez, vainquit et captura le major Manuel Mesa, qui fut envoyé à Buenos Aires et exécuté. Lavalle, à la tête du gros de ses troupes, envahit la province de Santa Fe et parvint à occuper la ville de Rosario. Estanislao López, qui connaissait le terrain, esquiva le combat et sut, par une tactique de marches et contremarches, épuiser les troupes unitaires, qui durent finalement s’en retourner à Buenos Aires. Sur ces entrefaites, un soulèvement de gauchos de campagne se généralisait dans l’intérieur de la province de Buenos Aires ; ces gauchos affrontèrent les chefs unitaires et leur infligèrent des défaites répétées, les forçant à se retrancher aux alentours de la capitale. López et Rosas poursuivirent Lavalle jusqu’aux approches de Buenos Aires, le battant à la bataille de Puente de Márquez le 26 avril 1829.
La départ de López en direction de sa province pour contrer l’action du général Paz laissa l’armée fédéraliste sous le commandement de Rosas, et pendant que López rejoignait Santa Fe, Rosas mit le siège devant Buenos Aires. Nonobstant que les alliés de Dorrego eussent été expulsés ou emprisonnés, l’opposition à Lavalle allait croissant dans la ville, surtout en raison du crime commis sur la personne du gouverneur Dorrego. Lavalle, réduit à la seule ville de Buenos Aires, organisa la défense en décrétant notamment le service militaire obligatoire, y compris même pour les étrangers. Cette mesure  provoqua l’intervention de la division navale française dans le Río de la Plata, intervention destinée à protéger les citoyens français, et s’accompagnant aussi de la capture de plusieurs vaisseaux. Lavalle intensifia la persécution contre les opposants, provoquant ainsi un surcroît de soutien à Rosas, dans cette ville qui avait toujours été la capitale de l’unitarisme. Le chaos s’empara de l’administration, alors que le siège de la ville paralysait le commerce et avait interrompu les relations avec les provinces de l’intérieur. Il s’ensuivit que Lavalle, désespérant de pouvoir briser l’encerclement, finit par rechercher une solution négociée.
Alors Lavalle, découragé, se laissa aller à faire quelque chose d’insolite : il se rendit, complètement seul, au quartier-général de Rosas, l’Estancia del Pino. Comme celui-ci ne s’y trouvait pas, il s’allongea sur le lit de camp de Rosas. Le lendemain 24 juin, Lavalle et Rosas se transportèrent ensemble à l’estancia La Caledonia, propriété d’un dénommé Miller, où ils signèrent le pacte de Cañuelas, qui stipulait qu’on appellerait à la tenue d’élections, auxquelles pourrait seule concourir une liste d’unité de fédéralistes et d’unitaires, et que le candidat au poste de gouverneur serait Félix de Álzaga.

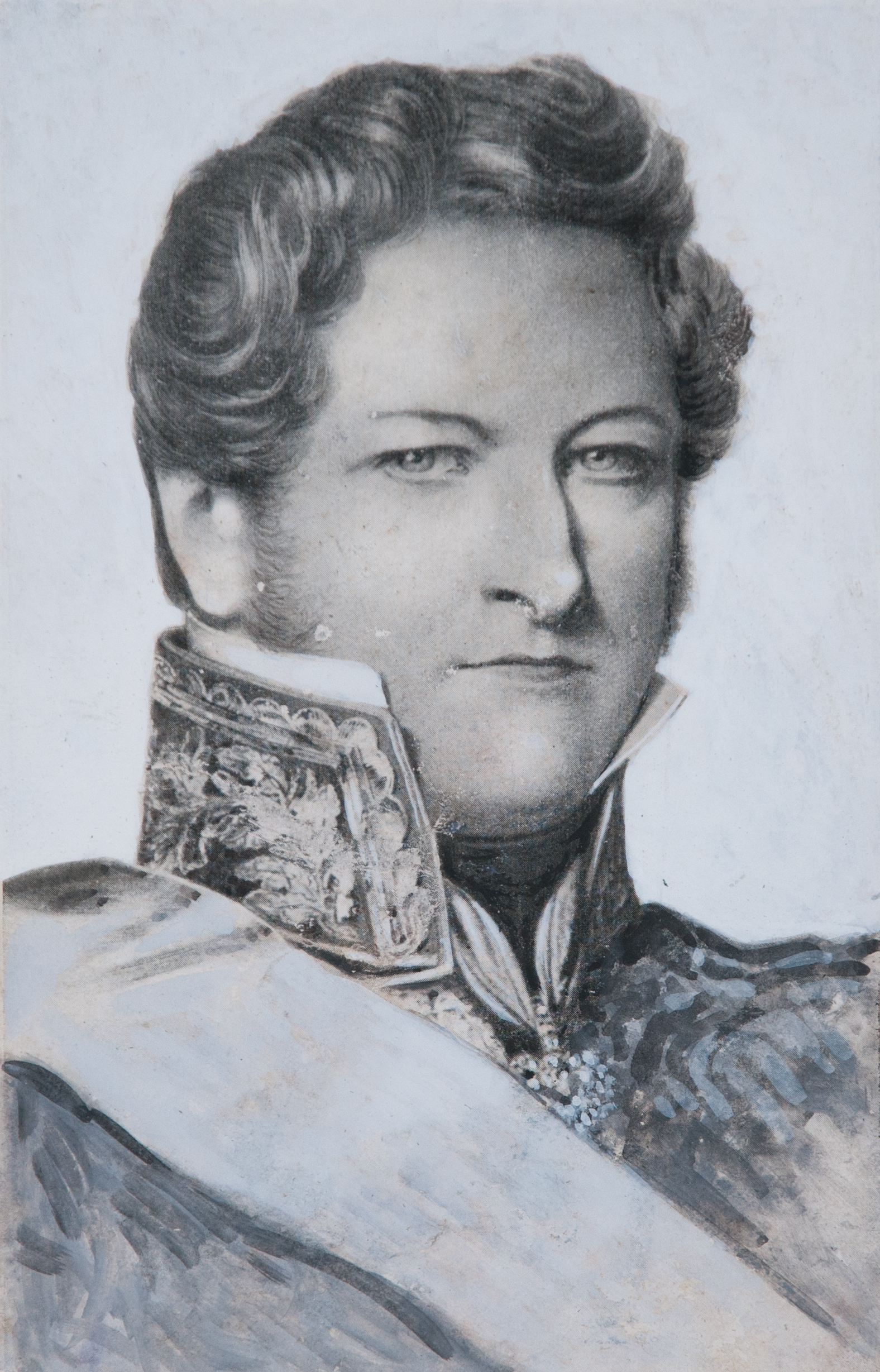
Juan Manuel de Rosas, portrait conservé au musée du Bicentenaire de Buenos Aires.

Lavalle, lorsqu’il rendit public le traité, l’assortit d’un message qui comportait une opinion inattendue sur son ennemi :

« Mon honneur et mon cœur m’imposent pour ma part d’écarter tous les inconvénients, en vue d’une parfaite réconciliation... Et surtout, il m’a été donné de voir, de traiter et de connaître de près Juan Manuel de Rosas comme un patriote véritable et comme quelqu’un aimant l’ordre. »

— Juan Lavalle
Lorsque Rosas fit son entrée dans la ville de Buenos Aires en novembre de cette année, il y fut salué tant en sa qualité de chef militaire victorieux que comme chef de file des fédéralistes. Il passait pour être bel homme,, était de belle stature (mesurant 1,77 m), avait les cheveux blonds et les « yeux bleus et perçants »,,,,,. Charles Darwin, à qui il fut donné de rencontrer Rosas pendant l’expédition du Beagle, le qualifia d’« homme d’un caractère extraordinaire ». Le diplomate britannique Henry Southern déclara que « pour l’apparence, Rosas ressemble à un gentleman farmer anglais — ses manières sont courtoises sans être raffinées. Il est affable et d’une conversation agréable, laquelle toutefois porte presque toujours sur sa propre personne, mais le ton qu’il emploie est plaisant et assez agréable. Sa mémoire est stupéfiante, et sur tous les sujets sa méticulosité n’est jamais prise en défaut ».
Les unitaires cependant ne respectèrent pas ce qui avait été convenu par Lavalle. Ragaillardis par la victoire de Paz dans la province de Córdoba, ils décidèrent de se présenter aux élections avec une liste d’opposition, qui affichait Carlos María de Alvear comme candidat au poste de gouverneur et qui remporta le scrutin, au prix d’une trentaine de morts. Les relations étaient à nouveau rompues, et Lavalle fut contraint d’annuler ce qui avait été convenu à Cañuelas et de signer un nouveau traité, le pacte de Barracas, le 24 août 1829. Toutefois, à présent plus que jamais auparavant, la force était du côté de Rosas. Aux termes de ce pacte, on désigna gouverneur par intérim Juan José Viamonte, qui devait reconvoquer l’assemblée législative destituée par Lavalle le 1er décembre précédent et préparer ainsi la voie à la prise de pouvoir par Rosas. Quelques semaines plus tard, Lavalle émigra en Uruguay.

## Premier gouvernorat (décembre 1829 - décembre 1832)
Le 1er décembre 1829, c’est-à-dire un an jour pour jour après le coup de force de Lavalle, la Chambre des représentants (Legislatura) de la province de Buenos Aires se réunit à nouveau et proclama quelques jours plus tard Juan Manuel de Rosas gouverneur provincial, l’honorant en outre du titre de Restaurateur des lois et des institutions de la province de Buenos Aires, et lui accordant, dans le même acte législatif, « toutes facultés ordinaires et extraordinaires qu’il jugera nécessaires, jusques et y compris la convocation d’une nouvelle législature ». Cet acte n’avait cependant rien d’exceptionnel : depuis le Premier triumvirat, les « facultés extraordinaires » avaient déjà été conférées auparavant à Manuel de Sarratea et à Martín Rodríguez en 1820, ainsi qu’aux gouverneurs de nombre d’autres provinces argentines au cours des années précédentes ; son prédécesseur Juan José Viamonte aussi les avaient détenues.
Le même jour où il prêta serment comme gouverneur, il déclara au diplomate uruguayen Santiago Vázquez :

« Ils me croient fédéraliste ; non monsieur, je ne suis d’aucun parti, sinon [celui] de la Patrie... En somme, tout ce que je veux, c’est prévenir les maux et rétablir les institutions, mais, sur ce point-là, je sens qu’on m’a trahi. »

La première chose que fit Rosas, après qu’il eut accédé au gouvernat provincial le 6 décembre, était d’organiser des funérailles extraordinaires pour le général Dorrego, à l’occasion desquelles ses restes translatés en grande pompe vers la capitale, et grâce à quoi il obtint l’adhésion des partisans du dirigeant fédéraliste décédé, et sut ajouter ainsi le soutien du petit peuple de la capitale à celui dont il était déjà assuré de la part de la population rurale. En ce qui concerne l’organisation constitutionnelle de l’État et la mise en place du fédéralisme, Rosas était un pragmatique ; dans des lettres adressées en 1829 au général Tomás Guido, au général Eustoquio Díaz Vélez et à Braulio Costa, le financier de Quiroga, il informa ses destinataires que

« ...le général Rosas est unitaire par principe, mais l’expérience lui a fait connaître qu’il est impossible d’adopter en ce jour un tel système, parce que les provinces y sont opposées, et que les masses en général le détestent, donc au bout du compte, cela reviendrait à seulement changer de nom. »

Le premier gouvernorat de Rosas fut un gouvernement d’ordre, et non une tyrannie despotique, lors même qu’ultérieurement les historiens aient été enclins à attribuer à son premier gouvernorat quelques-unes des caractéristiques de son second. Dans cette première phase, il s’appuya sur certains des dirigeants du Parti de l’ordre (Partido del Orden) de la décennie antérieure, ce qui lui valut l’accusation d’être le continuateur du Parti unitaire, quand même il devait se distancier d’eux au fil du temps.
Dans les mois suivants, les provinces du Litoral confièrent à Rosas, pour l’ensemble de ces provinces, la délégation des affaires étrangères — ainsi qu’elles l’avaient déjà fait auparavant en faveur de Las Heras et de Dorrego —, en vertu de quoi c’était par lui que tout traité avec un autre pays, tout conflit extérieur et tout accord commercial devait être décidé et négocié.
En dépit de ses promesses de respecter le parti vaincu, Rosas œuvra à imposer graduellement la suprématie de l’alliance qui l’avait porté au pouvoir, et qui se donna le nom de Parti fédéraliste (en esp. Partido Federal). Il démit de leurs fonctions les fonctionnaires publics, militaires et ecclésiastiques qui avaient trempé dans le coup d’État de Lavalle et collaboré à sa dictature. En outre, il établit une censure sévère contre les journaux qui avaient soutenu Lavalle, l’étendant ensuite à quiconque mettait en question ses propres décisions de gouvernement. Plus tard, il rendit obligatoire l’usage de la divisa punzó (sorte de lanière distinctive rouge vif, punzó étant une altération du mot français ponceau) pour tous militaires et employés de la fonction publique, de sorte à identifier l’État avec le Parti fédéraliste.
Parmi les faits néfastes pour l’Argentine dont la responsabilité lui a été imputée figure notamment l’invasion des îles Malouines par les Britanniques, alors que cet événement se produisit le 3 janvier 1833, sous le gouvernorat de Balcarce, qui avait pris la succession de Rosas ; celui-ci, pour sa part, était alors occupé à mener sa campagne au désert. Lesdites îles, qui avaient été l’objet de dispute entre l’Espagne et l’Angleterre, se trouvaient en possession de l’Espagne au moment où l’indépendance de l’Argentine fut proclamée, et l’Angleterre avait implicitement reconnu la continuité juridique des droits argentins sur les possessions espagnoles par la voie du traité d’Amitié, de Commerce et de Navigation, signé à Buenos Aires le 2 février 1825, c’est-à-dire peu d’années après l’indépendance de l’Argentine, puis ratifié par le gouvernement britannique au mois de mai de la même année. En outre, les îles Malouines avaient été peuplées par le gouvernement de Buenos Aires et un gouverneur avait été désigné.
Ce premier gouvernorat de Rosas fut également un gouvernement progressiste : des villages furent fondés, le Code de commerce fut réformé de même que le Code de discipline militaire, l’autorité des juges de paix des villes de l’intérieur fut réglementée, et des traités de paix furent conclus avec les caciques autochtones, conduisant à une certaine tranquillité à la frontière avec les territoires tenus par les Indiens. Cependant, cette reprise en mains de l’administration rosienne n’alla pas de pair avec une adhésion inconditionnelle de la population tout entière ; tout au long de son gouvernement, Rosas aura au contraire à affronter une âpre résistance.

### La guerre civile dans les provinces de l’intérieur

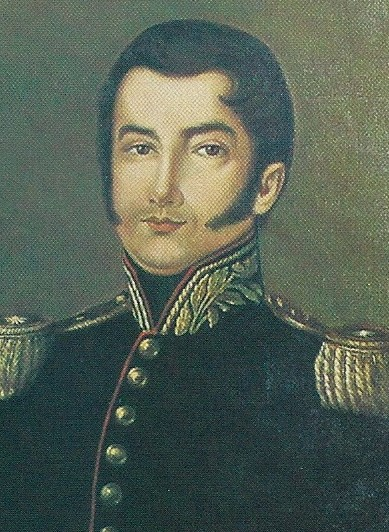
Le général José María Paz.

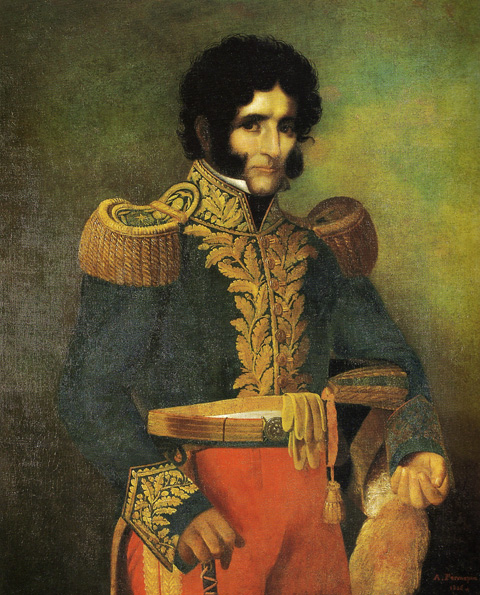
Le général Juan Facundo Quiroga.

Le général José María Paz, à la tête du deuxième corps d’armée, était parvenu, au départ de la Bande Orientale, jusqu’à Buenos Aires début 1829, mais ne réussit pas à convenir avec Lavalle d’une action conjointe. Il poursuivit son chemin vers la province de Córdoba, vainquit le gouverneur Juan Bautista Bustos à la bataille de San Roque le 23 avril, et marcha sur la ville de Córdoba, où il fut désigné gouverneur.
Bustos sollicita l’aide du commandant de campagne de la province de La Rioja, Facundo Quiroga, qui envahit à son tour la province de Córdoba en juillet et s’empara de la capitale ; cependant, il fut battu peu après à la bataille de La Tablada, raison pour laquelle il dut retourner dans sa province pour réorganiser ses troupes. Les forces de Paz engagèrent une violente campagne contre les groupes fédéralistes dans les Sierras de Córdoba, tandis que fédéralistes et unitaires se battaient pour la domination des provinces andines. Rosas diligenta une commission chargée de s’entremettre entre Paz et Quiroga.
Quiroga et José Félix Aldao, une fois vaincus leurs adversaires dans leur province (respectivement La Rioja et Mendoza), envahirent à nouveau la province de Córdoba, mais furent totalement défaits à la bataille d'Oncativo le 25 février 1830. Quiroga s’enfuit à Buenos Aires, Aldao fut fait prisonnier, et Bustos se réfugia dans la province de Santa Fe, où il devait mourir peu de temps plus tard. Rosas fit donner un accueil triomphal à Quiroga, comme s’il eût été le vainqueur, et bien que le caudillo lui-même considérât alors que la guerre était terminée pour lui.
Paz dépêcha des troupes unitaires se rendre maître de toutes les provinces qui s’étaient auparavant rangées sous la bannière de Quiroga, où ils évincèrent les fédéralistes du gouvernement. Plusieurs des chefs militaires de ces troupes allaient assumer le poste de gouverneur provincial.
En juillet et août 1830, les provinces de l’intérieur  — à savoir celles de Córdoba, Tucumán, Salta, Mendoza, San Juan, San Luis, La Rioja, Santiago del Estero et Catamarca — signèrent un traité par lequel ils adhéraient à la Ligue unitaire, dite aussi Ligue de l’intérieur, alliance défensive et offensive créée avec le dessein d’organiser constitutionnellement la nation argentine. S’il y était question de convoquer un congrès et d’élaborer une constitution, tout le pouvoir militaire et politique reposait, pour l’heure, entre les mains de Paz et la décision concernant l’adoption d’une nouvelle constitution ou de la mise en vigueur de celle de 1826 fut repoussée aux temps futurs. La Ligue ne proposait aucun système politique ; paraissant pencher pour la forme de gouvernement unitaire, elle était en même temps pourtant opposée à l’hégémonie de Buenos Aires.
Face à l’ascension de Paz dans les provinces de l’intérieur, et à l’initiative de Rosas et d’Estanislao López, les provinces de Santa Fe, Entre Ríos et Buenos Aires signèrent le Pacte fédéral (ou fédéraliste) du 4 janvier 1831 ― qui sera l’un des « pactes préexistants » mentionnés dans le Préambule de la future Constitution de la Nation argentine ―, dont le but était de mettre un frein à l’expansion de l’unitarisme incarné par le général Paz. La province de Corrientes ne devait adhérer à son tour que quelques mois plus tard, car le député de Corrientes Pedro Ferré tenta d’abord de convaincre Rosas de nationaliser les recettes de la douane de Buenos Aires et d’instaurer des protections tarifaires au profit de l’industrie locale ; sur ce point cependant, Rosas resta aussi inflexible que ses prédécesseurs unitaires, conscient que la source principale de la richesse et du pouvoir de Buenos Aires résidait justement dans le système douanier. Le pacte prévoyait une alliance défensive et offensive, la libre circulation des personnes et des marchandises, et la mise sur pied d’une Commission représentative des gouvernements des provinces littorales, se composant d’un représentant de chacune d’elles, siégeant dans la ville de Santa Fe, et ayant compétence à conclure des traités de paix, de déclarer la guerre et à inviter les autres provinces à se réunir en congrès afin de mettre au point une administration générale du pays suivant un régime fédéral.
Ladite Commission déclara la guerre à Paz et nomma López commandant en chef des forces appelées à l’affronter. Les troupes portègnes furent placées sous les ordres du général Juan Ramón Balcarce. Les opérations contre Paz furent lancées simultanément sur différents fronts : le colonel Ángel Pacheco, de Buenos Aires, battit à la bataille de Fraile Muerto les troupes avancées de Córdoba emmenées par Juan Esteban Pedernera. Pour sa part, Quiroga, qui s’était résolu à reprendre la lutte, sollicita des troupes auprès de Rosas, mais celui-ci ne consentit à lui offrir que les détenus des prisons. Quiroga organisa un camp d’entraînement et, lorsqu’il considéra être prêt, fit mouvement vers le sud de la province ce Córdoba. En chemin, Pacheco lui remit les soldats passés dans les rangs unitaires à la suite de la bataille de Fraile Muerto. Avec eux, Quiroga envahit la province de Córdoba en février 1831 et occupa Río Cuarto, puis dans la foulée s’empara, en l’espace d’un peu plus d’un mois, des provinces de San Luis, de Mendoza, de San Juan et de La Rioja. Le caudillo de Santiago del Estero, Juan Felipe Ibarra, réfugié à Santa Fe, obtint de López que celui-ci menât des opérations militaires contre la province de Córdoba. Quoique préférant esquiver un combat ouvert contre un ennemi aussi habile que l’était Paz et contre ses troupes disciplinées, López lança des actions de type guérilla, s’appliquant à harceler avec ses forces montoneras les confins orientaux de la province de Córdoba. Le 10 mai 1831, comme il inspectait le front, le général Paz tomba entre les mains d’un détachement fédéraliste — à la suite d’un tir de boleadoras par un soldat de López —, et fut fait prisonnier. La capture inopinée de Paz provoqua un soudain changement: Lamadrid prit alors en mains l’armée unitaire, mais jugea préférable de se replier sur le Nord, où cependant il subit une défaite face à Quiroga à la bataille de La Ciudadela, le 4 novembre 1831, non loin de la ville de Tucumán, à la suite de quoi la Ligue de l’intérieur fut dissoute
.

### Influence de Rosas dans l’intérieur et Convention de Santa Fe
Dans les mois qui suivirent, les provinces restantes se joignirent au Pacte fédéral, à savoir : les provinces de Mendoza, de Córdoba, de Santiago del Estero et de La Rioja, en 1831. L’année suivante, ce fut le tour de Tucumán, de San Juan, de San Luis, de Salta et de Catamarca.
Le fédéralisme s’imposa dans tout le pays, sous la domination de trois dirigeants au prestige interprovincial : López, Quiroga et Rosas ; pendant un temps, le pays se présentera divisé en trois zones d’influence : Cuyo et le nord-ouest, sous l’autorité de Quiroga ; Córdoba et le Litoral, sous celle de López ; et Buenos Aires, sous celle de Rosas. Ce triumvirat virtuel devait gouverner le pays durant quelques années, encore que les rapports entre eux ne fussent jamais fort bons. Tous les gouverneurs de province — à l’exception de ceux de Buenos Aires et de Corrientes — étaient tributaires de Quiroga ou de López de leur ascension au pouvoir. Rosas jouissait d’un grand prestige et se trouvait à la tête de la province le plus riche, mais à cette époque le rosismo ne régnait pas encore dans les provinces de l’intérieur.
La guerre civile terminée, les représentants de plusieurs provinces annoncèrent qu’avec la pacification intérieure, l’occasion tant attendue se présentait enfin de donner corps à l’organisation constitutionnelle du pays. Cependant Rosas argua qu’il y avait lieu d’organiser d’abord les provinces avant de songer à organiser le pays, vu que la constitution devait être le résultat écrit d’une organisation à concevoir et mettre en œuvre d’abord au niveau provincial. Il est vrai que sa propre province, ainsi que lui-même, était la principale bénéficiaire d’une indéfinition légale qui mettait Buenos Aires en position de maintenir son hégémonie et garder pour elle la totalité des recettes des douanes portègnes, lesquelles douanes étaient seules autorisées à commercer directement avec l’extérieur.
Rosas sut se servir d’une imprudence opportunément commise dans une lettre privée par le député correntin Manuel Leiva pour l’accuser d’avoir des « idées anarchistes » et retirer son représentant de la convention de Santa Fe, ce qui sera imité ensuite par d’autres provinces. Il s’ensuivit que la convention fut dissoute en août 1832, et le chantier de l’organisation constitutionnelle de l’État argentin s’en trouva différé d’une vingtaine d’années encore.

En 1832, dans une lettre à Quiroga, Rosas lui indiquait que

« ... tout en étant fédéraliste par intime conviction, je m’inclinerais à devenir unitaire si le vote des peuples devait être pour l’unité. »

## Entre deux mandats de gouverneur
Au terme de son premier mandat, on s’accordait à reconnaître à Rosas le mérite d’avoir remédié à l’instabilité politique et financière, mais il devait néanmoins faire face à une opposition croissante au sein de l’assemblée législative. Certes, tous les membres de cette assemblée étaient fédéralistes, Rosas ayant en effet restauré la Législature qui avait été mise en place sous Dorrego, puis dissoute par Lavalle. Une faction fédéraliste libérale, si elle avait accepté la dictature comme une nécessité temporaire, appelait à présent à l’adoption d’une constitution. Rosas était réticent à gouverner sous la contrainte d’un cadre constitutionnel et rechignait à se départir de ses pouvoirs dictatoriaux.
Cependant, son mandat s’acheva bientôt, le 5 décembre 1832. Peu après , il fut réélu par la Législature de Buenos Aires, mais déclina le poste. Il a été affirmé pendant de longues années que Rosas répudia sa réélection parce que les « facultés extraordinaires » ne lui avaient pas été concédées, ce qui est inexact ; en réalité, il ne se sentait pas en mesure de gouverner, ni ne désirait le faire, sans l’unanimité de l’opinion publique en sa faveur. Il attendait désespérément qu’on fît appel à lui, s’appliquant entre-temps à se rendre indispensable.
À sa place fut élu Juan Ramón Balcarce, importante personnalité militaire de l’époque de la guerre d'indépendance argentine et chef de file d’un groupe fédéraliste non rosiste, en faveur de qui Rosas se désista le 18 décembre 1832.

### Campagne du désert
Au moins jusqu’à la décennie 1810, la plaine pampéenne de la province de Buenos Aires n’avait été sous domination blanche que sur une étroite frange le long du río Paraná et du río de la Plata ; depuis lors cependant, la « frontière avec l’Indien » avait été repoussée plus avant jusqu’à une ligne passant approximativement par les actuelles villes de Balcarce, Tandil et Las Flores. Ensuite, des estancieros avaient commencé à déplacer leur terrain d’activité vers les territoires situés encore plus au sud, mais peuplés par des tribus amérindiennes. Pendant son gouvernorat, Rosas avait adopté des mesures en appui à cette expansion territoriale, attribuant des terres à d’anciens combattants et à des fermiers en quête de pacages d’appoint pour la saison sèche. Le conflit qui en résulta avec les peuples autochtones nécessita une réaction gouvernementale. Bien que le sud fût considéré alors virtuellement comme un désert, il renfermait un grand potentiel et de vastes ressources en vue du développement agricole, notamment sous forme de grosses exploitations.
Dès que Rosas eut quitté le pouvoir fin 1832, il coordonna, en collaboration avec les dirigeants de Mendoza, de San Luis et de Córdoba, au début de l’année suivante, une campagne militaire dans le sud, sous la forme d’une battue générale, menée parallèlement à celle lancée au début de la même année par le général Manuel Bulnes au Chili et dans l’extrême nord-ouest de la Patagonie orientale, plus précisément aux environs des lacs d’Epulafquen. Le commandement général en fut confié à Facundo Quiroga, qui cependant n’y prendra aucune part. Rosas concentra les troupes en vue de leur instruction dans son domaine de Los Cerrillos, près du fortin et du village de San Miguel del Monte. D’autres campagnes furent menées simultanément au départ des provinces de Mendoza, de Córdoba et de San Luis, avec des résultats très limités. Parmi les objectifs de la campagne figuraient celui de faire main basse sur des terres autochtones en vue d’en faire des zones d’élevage, et celui de mettre fin aux malones (razzias), qui désolaient la frontière. En particulier, la colonne commandée par Rosas, poussant jusqu’au fleuve Río Negro, mit la main sur 2900 lieues carrées de terrain et permit d’endiguer les incursions des autochtones.
Le 6 février 1833 fut approuvée la loi autorisant le Pouvoir exécutif à négocier un crédit d’un million et demi de Peso Moneda Corriente pour assurer le financement de l’expédition, bien que peu de temps après le ministre de la Guerre fît part de ce qu’il ne pouvait pas assumer cette dotation ; en conséquence, ce sont Rosas et Juan Nepomuceno Terrero qui finirent par prendre en charge l’approvisionnement de l’expédition, par la fourniture de bétail bovin et de chevaux, à quoi s’ajoutèrent les dons en argent effectif que firent ses cousins Anchorena, le docteur Miguel Mariano de Villegas, Victorio García de Zúñiga et Tomás Guido, alors colonel, afin que la campagne pût être engagée,. Moyennant quoi, l’on se mit en marche en mars de la même année.
La colonne ouest, sous le commandement de José Félix Aldao, parcourut un territoire qui venait tout récemment d’être « nettoyé » de ses aborigènes, ce qui permit de parvenir sans encombre au río Colorado. La colonne du centre vainquit le cacique ranquel Yanquetruz et s’en retourna bientôt. Celle qui effectua la plus grande partie de la campagne fut celle de l’est, sous les ordres de Rosas lui-même. Elle établit son cantonnement sur les rives du río Colorado, non loin de l’actuelle localité de Pedro Luro, et dépêcha cinq colonnes vers le sud et l’ouest, lesquelles parvinrent à soumettre les principaux caciques. Par la suite, Rosas signa des traités de paix avec les autres caciques, jusque-là d’importance secondaire, mais qui par la suite devinrent d’utiles alliés. L’année suivante vint se joindre à eux le plus important des caciques, Calfucurá.
Rosas se montrait généreux envers les Indiens qui se rendaient, les récompensant avec du bétail et des marchandises. Si personnellement il lui déplaisait de tuer des Indiens, il pourchassait pourtant sans relâche ceux qui refusaient de se soumettre. La campagne avait aussi incorporé dans ses rangs plusieurs scientifiques, désireux de collecter des informations sur la zone parcourue ; l’expédition reçut ainsi la visite du naturaliste Charles Darwin, qui dans son journal de voyage décrivit comme suit un épisode de cette campagne militaire :

« Les Indiens formaient un groupe de quelque 110 personnes (hommes, femmes et infants) ; presque tous furent faits prisonniers ou furent tués, car les soldats ne font de quartier à aucun homme. Les Indiens ressentent en fait une terreur si grande qu’ils ne résistent pas massivement ; chacun se hâte de fuir séparément, abandonnant femmes et enfants. [...] Sans conteste, ces scènes sont horribles, mais combien plus horrible encore est le fait avéré que les soldats donnent la mort de sang froid à toutes les Indiennes qui paraissent avoir plus de vingt ans ! Et lorsque moi ― au nom de l’humanité ― je protestai, on me répliqua : "Que pouvons-nous faire d’autre ? Ces sauvages ont tellement d’enfants !". »

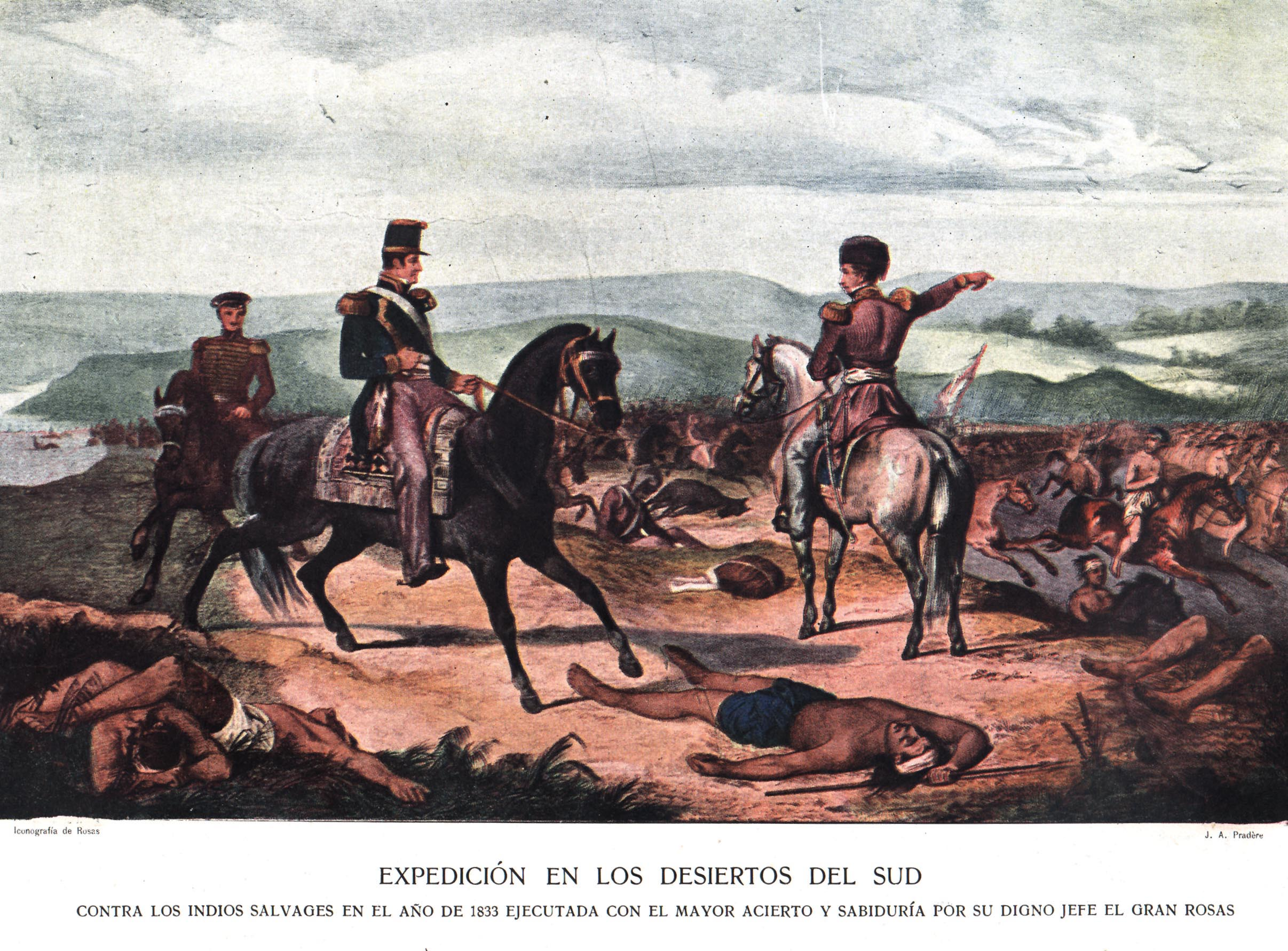
Iconographie de l’expédition (1833). Rosas figure à gauche, monté sur un cheval noir.

L’on avait réalisé une relative avancée dans le sud-ouest de la province et parvenu ainsi à garantir la tranquillité pour les villages récemment fondés dans le sud et pour les campagnes environnantes. Toutefois, le déplacement de la frontière fut nettement moins spectaculaire que celui qui sera accompli à l’occasion de la dénommée Conquête du désert entreprise beaucoup plus tard par le général Julio Argentino Roca en 1879.
Le principal résultat obtenu par Rosas fut de mettre de son côté l’armée, les grands fermiers et l’opinion publique, en plus de la reconnaissance des provinces de Mendoza, San Luis, Córdoba et Santa Fe, qui se voyaient désormais et pour de nombreuses années à l’abri d’incursions indiennes et de saccages ; seul le groupe aborigène non totalement assujetti, celui des Ranquels, continuera d’être vu comme un problème par les habitants de ces provinces.
Dans les premières années de son second gouvernorat, la politique de Rosas vis-à-vis des autochtones consistera à faire alterner traités de paix et dons, et campagnes d’extermination. Ce n’est qu’à partir de la crise commencée en 1839 qu’il la troquera pour une politique de paix permanente. Néanmoins, les régions désertiques restaient aux mains des indigènes.
Le prix à payer pour la paix fut de soutenir les tribus amies par des dons annuels de bétail, de chevaux, de farine, de tissus et d’eau-de-vie. Les tribus chasseresses dépendaient désormais de ces remises d’aliments, et étaient considérées par les habitants de la province de Buenos Aires comme de coûteux parasites du trésor public, perdant de vue que, du point de vue de Rosas, les payements n’étaient que la contrepartie à l’exploitation de territoires qu’eux considéraient comme les leurs. Cette attitude pacificatrice, et le respect des pactes conclus, valurent à Rosas l’estime de quelques-uns des chefs des Indiens amis. Quand Rosas accéda pour la deuxième fois à la fonction de gouverneur de la province, le cacique Catriel déclara dans la localité de Tapalqué : 

« Juan Manuel est mon ami. Il m’a jamais trompé. Moi et tous mes Indiens sommes prêts à mourir pour lui. S’il n’y avait pas eu Juan Manuel, nous ne vivrions pas comme nous vivons en fraternité avec les chrétiens et au milieu d’eux. Tant que Juan Manuel vivra, nous serons tous heureux et passerons une vie tranquille auprès de nos épouses et enfants. Tous ceux qui se trouvent ici peuvent témoigner que tout ce que Juan Manuel nous a dit et conseillé a bien marché. »

Plusieurs années après la chute de Rosas, le même Catriel indiquait : 

« Aussi longtemps que notre frère Juan Manuel, Indien blond et géant, qui vint dans le désert en traversant à la nage le Samborombón et le Salado, et qui allait à cheval et maniait les boleadores avec les Indiens, et pratiquait la lutte avec les Indiens, et qui nous faisait cadeau de vaches, de juments, de canne et d’objets d’argent, aussi longtemps qu’il fut Cacique Général, jamais nous, Indiens brigands, n’avons fait d’incursion, par l’amitié que nous avions pour Juan Manuel. Et quand les chrétiens l’eurent jeté et exilé, nous avons, tous ensemble, lancé des incursions. »

Plus tard, Rosas dirigea lui-même la redaction d’une Gramática de la lengua pampa.
Durant cette campagne se signalèrent quelques officiers appelés à former la prochaine génération de militaires portègnes : Pedro Ramos, Ángel Pacheco, Domingo Sosa, Hilario Lagos, Mariano Maza, Jerónimo Costa, Pedro Castelli, et Vicente González, surnommé le Carancho del Monte (le Caracara du bocage).
Un élément caractéristique de cette campagne étaient les dénommés santos, courts messages qui servaient de moyen de communication entre Buenos Aires et le corps expéditionnaire, rendus possibles grâce à un système de 21 relais implantés durant la campagne.

### Gouvernorats de Balcarce, Viamonte et Maza et révolution des Restaurateurs
Sous le mandat de Balcarce eut lieu la réoccupation britannique des îles Malouines.
Après que Rosas eut quitté le gouvernement provincial, et tandis qu’il se trouvait dans son campement du río Colorado, les dissensions internes au sein du Parti fédéraliste portègne allaient s’aggravant, au point qu’une scission se produisit entre, d’une part, la faction des apostoliques, qui prônaient un gouvernement fort en appui à Rosas et où figuraient de grands fermiers, des militaires et des petits commerçants, et d’autre part le groupe des schismatiques ou doctrinaires, idéologiquement d’inspiration libérale, dans les rangs desquels militaient le gouverneur Balcarce et ses ministres Enrique Martínez et Félix Olazábal, qui préconisaient une organisation constitutionnelle de la province afin d’éviter la concentration du pouvoir, et étaient appelés par les rosistes lomos negros (littér. lombes noirs), en référence au fait que l’envers de la liste sur laquelle ils postulaient était de couleur noire.
L’affrontement se déroulait principalement dans la presse, divisée elle aussi en deux camps, qui s’entr’attaquaient scandaleusement, tant et si bien que le gouvernement décida de déférer devant la justice plusieurs journaux, d’opposition aussi bien que pro-gouvernementaux. C’est alors qu’entra en action Encarnación Ezcurra, épouse et conseillère de Rosas, qui réunissait ses alliés quotidiennement dans son logis et organisait les manifestations.
Parmi les journaux convoqués devant la justice figurait le journal El Restaurador de las Leyes (littér. Le Restaurateur des lois). Encarnación Ezcurra fit afficher dans toute la ville de Buenos Aires la nouvelle que El Restaurador allait devoir comparaître, ce qui fut interprété par les gens comme un procès fait au chef du Parti fédéraliste. L’on appela à une grande manifestation, en vue de laquelle les participants se rassemblèrent dans les environs immédiats de Buenos Aires ; le général Agustín de Pinedo, qui avait été dépêché pour réprimer la manifestation, incita ses hommes à se soulever et se mit à la tête de la manifestation en la transformant en un siège mis devant la ville. Balcarce démissionna quelques jours plus tard.
L’historien José María Rosa a souligné que ce fut là une révolution fort singulière pour l’époque :

« Ce ne fut pas une ‘révolution’ au sens que nous donnons aujourd’hui à ce mot, mais un retrait du peuple sur Barracas, une grève générale — la première de notre histoire — sans combats ni affrontements de rue. Les ‘vigiles’ de Balcarce se révélèrent inutiles, faisant en effet défection et rejoignant les restaurateurs ; inutiles également ses régiments, qui désobéirent à leurs chefs. »

Bannière militaire argentine utilisée par les régiments fédéralistes.

Dans le sillage de la chute de Balcarce, la Chambre nomma gouverneur le général Juan José Viamonte, qui hérita de l’instabilité politique de son prédécesseur. Dans les jours qui suivirent, les agressions commises par des partisans de Rosas se multiplièrent ; ces partisans étaient encadrés par Encarnación Ezcurra au sein de la Société populaire restauratrice, qui recrutait dans les classes moyennes de la ville et comptait dans ses rangs une partie des officiers d’origine modeste. Son bras armé était la Mazorca, groupe parapolicier qui attaquait les opposants à Rosas à leur domicile, s’en prenant à eux physiquement. Plusieurs crimes furent commis et les fédéralistes doctrinaires commencèrent à émigrer, toutefois ces exactions n’avaient pour l’heure pas encore l’ampleur qu’ils devaient prendre plus tard.
Viamonte lui-même, bien que n’étant pas un apostolique, ne jouissait pas pour autant de la confiance de Rosas et de son épouse ; même le refoulement de Bernardino Rivadavia, qui avait cru pouvoir retourner en Argentine, ne suffira pas à regagner leur confiance.
Quelques mois plus tard, en 1834, Rosas s’en revint à Buenos Aires, et Viamonte se vit contraint de démissionner. Rosas fut élu à sa place, cependant celui-ci refusa, au motif que les « facultés extraordinaires » ne lui étaient pas accordées. Il ne se sentait pas capable de gouverner avec les limitations inhérentes à un État de droit. Son ami Manuel Vicente Maza, président de la Législature, fut alors élu gouverneur.

### Guerre civile dans le nord et assassinat de Quiroga
Un conflit entre les provinces de Tucumán et de Salta passa au stade de la guerre civile, particulièrement après que la ville de San Salvador de Jujuy eut résolu de faire sécession d’avec Salta, pour s’ériger en la province de Jujuy. Le gouverneur de Salta, Pablo Latorre, requit l’aide du gouvernement de Buenos Aires.
Maza choisit de se concerter sur la situation avec Rosas et avec Facundo Quiroga, qui avait élu domicile à Buenos Aires, avant de décider quelle attitude adopter, compte tenu qu’existait le soupçon qu’un groupe favorable à la sécession se fût constitué dans les provinces du nord. Finalement, à la demande de Rosas, Maza dépêcha Quiroga pour intermédier entre les deux gouvernements provinciaux, pendant que Rosas lui recommandait de faire comprendre aux populations des provinces que le temps de l’organisation constitutionnelle n’était pas venu encore.

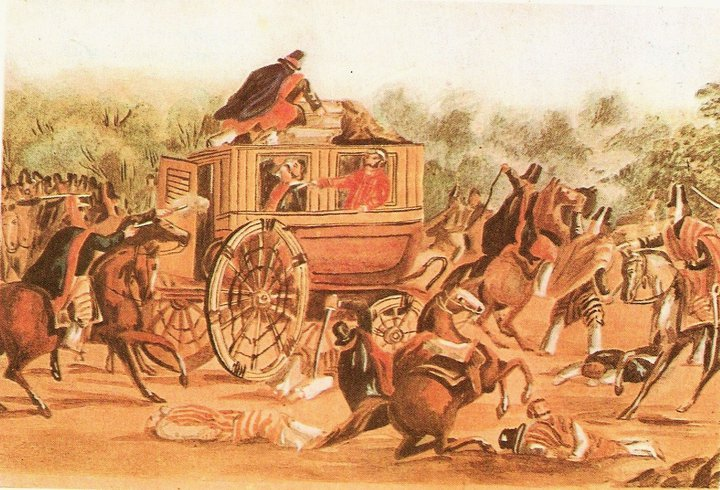
Assassinat de Facundo Quiroga à Barranca Yaco.

Alors que Quiroga était en route vers le nord, la guerre civile dans les provinces du nord se solda par la victoire de Tucumán, et le gouverneur de Salta fut fait prisonnier et assassiné. À son arrivée à Santiago del Estero, Quiroga obtint la conclusion d’un traité entre le gouverneur local Ibarra, Heredia et un représentant de Salta, par lequel la paix était rétablie et l’autonomie de la province de Jujuy nouvellement fondée fut reconnue.
Le 16 février 1835, sur le trajet de retour de sa mission, au lieu-dit Barranca Yaco, sur le territoire de Córdoba, la galère dans laquelle voyageait Quiroga fut attaquée par une équipe de miliciens en embuscade, qui assassinèrent le caudillo. Il n’échappa à personne qu’il s’agissait d’un meurtre politique, et toutes les accusations convergeaient vers les frères Reinafé, qui gouvernaient alors Córdoba, le chef des assassins, Santos Pérez, étant en effet un sicaire à la solde des Reynafé.
La nouvelle de cet attentat provoqua une grande commotion à Buenos Aires ; le 7 mars de la même année, dans un climat d’instabilité et de violence, Maza démissionna de ses fonctions, et la Chambre des représentants (la Législature), redoutant un état d’anarchie, nomma Rosas gouverneur pour une durée de cinq ans. À sa demande, il lui fut octroyé les pleins pouvoirs (la suma del poder público, littér. ± la somme du pouvoir public), c’est-à-dire qu’en plus d’exercer à sa discrétion le pouvoir exécutif ; il lui serait loisible d’intervenir dans le législatif et le judiciaire, sans obligation de rendre compte de leur exercice. La législature accepta cette condition, rédigeant ce même jour la loi idoine.

## Second gouvernorat (1835-1852)

### La dictature

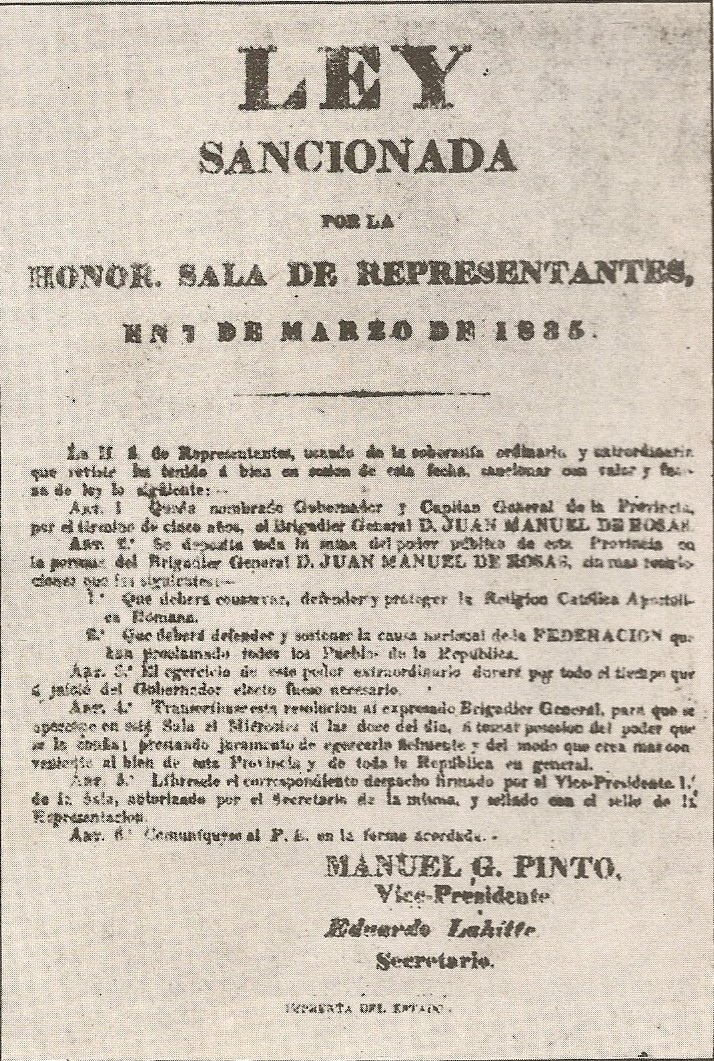
Loi octroyant la Suma del Poder Público (pleins pouvoirs) au gouverneur Juan Manuel de Rosas.

La suma del poder público (pleins pouvoirs) fut octroyée à Rosas par la Chambre des représentants moyennant son engagement :
1. à préserver, défendre et protéger la religion catholique ;
2. à soutenir la cause nationale de la Fédération ;
3. à exercer la suma del poder público « aussi longtemps que le Gouverneur le jugera nécessaire ».

Rosas ne procéda à la dissolution ni de la Législature, ni des tribunaux ; pour l’heure, la suma del poder n’apparaissait que comme la sanction légale du caractère exceptionnel que revêtait son mandat. La nature dictatoriale de cette disposition politique ne devait affleurer que plus tard, lorsque Rosas se mit à faire usage effectif de tout ce pouvoir. Ainsi fut instaurée une dictature légale, attendu que la concentration des pouvoirs reposait sur une loi de la Chambre des représentants, avalisée ensuite par le vote des citoyens. La Chambre des représentants continua d’exister, et le gouverneur et ses ministres lui enverront périodiquement des rapports sur leur activité. Chaque année se tenait un scrutin pour l’élection des membres de la Chambre, auquel ne se présentaient que des candidats liés au pouvoir en place, dont la liste était dressée personnellement par Rosas. Lors des crises successives, quelques-uns de ses membres faisaient certes montre de quelque type d’opposition partielle aux actions du gouvernement. Au lendemain de chaque élection, Rosas présentait sa démission de son poste de gouverneur, et chaque fois la Chambre avait soin de le réélire, affirmant la continuité de la suma del poder público. Au fil du temps, les législateurs allaient de plus en plus être choisis en fonction de leur allégeance inconditionnelle à la personne de Rosas, et les actes d’autonomie des législateurs se feront plus sporadiques, jusqu’à s’évanouir tout à fait. Rosas pour sa part, de plus en plus méthodique et méticuleux dans la gestion des finances de la province, publiait annuellement dans la Gaceta Mercantil un état de situation des finances publiques.
L’assassinat de Quiroga fournit à Rosas l’occasion unique d’assumer tout seul la direction du Parti fédéraliste, qu’il avait dû jusque-là partager avec Quiroga et López. Ce dernier, en tant que protecteur des Reynafé, était sorti fort affaibli de l’affaire, et du reste mourut peu d’années plus tard, vers le milieu de 1838. Même les caudillos jouissant localement de leur propre base de pouvoir tombèrent dans son orbite, tels que p. ex. Juan Felipe Ibarra, de Santiago del Estero, et José Félix Aldao, de Mendoza.
En raison de ce que le pays ne disposait pas alors d’une constitution propre ― seule la chute de Rosas en 1853 allait permettre son adoption ―, les pouvoirs dont jouissait Rosas pendant son second mandat étaient supérieurs à ceux d’un président de facto, vu qu’ils incluaient celui d’administrer la justice.
Avant sa prise de fonction comme gouverneur, le Restaurador exigea la tenue d’un plébiscite devant confirmer l’appui populaire à son élection. Le plébiscite eut lieu les 26 et 28 mars 1835, et son résultat fut 9 713 voix pour et 7 voix contre. (Il est à signaler qu’à cette époque, la province de Buenos Aires comptait 60 000 habitants, parmi lesquels les femmes et les enfants étaient exclus du suffrage.) La Chambre des représentants nomma Rosas gouverneur le 13 avril 1835, pour un quinquennat s’étendant de 1835 à 1840.
Le discours que prononça Rosas dans le Fort de Buenos Aires, siège du gouvernement provincial, lors de l’investiture pour son deuxième mandat de gouverneur, fut instructif quant à sa position vis-à-vis de ses opposants :

« Que de cette race de monstres pas un seul ne reste parmi nous et que leur persécution soit si tenace et vigoureuse qu’elle serve de terreur et d’épouvante aux autres qui pourraient venir par la suite ! »

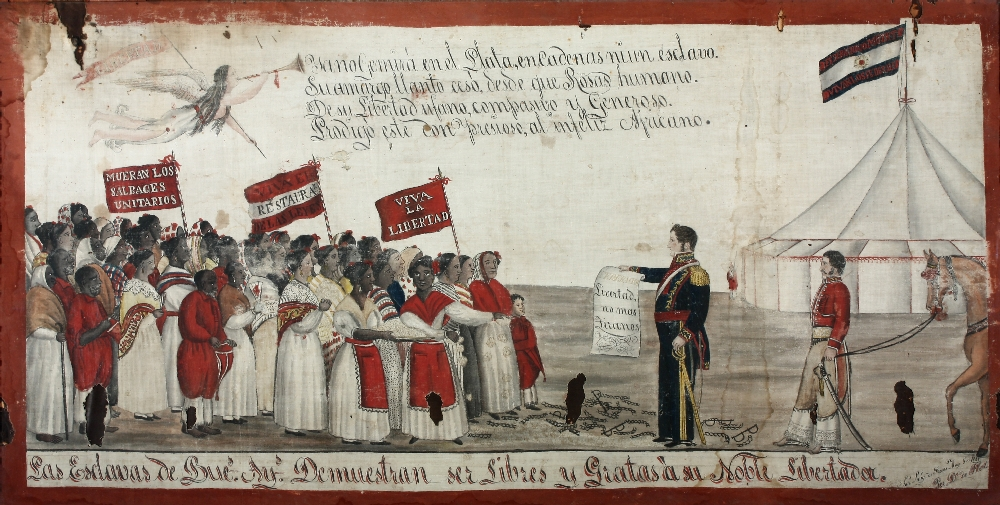
Esclaves noirs de Buenos Aires rendant hommage à Rosas à l’occasion de l’abolition par l’Argentine de la traite esclavagiste en 1839.

Rosas put donc entamer son nouveau gouvernorat avec les pleins pouvoirs, dont il fera usage pour attaquer les dissidents, fussent-ils fédéralistes ou unitaires. Sarmiento écrivit :

« Je dois le dire par respect à la vérité historique ; jamais il n’y eut de gouvernement plus populaire, et plus désiré, ni plus soutenu par l’opinion. Les unitaires, qui n’avaient pris part à rien, du moins le recevaient-ils avec indifférence, de même que les fédéralistes lombes noires, avec dédain, mais sans opposition ; les citoyens pacifiques l’attendaient comme une bénédiction et comme le terme des cruelles oscillations de deux longues années ; les campagnes, enfin, comme le symbole de leur pouvoir et comme humiliation des pédants de la ville. [...]

L’on peine à concevoir comment il a pu arriver que dans une province de quatre cents mille habitants, selon ce qu’assure la Gaceta, il n’y eût que trois voix contraires au gouvernement ? Serait-ce donc par hasard que les dissidents n’eussent point voté ? Rien de tout cela ! L’on a aucune notion de quelque citoyen qui ne fût point aller voter ; les malades se levèrent du grabat pour aller donner leur assentiment, craignant que leur nom ne fût inscrit dans quelque noir registre ; parce que c’est cela qui avait été insinué. [...]

La terreur était déjà dans l’atmosphère, et bien que le tonnerre n’eût pas encore éclaté, tous voyaient le nuage noir et torve en train de couvrir le ciel. »

— Domingo Faustino Sarmiento.
Un tableau vivace de cette époque nous a été laissé par la plume d’Esteban Echeverría dans El matadero, récit préfigurant le réalisme rioplatense, et dont l’action se déroule dans la province de Buenos Aires durant la décennie 1830. Echeverría décrit, sous l’angle de l’opposant politique, les conflits entre unitaires et fédéralistes, et la figure du caudillo Rosas et de ses adeptes, imputant à ceux-ci un caractère brutal et sanguinaire.
Le rosisme accentua le caractère tellurique et nationaliste du fédéralisme portègne, s’opposant aux idées européennes de Rivadavia, à qui du reste un soutien majoritaire dans la population avait fait défaut. Le gouvernement rosien avait en effet ceci de caractéristique qu’il bénéficiait d’un grand appui dans le peuple : exploitants agricoles, négociants, anciens militaires de l’époque de l’Indépendance, couches moyennes et inférieures soutenaient inconditionnellement le « restaurateur des lois ». Les grands propriétaires terriens et les négociants profitaient économiquement de l’exclusivité des douanes de Buenos Aires et de la vente de terrains de l’État. Dans les villes, Rosas aimait à se montrer dans les bals, les fêtes et les jeux aux côtés des couches inférieures de la société, qui le sentaient comme proche d’eux. Rosas cultivait le paternalisme politique, c’est-à-dire suscitait dans les classes inférieures le sentiment qu’il était pour elles comme un « père » qui, connaissant bien ses « enfants », était soucieux de prendre soin d’eux et de les protéger. En fait, Rosas garantissait aux groupes dominants de Buenos Aires l’ordre et la discipline sociale nécessaires au développement de leurs activités économiques. Vu que Rosas jouissait d’un grand ascendant parmi les couches populaires portègnes, il figurait aux yeux de l’oligarchie foncière de la province comme le seul capable de contenir et de canaliser les revendications des classes inférieures.

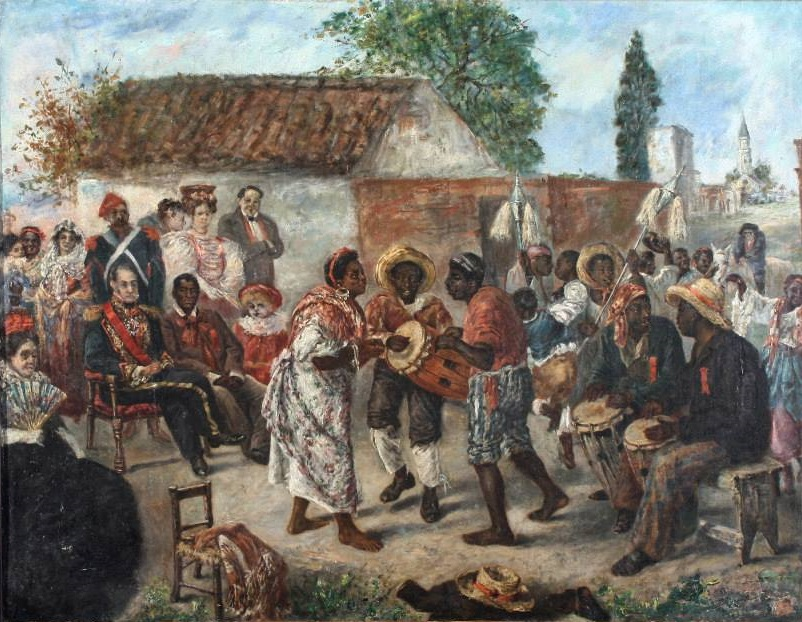
Rosas prêtait une grande attention à ses rapports avec les classes populaires. L’image le montre (assis, à gauche) présidant un candombé de noirs.

Aussi les couches inférieures de Buenos Aires, qui formaient la grande majorité de la population, ne virent-elles aucune amélioration de leurs conditions de vie. Lorsque Rosas décida de couper dans les dépenses publiques, ce fut au détriment des dotations de l’enseignement, des services sociaux et des travaux publics. Aucune des terres confisquées aux Indiens ou aux unitaires ne passa aux mains des ouvriers agricoles, ni même des gauchos. Pas davantage les noirs ne virent-ils la moindre amélioration de leur situation ; Rosas était un propriétaire d’esclaves et contribua à raviver la traite négrière. Bien que n’ayant rien entrepris en faveur des intérêts des noirs et des gauchos, Rosas restait très aimé parmi ces groupes de population. Il avait pris des noirs à son service, parrainait leurs festivités et assistait à leurs candomblés, tandis que les gauchos admiraient ses talents de meneur d’hommes et lui tenaient compte de la volonté qu’il avait de fraterniser avec eux, du moins jusqu’à un certain degré.
Il évinça ses opposants de toutes les fonctions publiques, expulsant de tous les emplois de fonctionnaire ceux qui n’étaient pas fédéralistes « nets », et gommant du tableau d’avancement militaire les officiers  suspectés d’appartenir à l’opposition, y compris les exilés. Il rendit obligatoire la devise « Federación o muerte » (Fédération ou mort), graduellement remplacée ensuite par « ¡Mueran los salvajes unitarios! » (Que meurent les sauvages unitaires), qui devait figurer en tête de tous les documents officiels. Il imposa aux employés de la fonction publique et des armées l’usage du ruban rouge ponceau (cintillo punzó), qui sera bientôt d’un emploi général. Par opposition à la couleur ponceau omniprésente dans la ville rosiste, les unitaires allaient par la suite porter des insignes bleu ciel ; ainsi, alors que les couleurs du drapeau argentin avaient été jusque-là bleu et blanc, les troupes de Rosas commencèrent à lui préférer une couleur bleu foncé, presque violette ; pour s’en différencier, les unitaires arboraient un drapeau aux couleurs bleu ciel et blanc.

#### Terreur d’État
Pour atteindre ses objectifs politiques, Rosas bénéficiait aussi du soutien de la Sociedad Popular Restauradora, avec laquelle son épouse Encarnación était plus particulièrement liée, qui se composait du groupe le plus loyal de ses partisans, et qui intensifia ses persécutions. D’autre part, il pouvait s’appuyer sur le corps parapolicier de la Mazorca (littér. épi [de maïs], mais aussi groupe de personnes étroitement liées entre elles), employé pour mettre en œuvre la terreur d’État et pour molester physiquement ses adversaires. L’une comme l’autre étaient des créations de Rosas, qui exerçait sur elles un contrôle étroit,,. Parmi les tactiques des mazorqueros figuraient des raids menés dans les quartiers lors desquels ils perquisitionnaient les domiciles et en intimidaient les occupants. D’autres personnes, une fois tombées entre leurs mains, étaient mises en détention, torturées et assassinées. Ces assassinats se commettaient généralement par coups de feu, au moyen d’une lance, ou par égorgement,. Beaucoup furent émasculés, d’autres eurent leur barbe ou leur langue arrachée,. Des estimations modernes évaluent à quelque 2000 le nombre de personnes ainsi tuées de 1829 à 1852. De nombreux opposants se verront ainsi réduits à émigrer, pour la plupart vers Montevideo, où se retrouveront les unitaires émigrés dès 1829, les fédéralistes schismatiques (à partir de 1833), et les jeunes de la Génération de 1837.
L’exercice de la terreur d’État comme outil d’intimidation était une prérogative de Rosas lui-même, et ses subordonnés n’y avaient aucun droit de regard. Elle était employée à l’encontre de cibles spécifiques, plutôt que de façon aléatoire. La terreur était orchestrée, plutôt qu’elle n’était le produit d’initiatives populaires, et ciblée pour obtenir un effet précis plutôt que pratiquée sans discernement. Les manifestations anarchiques, la justice expéditive et les désordres publics étaient aux antipodes d’un régime clamant vouloir faire respecter l’ordre et la loi,. Les étrangers échappaient à ces vexations, de même du reste que les individus trop pauvres ou trop insignifiants que pour pouvoir servir d’exemple efficace, les victimes étant en effet choisies en fonction de leur utilité comme objet d’intimidation.

#### Ingérence dans les affaires judiciaires
Si le système judiciaire continua certes de fonctionner à Buenos Aires, Rosas coupa court à toute indépendance à laquelle les cours de justice eussent pu prétendre, soit en décidant lui-même des nominations, soit en contournant tout de go leur autorité. Il s’ingérait dans le jugement de certaines affaires, édictant lui-même les sentences, lesquelles pouvaient consister en amendes, en service militaire, en peine d’emprisonnement, ou en peine capitale,.
Parmi les fonctionnaires écartés de leur poste sur ordre du gouverneur figurait le docteur Miguel Mariano de Villegas, qui avait été doyen du Tribunal suprême de justice, et qui fut écarté au motif qu’il ne méritait pas la confiance du gouvernement. Nombre d’autres juges furent également limogés, et Rosas s’occupait personnellement des affaires judiciaires qu’il considérait importantes, et pour le traitement desquelles il nommait des juges ad hoc, sous sa supervision personnelle. C’est ainsi qu’une fois entré en fonction, Rosas ordonna la capture de Santos Pérez et des frères Reynafé, qui, à l’issue d’un procès qui se traîna sur des années, furent condamnés à mort et exécutés. Cependant, quoique ce jugement conférât à Rosas une autorité nationale dans un domaine où on ne l’attendait pas — sa province renfermait un tribunal pénal à l’autorité nationale —, et bien que cette autorité, hors de tout cadre légal, eût pour effet d’unifier dans une certaine mesure l’administration nationale, il demeure que les tribunaux de Buenos Aires surent préserver une certaine indépendance, certes surtout dans des affaires sans portée politique.
Après qu’il eut réussi à consolider son pouvoir, il imposa les principes fédéralistes et conclut des alliances avec les dirigeants des autres provinces argentines, et s’appropria les compétences en matière de commerce extérieur et d’affaires étrangères de la Confédération.

#### Le journalisme sous surveillance

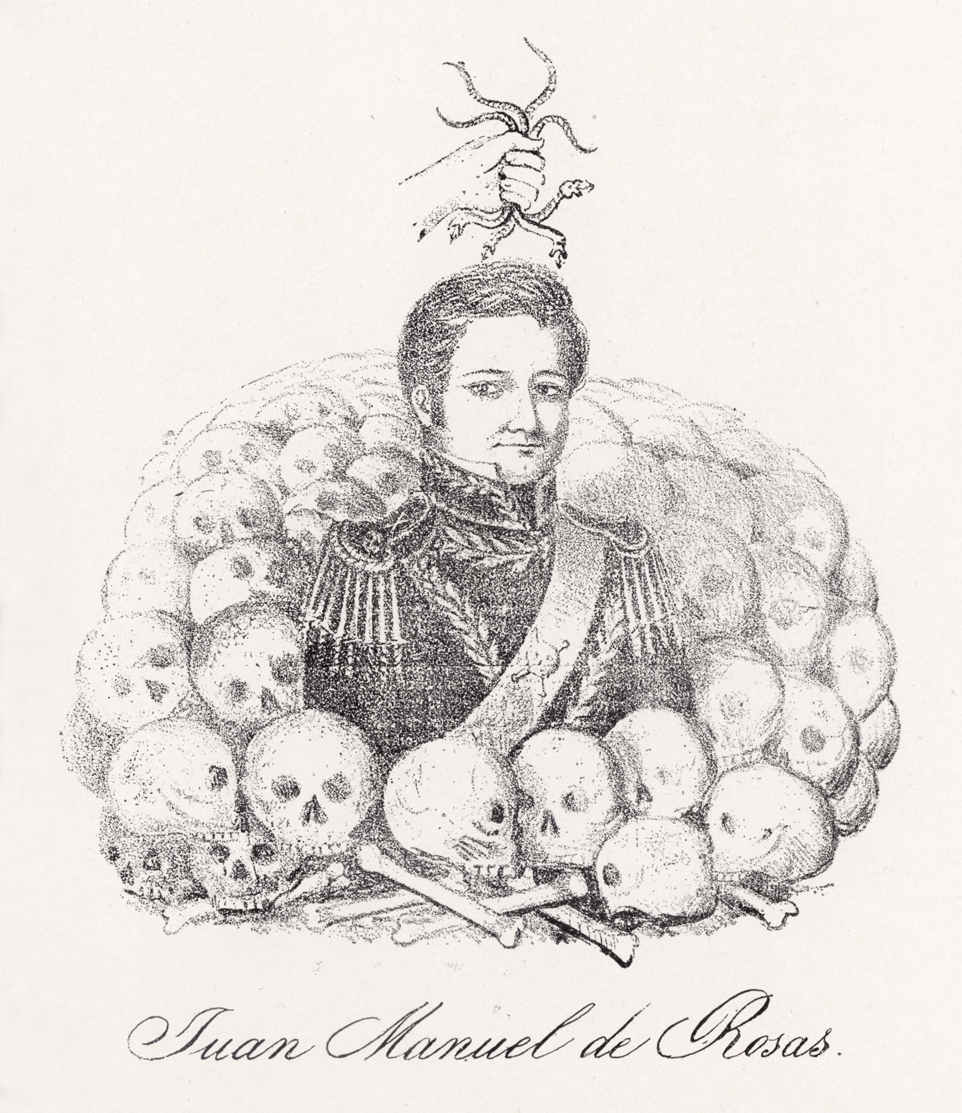
Caricature anti-Rosas parue dans un journal en 1841 ou 1842.

L’arrivée au pouvoir de Rosas signifia la fin de toute possibilité de libre expression pour le journalisme de Buenos Aires. Des journaux d’opposition furent brûlés sur les places publiques. Dès 1829, il ne se publiait plus de journaux ayant une orientation idéologique unitaire ou sympathisant avec les unitaires. Une émigration massive de journalistes et de gens de lettres eut lieu à destination de Montevideo, et dans le court laps de temps entre 1833 et 1835, la majorité des journaux disparut. En 1833, il y avait au total encore 43 périodiques ; en 1835, il n’en restait plus que trois. Parmi les journaux les plus importants ayant été fermés par le Restaurateur figuraient El Defensor de los Derechos Humanos (littér. Le Défenseur des droits de l’homme), El Constitucional, El Iris, El Amigo del País, El Imparcial et El Censor Argentino.
En contrepartie, les rosistes s’employèrent à fonder de nouvelles publications. Les journaux les plus importants de cette époque étaient El Torito de los muchachos, El Torito del Once, Nuevo Tribuno, El Diario de la Tarde, El Restaurador de las Leyes, El Lucero et El Monitor, tous résolument rosistes et ayant à cœur d’exalter la figure du Restaurador de las Leyes et de critiquer les unitaires. Toute la presse de Buenos Aires appuyait sans la moindre réticence le pouvoir en place et les politiques menées par Rosas, et l’on y faisait assaut de dévouement au gouvernement rosiste.
Si donc le journalisme subissait les conséquences des persécutions rosistes, la Gaceta de comercio, héritière de l’ancienne Gazeta de Buenos Ayres, continua néanmoins de paraître, à côté de plusieurs autres journaux, invariablement favorables au gouvernement en place et, dans beaucoup de cas, ouvertement obséquieux envers Rosas. Le journaliste Luis Pérez publia plusieurs journaux d’inspiration populaire en appui à Rosas. Parmi les journaux d’information, se distinguaient notamment le British Packett and Argentina News, édité par la communauté des négociants britanniques, et l’Archivo Americano y espíritu de la prensa del mundo, édité par Pedro de Angelis, et El Diario de la Tarde, édité par Pedro Ponce et Federico de la Barra.
Des journaux n’étaient publiés que dans quelques provinces de l’intérieur seulement ; les provinces de Córdoba et de Mendoza, où la presse s’était pourtant développée plus fortement que dans les autres, n’eurent presque plus d’activité journalistique en raison de ce que les fédéralistes « Quebracho » López et José Félix Aldao redoutaient l’opposition que la presse pourrait leur faire. En revanche, mérite mention la presse d’opposition qui exista dans la province de Corrientes, dans les périodes où la province faisait face à Rosas. Parmi les journalistes qui se signalèrent dans l’intérieur de l’Argentine, il convient de citer plus particulièrement les noms de Marcos Sastre et de Severo González, tous deux fédéralistes, dans la province de Santa Fe, et de Juan Thompson, Manuel Leiva et Santiago Derqui, antirosistes, dans celle de Corrientes.

### Législation douanière et politique économique
Le gouverneur de Corrientes, Pedro Ferré, s’était mis en devoir de réclamer énergiquement la mise en place de mesures protectionnistes en faveur des productions locales, mises à mal par la politique de libre-échange de Buenos Aires. Le 18 décembre 1835, pour répondre à cette requête, Rosas sanctionna la Loi des douanes portant interdiction d’importer un certain nombre de produits et l’instauration de droits de douane dans certains autres cas. En revanche, il maintint à un bas niveau les taxes à l’importation sur les machines et sur les minéraux que le pays ne produisait pas. Par cette mesure, Rosas cherchait à s’acquérir la bienveillance des provinces, sans céder sur l’essentiel, à savoir les recettes douanières. Ces mesures eurent pour effet de stimuler notablement le marché intérieur et la production dans l’intérieur du pays. Ce nonobstant, Buenos Aires consolidait son statut de principale ville du pays.
Le barème des tarifs douaniers partait d’une taxation de base à l’importation de 17 %, puis allait s’accroissant pour protéger les produits les plus vulnérables. Les importations vitales, comme l’acier, le laiton, le charbon et l’outillage agricole étaient frappés d’une taxe de 5 % ; le sucre, les boissons et les denrées alimentaires, d’une taxe de 24 % ; les articles chaussants, les vêtements, les meubles, les vins, le cognac, les liqueurs, le tabac, l’huile et certains articles de cuir, étaient taxés à un taux de 35 % ; la bière, la farine et les pommes de terre à 50 %. Un effet supplémentaire, que Rosas avait évalué correctement, fut que la croissance du marché intérieur vint bientôt compenser la baisse des importations. De fait, les recettes issues des taxes à l’importation repartirent bientôt à la hausse de façon significative. Plus tard, en réaction aux blocus navals, ces taxes à l’importation furent réduites, mais sans jamais devenir aussi basses qu’avant et après le gouvernorat de Rosas.
Dans le même temps, Rosas entendait obliger le Paraguay à s’intégrer dans la Confédération argentine, par le biais d’une asphyxie économique, à l’effet de quoi il imposa une forte taxation sur le tabac et sur les cigares. Comme il redoutait de voir ces produits entrer en Argentine en contrebande par l’intermédiaire de la province de Corrientes, ces taxes vinrent frapper également les produits correntins. Si la mesure dirigée contre le Paraguay échoua, elle eut par contre de graves conséquences pour Corrientes.
Sa politique financière fut résolument conservatrice : il assurait une maîtrise absolue des dépenses publiques, et s’appliquait à maintenir un précaire équilibre fiscal sans émission de monnaie ni endettement. Son administration était des plus pointilleuses, annotant et révisant méticuleusement les dépenses et recettes publiques, et les publiant presque mensuellement. Rosas s’interdit de rembourser la dette extérieure contractée du temps de Rivadavia, hormis par petits montants pendant les rares années où le Río de la Plata n’était pas sous blocus. La valeur du papier-monnaie émis par Buenos Aires demeurait fort stable et circulait par tout le pays, se substituant à la monnaie métallique bolivienne, grâce à quoi la devise de Buenos Aires contribua à l’unification monétaire du pays.
La Banque nationale fondée par Rivadavia, qui se trouvait sous domination de négociants britanniques, avait provoqué une grave crise monétaire par de continuelles émissions de papier-monnaie, qui se dépréciait sans cesse. En 1836, Rosas la déclara abolie, et en lieu et place créa une banque d’État, appelée Casa de Moneda (Hôtel de la monnaie), prédécesseur de l’actuelle Banque de la province de Buenos Aires,.

### Les provinces de l’intérieur dans la décennie 1830

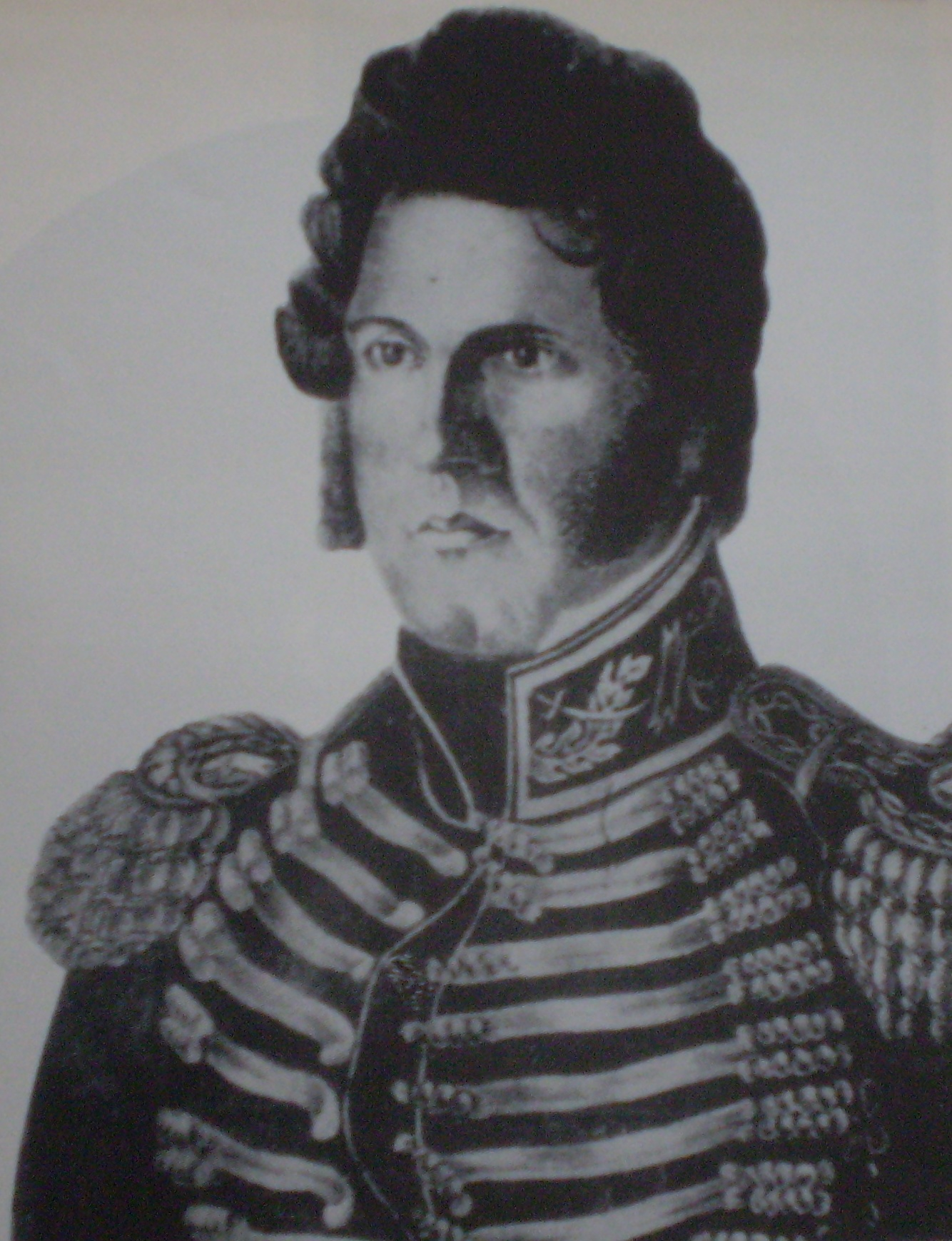
Le général Pascual Echagüe, gouverneur de la province d’Entre Ríos.

La guerre civile dans le nord et la mort de Quiroga provoquèrent une série de changements politiques importants dans la presque totalité des provinces de l’intérieur. Dans la province de Córdoba, après plusieurs gouverneurs intérimaires, Manuel « Quebracho » López, chef militaire directement lié à Rosas, accéda au poste de gouverneur. L’influence d’Estanislao López dans cette province, ainsi que dans celles de Santiago del Estero et d’Entre Ríos s’évanouit complètement, son pouvoir restant désormais restreint à celle de Santa Fe, sa province d’origine. Ibarra et Pascual Echagüe, gouverneurs des deux autres provinces susmentionnées, tombèrent ouvertement dans l’orbite de Rosas. Les provinces de Cuyo s’approchèrent de la zone d’influence de Rosas, et même le nouveau gouverneur de San Juan, Nazario Benavídez, était, lui aussi, un militaire directement lié à Rosas.
Les provinces du Nord-ouest restèrent sous l’emprise d’Alejandro Heredia, qui vint à être surnommé le « Protecteur du nord » et qui était le seul dirigeant régional apte à contenir dans une certaine mesure les visées hégémoniques de Rosas.
Par le biais de ces alliances, par l’effet de la délégation des compétences provinciales, et par ses propres actions, Rosas, en l’absence de constitution, exerça de facto le pouvoir national, en s’appuyant sur la force militaire et économique de Buenos Aires. Il imposa une organisation politique nationale de fait, en invoquant, en l’absence d’institutions politiques, le Pacte fédéral de 1831 pour unique source de légalité des relations interprovinciales. Tout au long de son gouvernement, il campa sur sa position en arguant de l’inopportunité de convoquer un congrès et d’adopter une constitution. Sous le couvert de la Fédération, Rosas mit en œuvre une intense politique d’ingérance dans les affaires des provinces, utilisant des moyens allant de l’appui politique et financier jusqu’à la persuasion, la menace et l’action armée.

### Politique étrangère
Peu après sa fondation en 1836, la Confédération péruvio-bolivienne, présidée par Andrés de Santa Cruz, entra en guerre avec le Chili. Le gouvernement chilien accusa alors Santa Cruz de projeter d’annexer, avec le renfort de quelques émigrés unitaires, les provinces argentines de Jujuy et de Salta. La Bolivie était en effet l’un des pays ayant accueilli le plus grand nombre d’émigrés unitaires, et plusieurs invasions de Salta et de Tucumán avaient été perpétrées au départ de ce pays. Le 19 mai 1837 enfin, Rosas déclara la guerre à la Confédération péruvio-bolivienne, confiant la conduite de la guerre à Alejandro Heredia, gouverneur de Tucumán. Celui-ci était le dernier des caudillos fédéralistes à pouvoir faire de l’ombre à Rosas, mais le Restaurateur réussit à le discipliner par le biais du financement de cette guerre, le poids de cette guerre retombant en effet sur les provinces du nord-ouest argentin ; Rosas se borna à lui envoyer quelques officiers et pièces d’artillerie. En l’espèce, les opérations militaires, lancées en août 1837, consistèrent essentiellement en la défense de la Puna de Jujuy et du nord de la province de Salta, par une série de combats et d’escarmouches sans résultats concluants. La guerre se prolongea jusqu’à la victoire de l’armée restauratrice chiléno-péruvienne à la bataille de Yungay (janvier 1839), qui sonna le glas de la Confédération péruvio-bolivienne. Rosas ne mettra pas à profit sa victoire pour réincorporer la province de Tarija, pourtant revendiquée par l’Argentine, laissant ainsi en suspens ce contentieux. Vers la fin de 1838, l’assassinat d’Heredia par un de ses officiers fit disparaitre le dernier compétiteur fédéraliste de Rosas et paralysa les opérations militaires. Les adversaires intérieurs qui allaient surgir à partir de l’année suivante ne seraient plus désormais de simples rivaux pour le pouvoir fédéral, mais des ennemis décidés, hostiles au système rosiste lui-même.
Les relations avec le Brésil, quoique fort mauvaises, ne déboucheront jamais sur une guerre, du moins pas avant l’éclatement de la crise qui conduira à la bataille de Caseros en 1852. Il n’y eut jamais de conflits avec le Chili, en dépit de ce que ce pays avait offert l’asile à de nombreux opposants, dont notoirement Sarmiento, qui à partir du Chili s’enhardirent à lancer quelques expéditions contre les provinces argentines. Le Paraguay proclama son indépendance en novembre 1842 et le notifia officiellement à Rosas, qui répondit qu’il n’était pas à même ni de reconnaître ni de rejeter cette proclamation. Dans la pratique cependant, son ambition étant de réintégrer l’ancienne province du Paraguay dans la Confédération, il maintint le blocus des fleuves intérieurs, dans l’espoir de forcer le Paraguay à négocier. Le Paraguay riposta en s’alliant avec les ennemis de Rosas, mais il n’y eut jamais d’affrontement entre les deux armées ni entre les deux escadres navales.
En Uruguay, le nouveau président Manuel Oribe s’était affranchi de la tutelle de son prédécesseur Fructuoso Rivera ; celui-ci cependant, avec l’appui d’unitaires de Montevideo (parmi lesquels Juan Lavalle) et d’agents de l’empire du Brésil établis dans le Rio Grande do Sul, constitua le parti colorado (littér. parti rouge), auquel bientôt Oribe opposa le parti blanco. Rivera déclencha la révolution à l’origine de la dénommée Grande Guerre et au milieu de 1838 entreprit avec les colorados d’assiéger le gouvernement retranché derrière les remparts de Montevideo. Les colorados bénéficièrent d’emblée du soutien de la flotte française et de la protection brésilienne. Devant cette situation, Oribe renonça à ses ambitions en octobre 1838, en laissant entendre clairement qu’il y avait été contraint par une flotte étrangère, et se retira à Buenos Aires.

### Le blocus français
Si pendant deux décennies la politique extérieure de la France avait maintenu un profil bas, le roi Louis-Philippe allait s’employer à restaurer pour la France son statut de grande puissance, forçant plusieurs pays faibles à lui consentir des concessions commerciales et tentant, si possible, de les réduire à l’état de protectorat ou de colonie. C’est dans cet esprit qu’à partir de 1830, la France prit à tâche d’augmenter son influence en Amérique latine, en particulier d’y développer son commerce extérieur. Conscient de la puissance britannique, Louis-Philippe énonça devant le parlement en 1838 que « seulement avec l’appui d’une puissante marine, de nouveaux débouchés pourront être ouverts aux produits français ».
En novembre 1837, le vice-consul français se présenta devant le ministre argentin des Affaires étrangères, Felipe Arana, en exigeant la remise en liberté de deux prisonniers de nationalité française, le graveur Michel-César-Hippolyte Bâcle, accusé d’espionnage en faveur de Santa Cruz, et le contrebandier Lavié. En outre, il réclama un accord semblable à celui conclu par la Confédération argentine avec la Grande-Bretagne et la dispense de service militaire pour ses citoyens (qui à ce moment-là étaient au nombre de deux). Arana ayant repoussé ces exigences, quelques mois plus tard, en mars 1838, la marine française imposa un blocus « au port de Buenos Aires et à tout le littoral du fleuve appartenant à la République argentine » ; le blocus fut ensuite étendu aux autres provinces du Litoral, afin de saper l’alliance de Rosas avec elles, la France s’engageant toutefois à lever le blocus contre toute province qui romperait avec lui.
D’autre part, en octobre 1838, l’escadre française attaqua l’île Martín García et, avec ses canons et sa nombreuse infanterie, mit en échec les forces du colonel Jerónimo Costa et du major Juan Bautista Thorne. Eu égard à l’attitude honorable et valeureuse dont avaient fait montre les Argentins, ceux-ci furent emmenés à Buenos Aires et laissés en liberté, avec une note du commandant français Hippolyte Daguenet, faisant part de cette décision à Rosas, dans les termes suivants :

« [...] Chargé par monsieur l’Amiral Le-Blanc, Commandant en chef de la station du Brésil et des mers du Sud, de m’emparer de l’île de Martín García avec les forces qu’il avait mises à ma disposition pour cet objet, je m’acquittai le 14 de ce mois de la mission qui m’avait été confiée. Elle a été pour moi l’occasion d’apprécier les talents militaires du brave colonel Costa, gouverneur de cette île, et son courageux dévouement à son pays. Cette opinion si franchement exprimée a aussi été celle des capitaines des corvettes françaises l’Expéditive et la Bordelaise, qui ont été témoins de l’incroyable activité de monsieur le colonel Costa, et des dispositions sages prises par cet officier supérieur pour la défense de la position importante qu’il était chargé de conserver. — Rempli d’estime pour lui, je pensais que je ne pouvais donner une meilleure preuve des sentiments qu’il m’inspire qu’en exposant à Votre Excellence la belle conduite qu’il a tenue pendant l’attaque dirigée contre lui le 11 de ce mois par des forces beaucoup supérieures à celles dont il pouvait disposer [...]. »

Le blocus, en coupant toute possibilité d’exporter, affecta lourdement l’économie de la province, ce qui ne manqua pas de mécontenter les éleveurs et les négociants, nombre desquels rejoindront secrètement l’opposition.
En ce qui concerne l’exigence française d’exemption de service des armes pour les sujets français, le gouvernement de Buenos Aires différa sa réponse pendant plus de deux ans. Rosas ne s’opposait pas à ce que les résidents français dans le Río de la Plata jouissent d’un droit similaire à celui accordé aux Anglais, mais n’était disposé à le reconnaître qu’après que la France aurait envoyé un ministre plénipotentiaire, avec pleins pouvoirs pour signer un traité, ce qui impliquait un traitement d’égal à égal, et la reconnaissance de la Confédération argentine comme État souverain.

### La génération de 1837

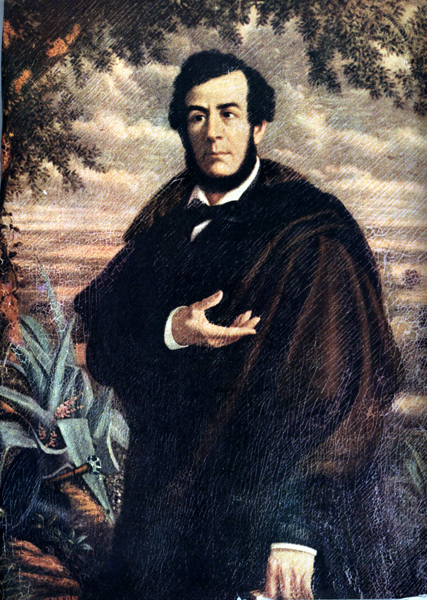
Esteban Echeverría.

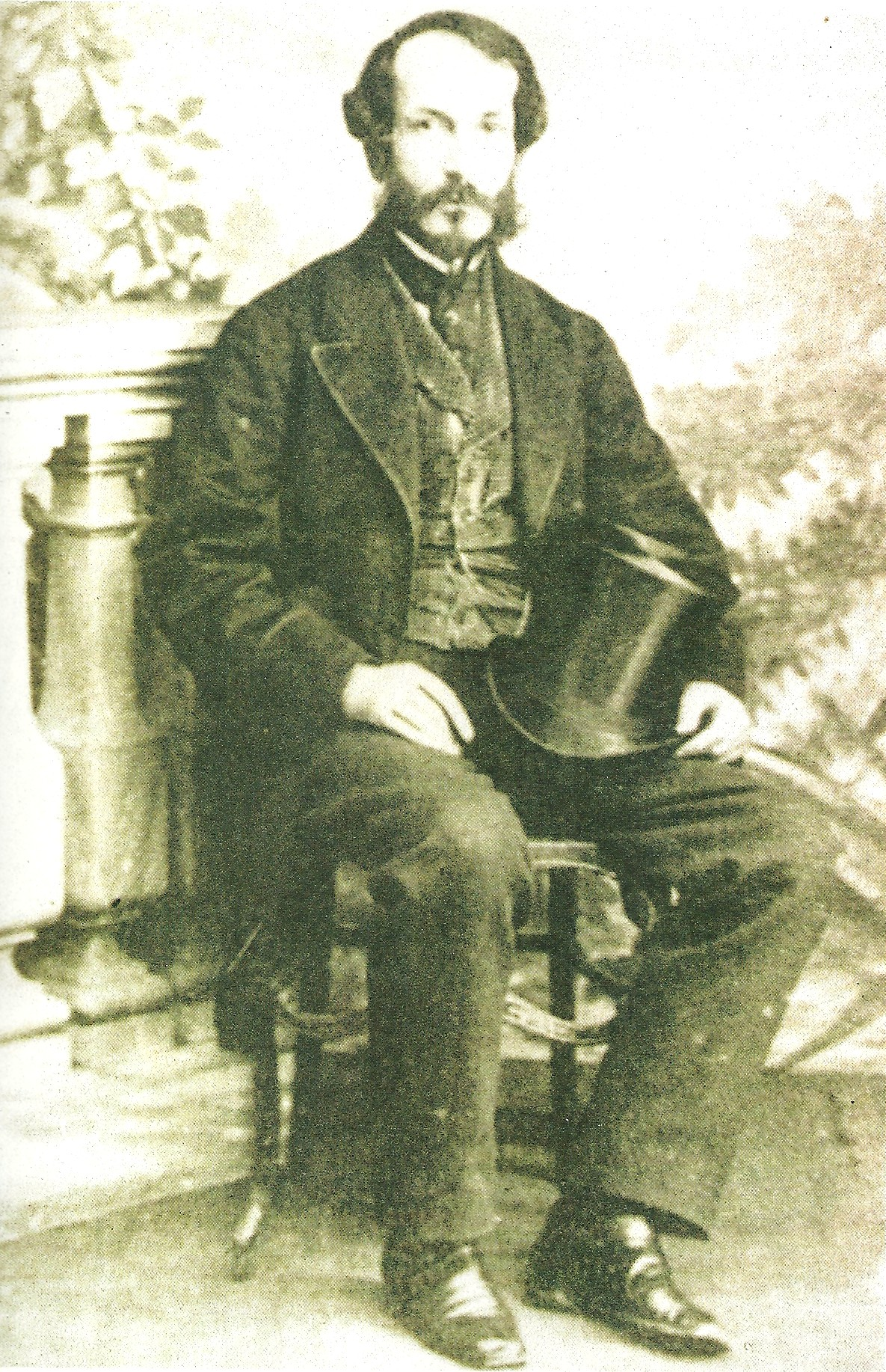
Juan Bautista Alberdi.

Les jeunes de la génération de Mai ayant atteint l’âge mûr, une génération montante, composée de jeunes gens nés au XIXe siècle, et en particulier dans la décennie de l’indépendance, surgit dans les années 1830. La Génération de 1837 est le nom ultérieurement attribué aux écrivains et intellectuels de cette génération, dont beaucoup avaient voyagé à l’étranger, s’éaient formés dans des universités, et adhéraient aux idées romantiques et libérales. Esteban Echeverría, l’un de ses membres les plus âgés, fonda un groupe qui se réunissait dans l’arrière-salle de la librairie de Marcos Sastre pour y discuter de littérature et d’art, mais aussi de sujets politiques. Quoique friands de nouveautés venues d’Europe et ayant pris leurs distances vis-à-vis de la tradition espagnole, ils n’étaient pas nécessairement des opposants à Rosas.
L’attaque française mit les jeunes romantiques devant l’obligation de choisir entre la « civilisation » — dont le représentant par excellence était la France — et le gouvernement de leur pays ; la plupart d’entre eux se rangèrent du côté de la France et adoptèrent une posture critique envers Rosas. Echeverría fonda l’Asociación de la Joven Argentina, plus tard rebaptisée en Asociación de Mayo (littér. Association de mai), aux fins de réflexion et de propagande politiques. Récusant formellement aussi bien le parti unitaire que fédéraliste, ils préconisaient de résoudre les problèmes du pays en mettant en œuvre les principes de liberté, égalité et fraternité, tels que proclamés par la Révolution française. Quelques-uns de ces jeunes s’en furent fonder des filiales dans l’intérieur du pays : Domingo Faustino Sarmiento et Antonino Aberastain en créèrent une dans la province de San Juan, Benjamín Villafañe et Félix Frías une autre dans celle de Tucumán, et José Francisco Álvarez et Ramón Ferreyra dans celle de Córdoba.
Tant leurs idées que leur action auront une grande influence sur la future construction de l’État national et sur le processus constitutionnel qui fera suite à la chute de Rosas, en particulier les idées de Sarmiento, Juan Bautista Alberdi et Juan María Gutiérrez. Pendant longtemps, ils furent vénérés comme de grandes figures nationales (próceres civiles), jusqu’à ce que les historiens dits révisionnistes viennent à leur reprocher de considérer tout ce qui arrivait d’Europe comme supérieur à ce qui était latino-américain ou espagnol, de s’évertuer à transplanter l’Europe en Amérique sans se préoccuper des Américains, et de trahir de façon répétée leur propre pays en faisant alliance avec les ennemis étrangers de leur gouvernement.
La Société populaire restauratrice commença à mettre sous pression ces jeunes romantiques, et quelques-uns d’entre eux furent attaqués par la Mazorca ; certains choisirent d’émiger vers Montevideo ou vers le Chili. Quelques groupes clandestinement dissidents, associés de façon seulement marginale à l’Asociación de Mayo, se tiendront au contraire dans l’expectative.

### Palermo de San Benito

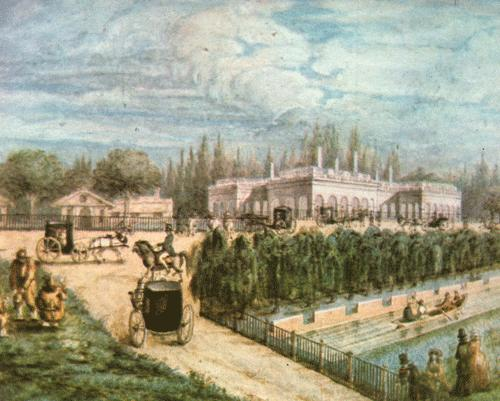
Résidence de Rosas à San Benito de Palermo, actuel parc du Trois-Février. Achevée vers 1848, le manoir fut abandonné avec l’exil de Rosas, puis démoli en 1899.

Juan Manuel de Rosas avait fait acquisition d’un grand nombre de terrains et de propriétés dans la zone connue sous le nom de bañado de Palermo, près de Buenos Aires (et aujourd’hui incluse dans le nord-ouest de l’agglomération portègne). Bien que les sources citent des dates différentes, ce serait entre 1836 et 1838 que le gouverneur Rosas aurait lancé son projet personnel de construction d’une nouvelle résidence et d’un manoir dans cette zone éloignée du centre-ville de la capitale,.
Au cours des dix années suivantes, Rosas mit en œuvre cet ambitieux et onéreux projet, comprenant non seulement un imposant manoir, le plus grand de Buenos Aires à cette époque, mais encore un étang artificiel avec une douve, plusieurs dépendances et l’aménagement d’un parc arboré d’une superficie considérable. Vers 1848, les Rosas avaient définitivement pris leurs quartiers dans cette demeure que Rosas lui-même baptisa Palermo de San Benito (connue aussi sous le nom de San Benito de Palermo), nom à propos duquel circulent aujourd’hui encore diverses hypothèses non confirmées.

### La guerre civile de 1840
En juin 1838 arriva à Buenos Aires l’émissaire de gouvernement de Santa Fe, Domingo Cullen, avec mission d’arranger un rapprochement entre Rosas et la flotte française. Cependant, avec ou sans l’aval d’Estanislao López, Cullen court-circuita Rosas et alla négocier directement avec le commandant de la flotte française la levée du blocus pour sa propre province, en contrepartie de la promesse d’aider la France contre Rosas et d’annuler la délégation en matière d’affaires étrangères que sa province avait cédée à la province de Buenos Aires. En plein milieu des pourparlers, le gouverneur de Santa Fe Estanislao López mourut, raison pour Cullen de s’en retourner à Santa Fe, où il se fit élire gouverneur. Il prit contact avec le gouverneur correntin Genaro Berón de Astrada afin de manigancer quelque coup de force contre Rosas. Toutefois, Rosas et Pascual Echagüe, d’Entre Ríos, refusant de reconnaître Cullen comme gouverneur, au motif qu’il était espagnol, firent pression sur la Législature de Santa Fe et obtinrent la destitution de Cullen et son remplacement par Juan Pablo López, frère de son prédécesseur.
Cullen s’enfuit à Santiago del Estero et trouva refuge au logis du gouverneur Ibarra, d’où il réussit à organiser une invasion de la province de Córdoba par une troupe d’opposants au gouverneur Manuel López. Cette troupe fut battue, et Ibarra envoya Cullen prisonnier à Buenos Aires. Dès son arrivée à la frontière de la province de Buenos Aires en juin 1839, il fut fusillé par le colonel Pedro Ramos.
Auparavant donc, Cullen avait dépêché son émissaire Manuel Leiva pour négocier avec le gouverneur de Corrientes Genaro Berón de Astrada une alliance contre Rosas, que Berón de Astrada avait acceptée. Mais à la suite de la chute de Cullen, Berón de Astrada chercha appui auprès de l’Uruguayen Fructuoso Rivera, avec qui il signa un traité d’alliance, — que celui-ci ne respectera jamais —, puis déclara la guerre à Buenos Aires et à Entre Ríos. Le gouverneur d’Entre Ríos, Pascual Echagüe, envahit Corrientes et détruisit l’armée correntine lors de la bataille de Pago Largo en mars 1839, où Berón paya de sa vie la défaite. Après qu’il eut installé à Corrientes un gouvernement fédéraliste, Echagüe retourna dans sa province. En mai 1839, avec le soutien et les financements portègnes, et avec l’appui d’un grand nombre de militaires blancs, commandés par Juan Antonio Lavalleja, Servando Gómez et Eugenio Garzón, Echagüe envahit l’Uruguay pour affronter Rivera, qui avait promis de l’aide à Berón de Astrada . Il parvint à avancer jusqu’aux abords de Montevideo, mais fut battu dans la bataille de Cagancha, fin décembre 1838, et s’enfuit à Entre Ríos, emmenant avec lui Manuel Oribe.
Entre-temps, les problèmes se multipliaient dans le nord : vers la fin de l’année 1838, Alejandro Heredia fut assassiné, et le gouvernorat des provinces de Salta et de Tucumán passa à des dirigeants unitaires.
Le gouvernement français, n’ayant obtenu de son blocus naval que peu de résultats, prit le parti de financer des campagnes militaires contre Rosas, en versant d’importants subsides tant au gouvernement de Rivera qu’aux unitaires organisés dans la Comisión Argentina, que dirigeait Valentín Alsina. Ceux-ci se mirent à la recherche d’un chef militaire prestigieux pour prendre la tête de la révolution, et leur choix se porta sur Juan Lavalle, que Juan Bautista Alberdi sut convaincre de prendre le commandement des troupes.
Dans le sillage de l’attaque avortée d’Echagüe contre l’Uruguay, Lavalle décida de mettre à profit la situation pour envahir — sur des vaisseaux français — Entre Ríos. Il battit le gouverneur suppléant de cette province à la bataille de Yeruá, puis parcourut toute la province en quête de soutiens. N’en ayant récolté aucun en faveur de sa « croisade » contre Rosas, il se dirigea vers Corrientes, où le gouverneur Ferré, qui s’était déclaré contre Rosas, le mit à la tête de son armée. La première chose que fit Ferré fut de lancer contre Santa Fe le fondateur de l’autonomie provinciale locale, Mariano Vera, cependant celui-ci fut vite défait par les troupes du gouverneur Juan Pablo López et périt au combat en mars 1840.

#### La révolution des Libres du sud

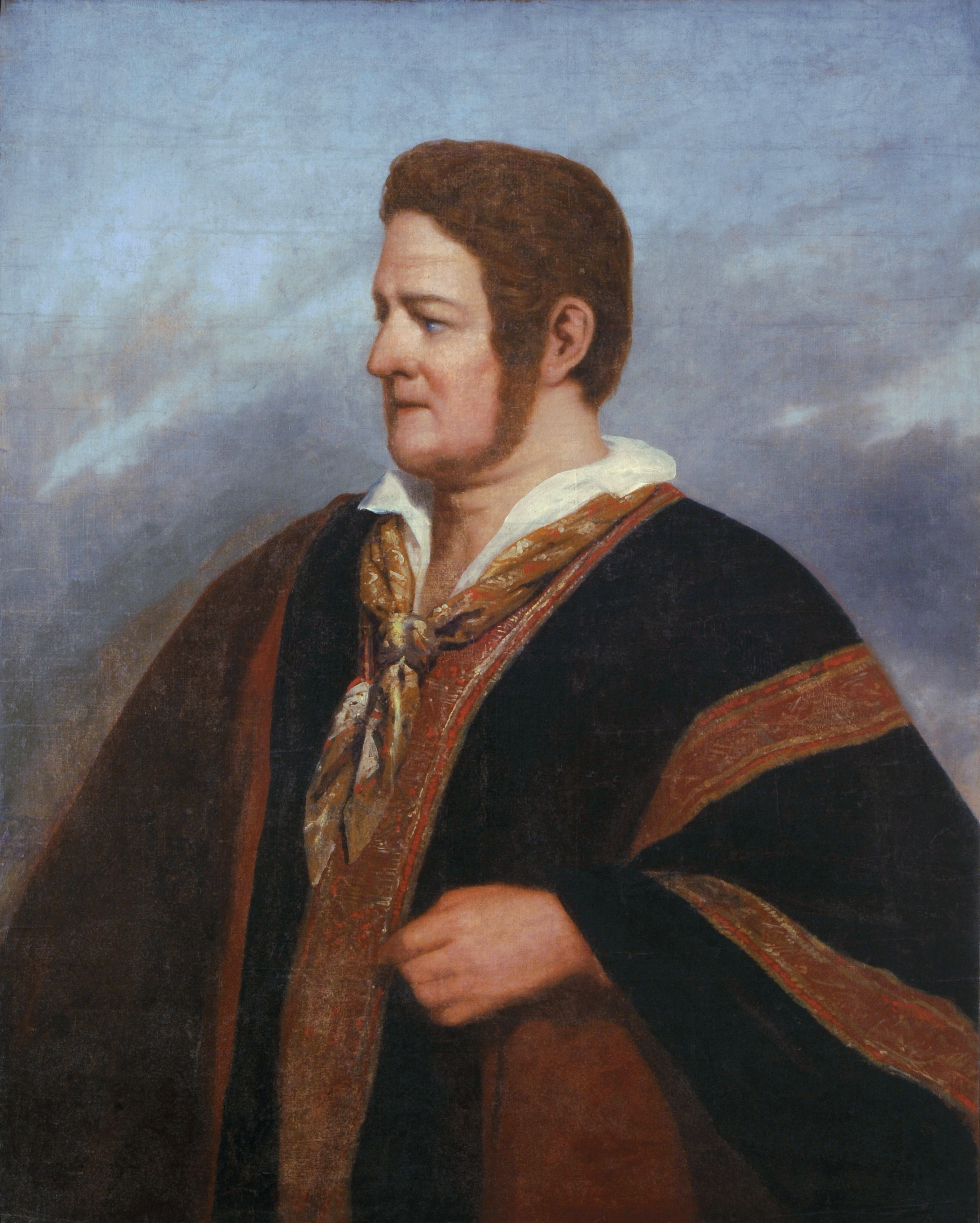
Rosas en 1842, portant l’attirail de gaucho. Huile sur toile par Raymond Monvoisin.

La ville de Buenos Aires elle-même fut le théâtre d’un mouvement dirigé contre Rosas, dans le but d’empêcher sa réélection comme gouverneur de la province. Le commandement militaire du mouvement fut confié au colonel Ramón Maza, fils du président de la Législature provinciale, Manuel Vicente Maza. Dans le même temps, dans le sud de la province, à deux centaines de kilomètres de la ville de Buenos Aires, s’occupait à s’organiser un autre groupe opposant, appelé les Libres du sud, emmené par des estancieros alarmés par la chute des exportations et par la possible perte de leurs droits qu’ils avaient obtenus sur leurs terres, par suite de l’arrivée à échéance de la loi sur les emphytéoses, puisque Rosas avait refusé à beaucoup d’être eux ― les considérant en effet comme des opposants ― la vente de leurs terres, nonobstant qu’une loi provinciale eût été promulguée autorisant leur aliénation. Ils déclenchèrent une révolution contre le gouverneur qui se propagea bientôt dans tout le sud de la province. Ils jouissaient de l’appui de Lavalle, qui avait promis son aide et s’était transporté avec quelques centaines de volontaires vers l’île Martín García, occupée alors par des troupes françaises, à partir d’où il était supposé débarquer dans la baie de Samborombón.
Cependant, tout tourna mal : les rebelles ne purent compter sur l’aide de Lavalle, qui préféra faire voile vers Entre Ríos pour envahir cette province, privant ainsi de ses troupes les révolutionnaires de Buenos Aires. D’autre part, le groupe de Maza fut dénoncé : Manuel Vicente Maza, ancien ami de Rosas, fut assassiné dans son bureau officiel, et son fils Ramón (le chef militaire) fusillé en prison sur ordre de Rosas. Les Libres del Sur, découverts, n’attendirent pas Lavalle et marchèrent sur Buenos Aires, à la tête de quelques centaines de gauchos, mais deux semaines à peine plus tard furent battus par Prudencio Rosas, frère du gouverneur, à la bataille de Chascomús. Les meneurs périrent dans la bataille, les autres furent exécutés ou incarcérés, et plusieurs durent s’exilier.

#### Campagnes militaires de Lavalle
Les nouveaux gouvernants du nord-ouest — principalement José Cubas de Catamarca, et Marco Avellaneda de Tucumán — s’organisèrent pour affronter le gouverneur de Buenos Aires. Quand l’armée correntine de Juan Lavalle eut à nouveau envahi Entre Ríos, Tucumán se prononça contre Rosas, mit ses forces armées sous le commandement du général Lamadrid et forma avec les provinces limitrophes la Coalition du nord. Le commandant en chef nominal de leur armée était le gouverneur de La Rioja, Tomás Brizuela. Le seul gouverneur de la région à demeurer fidèle à Rosas fut Ibarra, de Santiago del Estero, raison pour laquelle trois offensives furent lancées contre lui, mais sans résultat.
Lavalle parcourut Entre Ríos du nord au sud, mais fut battu à la bataille de Sauce Grande au mois de juillet de la même année 1840 par Echagüe ; s’étant réfugié à Punta Gorda, il embarqua ses troupes sur des vaisseaux de l’escadre française. Ses poursuivants crurent qu’il avait l’intention de se retirer sur Corrientes ou en Uruguay, cependant le 1er août, il débarqua à San Pedro, dans le nord de la province de Buenos Aires. Il esquiva le colonel Pacheco et fit route vers la ville de Buenos Aires, se cantonna à Merlo, à une trentaine de km (à vol d’oiseau) à l’ouest de Buenos Aires, et y attendit que la ville se prononce en sa faveur.
À l’aide de chevaux apportés par quelques estancieros amis, il marcha sur la ville, mais son entreprise ne recueillit aucun soutien populaire, et personne ne vint se rallier à son armée ; c’est au contraire l’armée de Lavalle qui fut frappée par de nombreuses désertions, tandis que la ville soutenait inconditionnellement Rosas. Celui-ci pour sa part aménagea son quartier général à Santos Lugares de Rosas (l’actuelle San Andrés, dans le partido de General San Martín), c’est-à-dire dans la même caserne qui allait par la suite devenir célèbre en raison des prisonniers qui y seront enfermés et de l’exécution de Camila O'Gorman. Rosas coupa ainsi à Lavalle la route vers la capitale, tandis que Pacheco, commandant en chef de l’armée portègne, s’apprêtait à l’encercler par le nord, de sorte que Lavalle n’eut d’autre choix que de se retirer vers le nord de la province.
La retraite de Lavalle eut pour effet que les Français conclurent la paix avec Rosas et levèrent leur blocus. Lavalle, sans appui naval, occupa Santa Fe, mais son armée continuaitffédé de subir des défections. Pour sa part, Rosas lança Pacheco à sa poursuite, et peu après plaça Manuel Oribe à la tête de l’armée fédéraliste.

#### Le Mois de terreur (octobre 1840)
Dans les écrits de l’historiographie libérale argentine, le mois d’octobre 1840 à Buenos Aires est désigné par les termes de « mois de la terreur » ou d’« octobre rouge ». Dès que l’on eut appris que Lavalle faisait volte-face, une atmosphère de terreur généralisée éclata dans la ville, où des dizaines de personnes furent assassinées, des centaines de maisons mises à sac, et où les rues étaient désertées. Les anciens partisans des unitaires, de même que tous ceux qui pour quelque raison étaient seulement soupçonnés de l’être, furent persécutés. Les symboles des unitaires, et jusqu’aux objets présentant les couleurs alors identifiées aux unitaires  — à savoir bleu ciel et vert — furent détruits. Les façades, les vêtements, les uniformes, tout ce qui pouvait être coloré fut repeint en rouge,.
Il est imputé à Rosas d’avoir été l’instigateur de cette vaste tuerie de partisans unitaires, perpétrée par le biais de son organisation parapolicière, La Mazorca. Il est certain qu’en ce mois-là furent assassinées une vingtaine de personnes dont seulement sept étaient des unitaires. Les homicides furent commis de nuit, dans la rue, par lynchage populaire, ou résultèrent de la répression de ces lynchages. Rosas ne fit rien pour arrêter le massacre, et sans doute n’eût-il pas été en mesure de le juguler. Le 31 octobre, une fois signée la paix avec la France, la police put revenir dans la ville. Mais ce ne sera que vers la fin de cette année, lorsque Rosas jugea qu’il avait quelque chance d’être obéi, qu’il fit savoir publiquement que quiconque serait surpris à violer un domicile, à voler ou à assassiner serait passé par les armes ; la violence cessa le jour même.
La terreur de l’année 1840 fut le point culminant de l’usage politique de la violence par Rosas et son parti. Quelques historiens ont généralisé l’image de ces semaines de violence à toute la durée de son gouvernement, tandis que d’autres tiennent qu’il n’en était pas ainsi ; il y eut certes sous Rosas plusieurs périodes de persécution d’opposants, toutefois la fin de 1840 est la seule période où l’on vit la répétition quotidienne de tels crimes. De fait, Rosas utilisa la terreur davantage pour mettre sous pression les consciences que pour éliminer physiquement des individus,,.
Pour Néstor Montezanti « on ne peut pas dire que Rosas ait été un gouvernant terroriste, ni qu’il ait fait habituellement usage de la terreur comme moyen de se maintenir ou de raffermir sa position au gouvernement. Il est sûr en revanche que de façon exceptionnelle, en deux occasions sur dix-sept ans, il eut recours à elle à des époques de grave perturbation, lorsque le péril menaçait directement son gouvernement et la cause nationale que lui, Rosas, incarnait. Même dans ces circonstances, l’usage qui en fut fait restait modéré, compte tenu aussi que d’autre part la plupart de ces crimes faisaient suite à des exaltations fanatiques et non à des consignes du Dictateur, qui se limitait à ouvrir les soupapes de compression des passions sociales ». En effet, Rosas non seulement n’ordonna pas les assassinats, mais en outre les combattit, comme l'atteste une notification du 19 avril 1842 — mois qui connut une forte flambée de lynchages populaires — adressée aux chefs des forces de sécurité et portant que le gouverneur « a regardé avec le plus sérieux et le plus profond désagrément les scandaleux assassinats qui ont été commis ces jours derniers ; quoiqu’ils aient été commis sur des sauvages unitaires, personne, absolument personne n’est autorisé à prendre pareille licence barbare ». Dans le même communiqué, il ordonnait de patrouiller par la ville « en disposant ce qui est nécessaire pour éviter de semblables assassinats ».
Pour Pacho O'Donnell, la classe sociale dont étaient issus les ennemis de Rosas a été un facteur déterminant quand il s’est agi, dans l’historiographie libérale, de définir par lequel des deux camps la terreur avait été principalement exercée :

« La réputation de terroristes sera plus grande chez les fédéralistes, parce que leur base populaire fit que quelques-unes de leurs victimes appartenaient à la classe aisée. En revanche, les unitaires tuaient des gauchos. L’exécution d’un Maza ou d’un O'Gorman n’aura pas le même retentissement dans la capitale et dans ses journaux que l’assassinat de centaines d’humbles soldats à l’issue du combat de La Tablada sur ordre de l’unitaire Paz. »

#### La Coalition du nord et fin provisoire de la guerre civile
Depuis la mort d’Heredia, les unitaires du nord de l’Argentine s’étaient organisés et commencèrent à s’emparer des gouvernements provinciaux de Tucumán, de Salta, de Jujuy et de Catamarca.
Rosas se souvint qu’ils avaient en leur possession l’armement envoyé par lui pour les besoins de la guerre contre la Bolivie, et décida d’envoyer un émissaire pour le leur soustraire avant qu’ils ne se prononcent contre lui. Le général Lamadrid, dirigeant unitaire de Tucumán de la décennie anterieure, se joignit aux rebelles après son arrivée à Tucumán. Ceux-ci se prononcèrent alors contre Rosas et fondèrent la Coalition du nord, dirigée par le ministre tucuman Marco Avellaneda. Ils s’employèrent ensuite à étendre leur alliance, en tentant de séduire les gouverneurs Tomás Brizuela, de La Rioja, et Ibarra, de Santiago del Estero, qui étaient tous deux des fédéralistes. Le premier put être persuadé par la promesse que le commandement militaire suprême lui reviendrait ; quant à Ibarra, il refusa.
Lavalle poursuivit le gouverneur de Santa Fe Juan Pablo López jusqu’à la ville de Santa Fe, dont il se rendit maître malgré une forte résistance. C’est là qu’il apprit la signature le 29 octobre 1840 du traité Arana-Mackau : sous la pression de la Grande-Bretagne, la France avait convenu avec Rosas de la levée du blocus naval de la France contre le Río de la Plata ; Rosas avait cédé sur le point des indemnisations et du traitement des citoyens français, mais n’avait fait aucune concession territoriale et commerciale, ni en ce qui concerne la libre navigation sur les eaux intérieures argentines.
De son côté, Lamadrid avait fin 1840 envahi et occupé la province de Córdoba, où un groupe de libéraux renversa le gouverneur Manuel López. Les unitaires allèrent jusqu’à tenter des révolutions dans les provinces de San Luis et de Mendoza, mais ces coups de force échouèrent tous deux. Entre-temps, Lavalle marcha à la rencontre de Lamadrid, mais fut battu en chemin par des troupes fédéralistes sous les ordres de l’Oriental Manuel Oribe à la bataille de Quebracho Herrado, le 28 novembre 1840, ce qui l’obligea à se retirer davantage encore, finalement vers Tucumán. Du reste, Lavalle et Lamadrid ne purent se mettre d’accord à propos de rien, hormis pour battre en retraite — Lavalle d’abord en direction de La Rioja, et Lamadrid sur Tucumán. Après plusieurs défaites successives, Lavalle se retrouva donc avec son armée à Tucumán, pendant que Lamadrid marchait vers Cuyo.

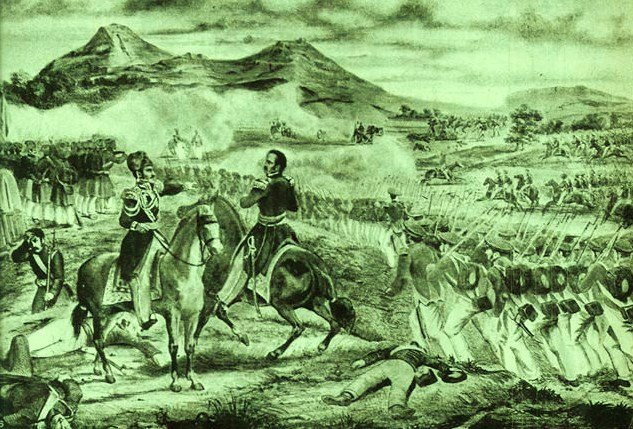
La bataille de Famaillá.

Le commandant de l’avant-garde de Lamadrid, Mariano Acha (celui qui avait livré Dorrego à Lavalle), vainquit José Félix Aldao dans la bataille d'Angaco, où les unitaires remportaient ainsi leur dernière victoire, mais fut bientôt battu à La Chacarilla en août 1841, et exécuté peu après. Quelques semaines plus tard, Lamadrid se fit nommer gouverneur de Mendoza et se dota des « facultés extraordinaires » tant décriées, peu avant d’être définitivement défait par Pacheco à Rodeo del Medio le 24 septembre 1841 ; les survivants durent se résoudre à émigrer au Chili.
Peu de jours auparavant, Lavalle avait été vaincu par Oribe à la bataille de Famaillá, en septembre 1841 ; son allié Marco Avellaneda fut exécuté, et Lavalle lui-même périt à San Salvador de Jujuy pendant sa retraite vers le nord, lors d’une fusillade fortuite avec un détachement fédéraliste. Ses troupes prirent en grande partie la fuite pour la Bolivie, en emportant le cadavre de leur commandant à Potosí. C’est en Bolivie également qu’allèrent se réfugier les derniers unitaires des provinces du nord. Catamarca aussi passa aux mains des fédéralistes, et José Cubas et Marco Avellaneda furent exécutés.
Le restant des Correntins de Lavalle traversa le Chaco argentin, pour ensuite s’incorporer dans une nouvelle (la troisième) armée correntine, qu’avait mise sur pied le général Paz. Celui-ci battit Pascual Echagüe à la bataille de Caaguazú le 28 novembre 1841, succès inopiné pour les antirosistes, et envahit Entre Ríos, pendant que Rivera faisait de même près de la ville actuelle de Concordia. Toutefois, les électeurs d’Entre Ríos choisirent Justo José de Urquiza pour leur gouverneur et obligèrent Paz à quitter la capitale Paraná, en laissant ses troupes entre les mains de Rivera ; Paz allait finir comme réfugié à Montevideo.
De retour dans la province de Santa Fe, Oribe détruisit aisément les troupes du santafesino Juan Pablo López (qui avait passé dans le camp adverse au lendemain de la défaite de la Coalition du nord) en avril 1842, puis affronta les forces uruguayennes et correntines placées sous les ordres de Rivera, qu’il battit à la Arroyo Grande en décembre 1842. Quelques jours plus tard, Corrientes repassa sous l’autorité des fédéralistes. Oribe, à la tête de troupes argentines et uruguayennes, envahit ensuite l’Uruguay. L’Argentine tout entière était à nouveau aux mains des fédéralistes. Nombre de soldats faits prisonniers à l’occasion de ces batailles furent exécutés sur ordre d’Oribe ou de Rosas. Pour l’heure en tous cas, la guerre civile avait pris fin en Argentine.
À cette époque, le futur héros national italien Giuseppe Garibaldi entreprit quelques campagnes navales dans le Río de la Plata, qui ravagèrent les villes et hameaux situés le long des fleuves argentins et uruguayens ; quoique l’amiral Guillermo Brown souligna la vaillance de Garibaldi,, il qualifia l’action de ses subordonnés de piratage.

### La politique économique dans la décennie 1840
L’économie à l’époque rosienne s’appuyait sur l’expansion de l’élevage et sur l’exportation de salaisons, de fumaisons, de cuirs et de suif. Au bout d’une période de stagnation relative dans la décennie antérieure, les années 1840 furent particulièrement favorables à la croissance de l’élevage dans les provinces du Litoral. La province de Buenos Aires fut cependant la principale bénéficiaire de cette croissance, principalement par le fait que le gouvernement de Buenos Aires gardait le privilège de la maîtrise des eaux intérieures et continuait de concentrer dans la capitale toute l’activité portuaire et les recettes douanières afférentes.
Sous l’effet des blocus navals, les taxes à l’importation furent sensiblement réduites, mais sans jamais redevenir aussi basses qu’au temps de Rivadavia, ni aussi basses qu’elles allaient le devenir après la chute de Rosas.
La croissance économique permit de diversifier les activités industrielles et artisanales dans la ville capitale ; toutefois, il n’y eut pas de développement d’industries hors celles liées à la production rurale : salaisonneries, tanneries et moulins. La croissance de cette dernière catégorie donne à supposer que la « ville carnivore » commençait à introduire une plus grande quantité de pain dans son régime alimentaire.
Les subventions que Rosas octroyait à telle ou telle province étaient destinées à soutenir leur gouvernement et leur armée, non à favoriser l’économie locale. Mais la croissance économique du Litoral fluvial tira mécaniquement la croissance des économies des provinces de l’intérieur, vu que celles-ci approvisionnaient le Litoral en certaines marchandises.
La maîtrise stricte que Rosas imposa — y compris personnellement — aux dépenses publiques, et son refus d’autoriser des émissions de papier monnaie sans couverture, permirent à la province de Buenos Aires de maintenir l’équilibre de ses finances, même dans les périodes où celles-ci subissaient le contrecoup des blocus navals.

### Culture et enseignement à l’époque de Rosas

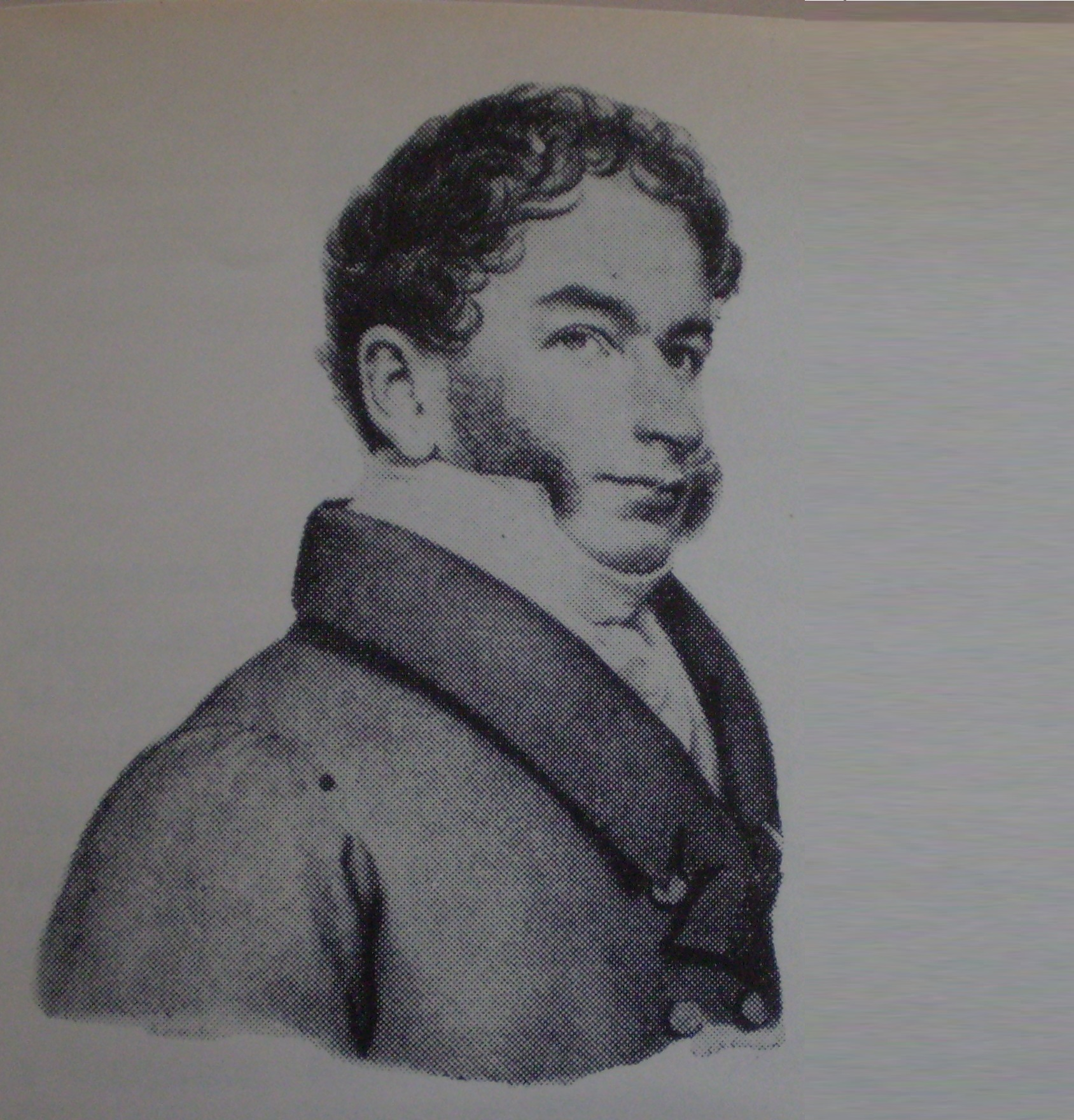
Pedro de Angelis, l’un des plus éminents intellectuels du rosisme.

Pour réduire les dépenses publiques, Rosas annula la majeure partie du budget consacré à l’enseignement. En 1838, on supprima à Buenos Aires l’instruction gratuite et les salaires des professeurs d’université. Néanmoins, l’université de Buenos Aires et l’actuel Colegio Nacional de Buenos Aires restèrent en activité grâce aux droits d’inscription payés par leurs étudiants, et de leurs enceintes sortiront les membres de l’élite portègne de la période suivante, la plupart desquels seront de virulents détracteurs de Rosas. Était en activité d’autre part l’université de Córdoba, qui était gérée par des religieux catholiques et décernait des titres en droit canon et civil,.
À Buenos Aires, l’enseignement secondaire se répartissait entre plusieurs collèges, dont le plus prestigieux était le Colegio de San Ignacio des jésuites, qui — après que ceux-ci eurent été derechef expulsés du Río de la Plata — fut transformé en le Colegio Republicano Federal, géré par l’ancien jésuite Francisco Magesté. Il y avait également plusieurs collèges privés, tels que celui dirigé par Alberto Larroque. Dans les provinces de l’intérieur, des collèges secondaires existaient dans la majorité des capitales provinciales ; le plus ancien et le plus prestigieux était le Colegio Nacional de Monserrat à Córdoba ; dans certaines villes, l’enseignement dispensé par des couvents était particulièrement réputé, comme notamment le couvent des franciscains de San Fernando del Valle de Catamarca.
En dehors de la production de la Génération de 1837, l’activité littéraire fut notoirement faible durant cette période. La musique par contre connut un moment de lustre particulier, atteignant même, avec Juan Pedro Esnaola, à une certaine autonomie vis-à-vis des écoles musicales européennes. La peinture sut elle aussi réaliser l’amorce d’un art pictural autonome, en particulier dans le domaine du portrait, du paysage et de la peinture d'histoire ; ses figures les plus éminentes étaient Prilidiano Pueyrredón et Carlos Morel, et les Européens Ignacio Baz, Charles Henri Pellegrini et Amadeo Gras.

### Politique religieuse

#### Contextualisation
Dans l’Empire espagnol, l’unité sociale ne se concevait qu’à travers l’unité de la foi catholique. Cependant, après son indépendance, la Nation argentine subit l’influence de deux courants de pensée distincts :

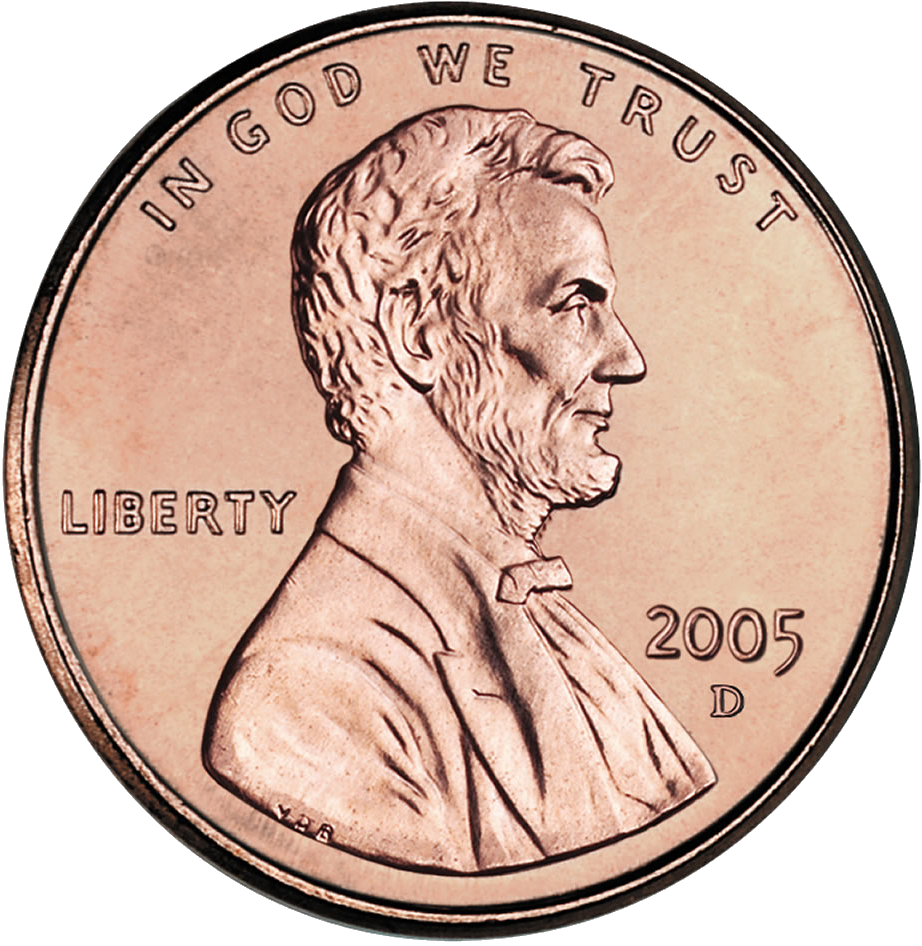
Pièce de monnaie américaine portant la devise « En Dieu nous avons foi ».

1) Le courant rationaliste, laïciste et voltairien, qui avait sous-tendu la philosophie politique de la Révolution française et dont était influencé notamment le Doyen Funes à Córdoba.
2) Le courant antérieur, d’inspiration chrétienne, influencé, d’un côté, par la doctrine du prêtre jésuite Francisco Suárez, de l’École de Salamanque, qui prêcha que « l’autorité est donnée par Dieu, non au roi, mais au peuple », doctrine que les principaux patriotes instigateurs de la révolution de Mai avait apprise à l’université jésuitique de Chuquisaca (actuelle Sucre) ; et de l’autre, par l’exemple de la révolution américaine, laquelle, si elle eut certes d’autres racines, s’était choisi pour devise nationale In God We Trust (soit « En Dieu nous avons foi »).
Dans les débuts des Provinces-Unies du Río de la Plata, Cornelio Saavedra, puis le frère Cayetano Rodríguez, le frère Francisco de Paula Castañeda, le doyen Pedro Ignacio de Castro Barros, le général Manuel Belgrano, Esteban Agustín Gascón, Gregorio García de Tagle, entre autres, étaient de grands défenseurs de la pensée catholique et de l’Église, en opposition à l’anticatholicisme des groupes emmenés d’abord par Mariano Moreno et Juan José Castelli,, puis par l’homme d’État Bernardino Rivadavia, qui en 1822, parmi d’autres mesures, ferma plusieurs couvents, s’empara de tous les biens appartenant aux ordres religieux, et fit main basse sur les biens du sanctuaire de Luján, de la Confrérie de la charité, de l’Hôpital Sainte-Catherine et d’autres.

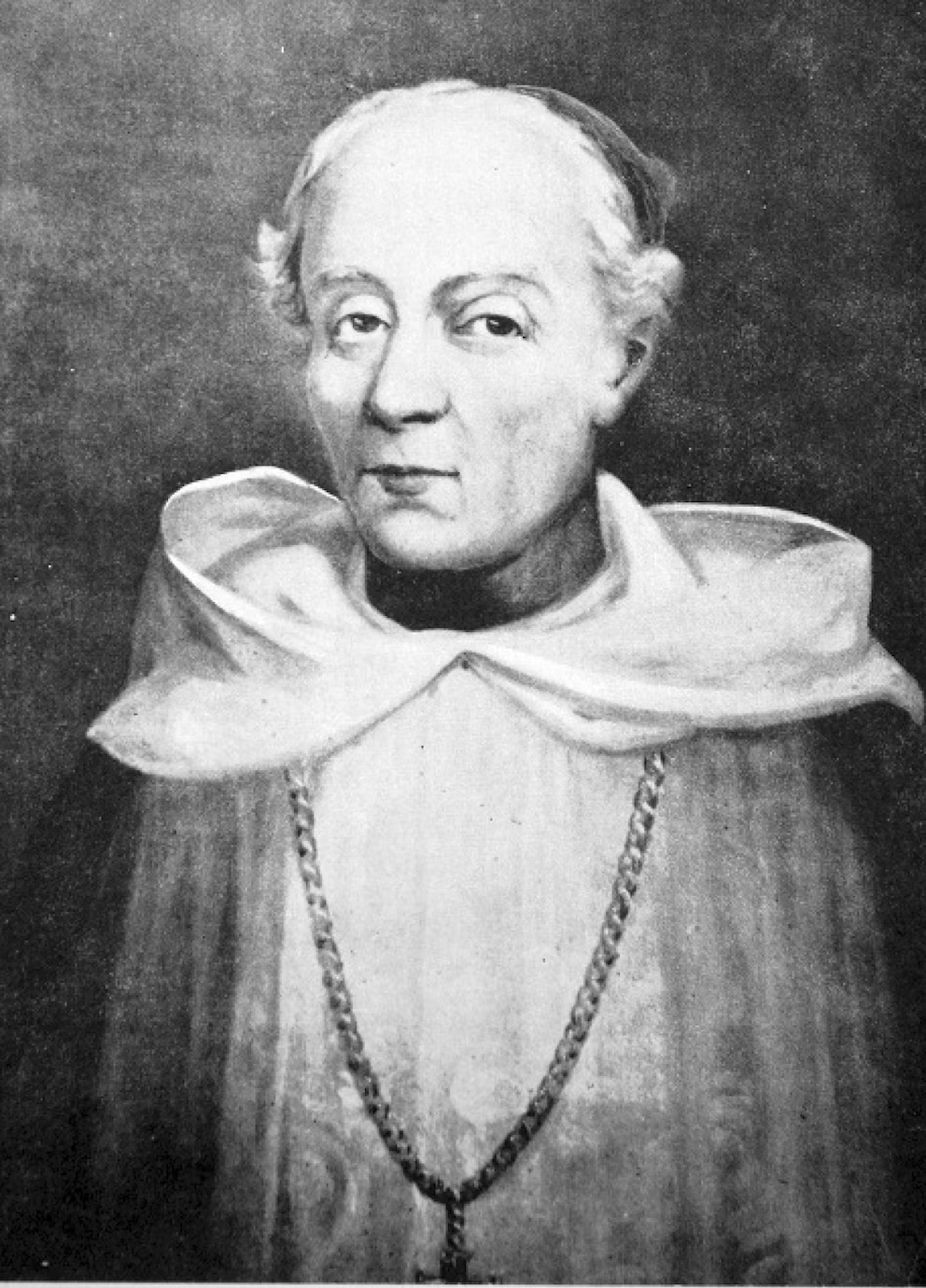
Fray Justo Santa María de Oro, évêque de San Juan de Cuyo.

Sous le gouvernement de Rosas, l’Argentine était essentiellement un pays catholique. L’Église catholique jouait un rôle primordial dans la formation de la conscience sociale et dans l’enseignement, de sorte que les rapports entre elle et les gouvernements était une partie constitutive fondamentale de la gestion et de l’action politiques.

#### Politique religieuse de Rosas
Bien que Rosas fût catholique et traditionaliste dans sa manière de penser, ses relations avec l’Église catholique furent assez compliquées pendant ses deux gouvernorats, en raison principalemente de ce qu’il ne cessait de réclamer le maintien du patronage royal sur l’Église en Argentine.
Dans la droite ligne de la tradition de l’ancien régime, Rosas considérait l’Église comme faisant partie intégrante de l’appareil d’État. Cependant, Rosas s’identifiait lui-même avec le gouvernement, l’État, le pays et la Nation, et eut le souci de légitimer son système politique à travers la défense de l’Église. Rosas étendit ses prescriptions politiques au champ religieux ; ainsi, durant son gouvernement, de même que la couleur rouge ponceau devait être exhibée dans tous les secteurs de la vie, les autels étaient-ils en permanence revêtus d’étoffes de cette couleur ; les curés de paroisse devaient appuyer publiquement le rosisme et exhorter les fidèles à défendre la « sainte cause de la Fédération », et le portrait de Rosas était accroché à côté des images des saints. Dans toutes les églises, les prêtres célébraient des messes d’action de grâce pour ses succès et de déploration à la suite de ses échecs.
Pour s’assurer le soutien de l’Église, Rosas devait garantir son emprise sur celle-ci, raison pour laquelle il revendiqua son droit d’exercer le patronage ecclésiastique en tant que dépositaire du patronage royal de l’époque coloniale. Toute la période rosienne fut un long tiraillement entre l’autorité papale et l’autorité de Rosas, une situation semblable prévalant aussi dans les provinces. Déjà sous le gouvernorat de Viamonte, la prétention du pape à nommer lui-même les évêques en Argentine fut contestée ; dans le Memorial Ajustado de 1834, la majorité des juristes consultés à ce propos contesta que ce droit revînt au gouvernement.
Le pape nomma pour l’Argentine une serie d’évêques « titulaires » — alors appelés évêques in partibus infidelium, c’est-à-dire assignés à des sièges se trouvant « aux mains des infidèles » en Asie et en Afrique — pour exercer comme vicaires apostoliques. Rosas reconnut le premier de ces évêques, Mariano Medrano, comme évêque de Buenos Aires en 1830, ce qui permit de normaliser les relations avec le Saint Siège, lesquelles avaient été coupées de fait depuis la guerre d’indépendance. Si Rosas toléra donc l’évêque Mariano Medrano, désigné sous le gouvernorat du général Juan José Viamonte, il fut résolu à n’en plus accepter aucun autre qui n’eût d’abord reçu son aval, Rosas en effet se considérant comme le continuateur de la politique régaliste du patronage ecclésiastique telle que l’avaient pratiquée les rois d’Espagne.
En ce qui concerne les autres provinces argentines, le pape créa le diocèse de San Juan de Cuyo, pour lequel furent nommés évêques Justo Santa María de Oro, puis plus tard, José Manuel Quiroga Sarmiento. Pour le diocèse de Córdoba, il désigna Benito Lascano, qui devait jusqu’à sa mort en 1836 entrer plusieurs fois en conflit avec le gouverneur Manuel López ; cette même année, José Agustín Molina fut élevé au rang d’évêque de Salta, mais mourut deux années après. Sur toute la période rosienne, aucun de ces deux prélats ne sera remplacé après leur mort.
Rosas autorisa le retour des jésuites en 1836 et leur restitua quelques-uns des biens qui leur avaient été confisqués par la réforme de Rivadavia, et les jésuites ouvrirent le Colegio de San Ignacio et plusieurs autres collèges dans l’intérieur. Cependant, Rosas aura bientôt des différends avec les jésuites, vu qu’ils restaient de fidèles suiveurs de la papauté en ce qui concerne justement le patronage et refusèrent d’appuyer publiquement le gouvernement rosiste et de se laisser utiliser à des fins de propagande, ce qui déboucha finalement sur un affrontement ouvert avec Rosas et finit par pousser celui-ci à les expulser derechef en octobre 1841 en direction de Montevideo. Les gouvernements provinciaux eux aussi jugèrent prudent de les expulser.

#### L’affaire Camila O’Gorman et Ladislao Gutiérrez
L’une des affaires les plus retentissantes du deuxième gouvernorat de Rosas fut l’aventure sentimentale entre Camila O'Gorman (alors âgée de 23 ans) et le curé Ladislao Gutiérrez (24 ans), qui s’esquivèrent ensemble pour fonder une famille et s’établirent dans la province de Corrientes. Rosas fut incessamment lanciné à ce sujet par la presse unitaire depuis Montevideo et le Chili. Notamment, le 3 mars 1848, Domingo Faustino Sarmiento écrivit :

« L’horrible corruption de mœurs a atteint un degré extrême sous l’épouvantable tyrannie du Caligula du Río de la Plata, au point que les prêtres impies et sacrilèges de Buenos Aires fuient avec les jeunes filles de la meilleure société, sans que le satrape infâme adopte une quelconque mesure contre ces monstrueuses immoralités. »

— Domingo Faustino Sarmiento

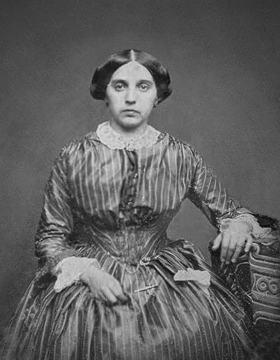
Camila O'Gorman (1825-1848).

Rosas fut aiguillonné également par les fédéralistes eux-mêmes, y compris par le propre père de la jeune fille, Adolfo O’Gorman, et finit inopinément par ordonner de les fusiller, ce qui fut fait sur le campement de Santos Lugares.
Le 26 août 1849, Domingo Faustino Sarmiento publia dans La Crónica de Montevideo un billet intitulé « Camila O’Gorman », où il critiquait la sauvagerie du régime que l’exécution de la jeune fille aurait portée au grand jour.
Quelques auteurs affirment qu’aucune loi du droit argentin ou du droit hérité de l’Espagne n’autorisait la peine de mort pour les faits incriminés, et que le prêtre Gutiérrez aurait dû être déféré à la justice ecclésiastique, où, comme auteur d’un rapt sans violence, il était passible de la peine de confiscation de ses biens conformément au Fuero Juzgo (loi 1º, livre 3º, titre 3º) ; en outre, s’agissant d’un membre du bas clergé, il eût dû être châtié par une dégradation et un bannissement perpétuel ; quant à Camila, il convenait de se limiter à la renvoyer à son foyer. D’autres en revanche tiennent que les lois en vigueur sanctionnaient par la peine de mort le sacrilège de l’enlèvement et le scandale que représentait l’affaire, en accord avec les Parties 1 4-71, I 18-6 et VII 2-3, applicables au cas concerné.
Dans son ouvrage La Organización Nacional, le juriste Martín Ruiz Moreno déclara que « ce fut un vulgaire assassinat. Sans procès, ni jugement, ni défense, ni audience ». Dans une lettre du 6 mars 1870 adressée à Federico Terrero, Rosas nota :

« Aucune personne ne m’a conseillé l’exécution du curé Gutiérrez et de Camila O’Gorman, et aucune personne ne m’a parlé ou écrit en leur faveur. Au contraire, toutes les personnes de haut rang du clergé m’ont parlé ou écrit sur ce crime audacieux, et sur l’urgente nécessité d’un châtiment exemplaire pour prévenir d’autres scandales semblables ou pareils. Pour ma part, je pensais la même chose. Et, la responsabilité en incombant à moi, j’ai ordonné l’exécution. »

### Apogée du rosisme

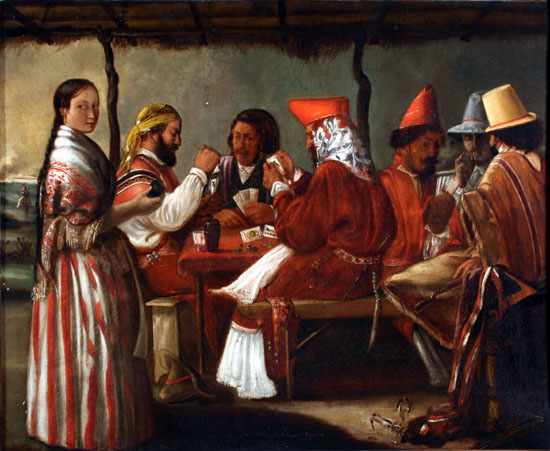
Le siège de Montevideo (1843-1851), bien que paraissant bénéfique à Rosas, lui imposait d’y retenir inactive une forte troupe, loin de sa province.

Le régime de Rosas était parvenu à prendre le dessus sur des ennemis qui pourtant, à un moment ou à un autre, s’étaient rendus maîtres de la quasi-totalité du pays, hormis la ville de Buenos Aires. La situation économique se faisait avantageuse et Rosas gardait inaltéré son prestige personnel.
Dans les provinces, la plupart des gouverneurs fédéralistes surent se maintenir en poste pendant de longues périodes ; en plus d’Ibarra, qui gouvernait la province de Santiago del Estero depuis 1820, d’autres gouverneurs restèrent en fonction pendant des périodes particulièrement longues : Benavídez dans la province de San Juan, Echagüe dans celle de Santa Fe, Gutiérrez dans celle de Tucumán, Iturbe dans celle de Jujuy, López dans celle de Córdoba, Lucero dans celle San Luis, Navarro dans celle de Catamarca, et Urquiza en Entre Ríos gouvernèrent leur province respective durant presque toute la décennie 1840. Les gouverneurs soupçonnés de n’être pas entièrement dévoués à Rosas, comme Vicente Mota de La Rioja et Segura de Mendoza, furent démis de leurs fonctions.
Les provinces de l’intérieur furent économiquement les bénéficiaires de la paix nouvellement instaurée, qui n’eut presque pas d’interruption. Les provinces du Litoral tirèrent avantage des exceptions que Rosas se vit contraint d’accorder pendant le blocus franco-britannique, et leur économie connut un essor rapide.
Les relations avec les pays voisins se stabilisèrent : le Paraguay resta neutre après la première défaite des Madariaga et, quoique la Bolivie refusât de collaborer à prévenir de nouvelles invasions contre les provinces argentines du nord, Rosas s’efforça par tous les moyens d’éviter des conflits avec ce pays.
En dépit de l’alliance avec le Chili, certains contentieux pesaient sur les relations de Rosas avec ce pays, liés notamment à l’asile accordé par le Chili aux émigrés de la zone de Cuyo, parmi lesquels se signalait en particulier Domingo Faustino Sarmiento. Un autre problème surgit avec l’expansion territoriale chilienne vers le sud : en 1843, le Chili prit possession du détroit de Magellan, point stratégique qui gagnait alors en importance par suite de la croissance de la navigation dans l’océan Pacifique. Comme le site occupé par le Chili se trouvait à l’est de la Cordillère des Andes, le gouvernement de Buenos Aires présenta, tardivement, ses réclamations en 1847, en faisant valoir les droits de l’Argentine sur le tronçon oriental dudit passage océanique, mais le Chili rejeta le contenu du document.
Les provinces désignèrent Rosas Chef suprême de la Confédération argentine. Il s’agissait là de l’ultime formalisme destiné à donner un nom au système qui, pendant longtemps, avait conféré unité et stabilité au pays ; toutefois, étant appuyé sur le personnalisme, cette stabilité n’était pas appelée à se prolonger indéfiniment. Quoi qu’il en soit, le pouvoir de Rosas semblait inébranlable ; le principal problème, et apparemment le seul, qui restait était Montevideo, refuge des ennemis de Rosas.
Année après année, alléguant de raisons de santé, Rosas présentait sa démission en tant que dépositaire de la compétence en matière de relations extérieures de la Confédération, mais en ayant chaque fois l’assurance que cette démission ne serait pas acceptée. En 1851, Urquiza, gouverneur d’Entre Ríos, émit un décret, connu sous le nom de pronunciamiento de Urquiza, par lequel il acceptait inopinément la démission de Rosas et se réappropria, pour le compte de sa province, la conduite des affaires étrangères.

### Le siège de Montevideo et nouvelle rébellion en Corrientes

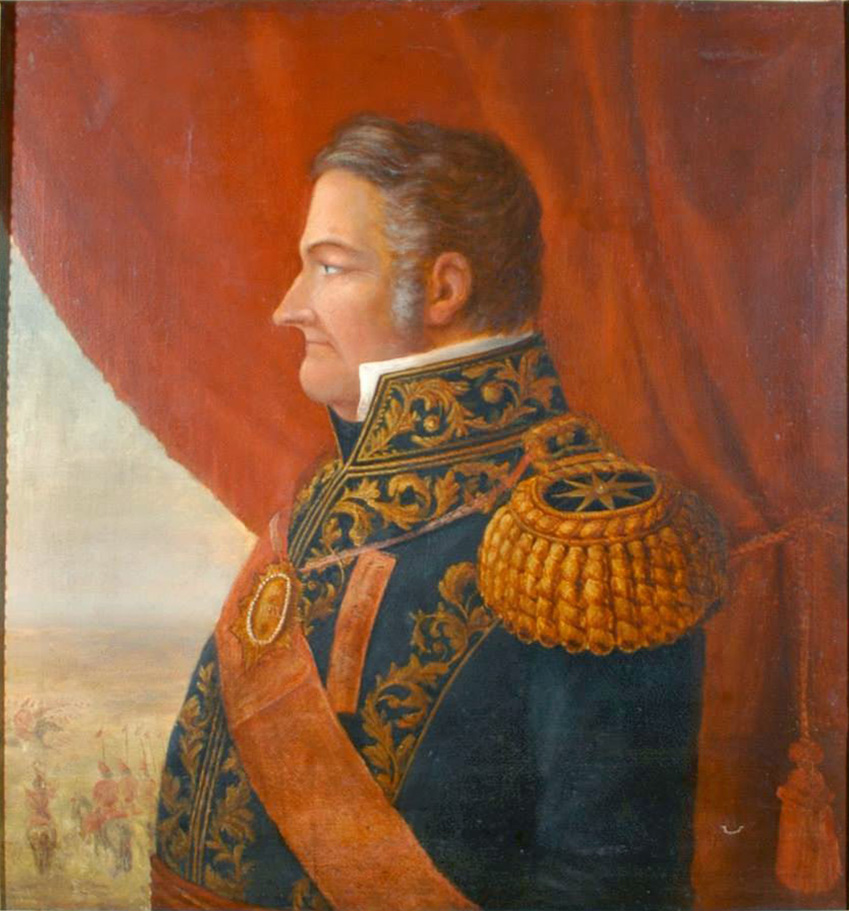
Rosas en 1845, à l’âge de 52ans.

Après la victoire d’Arroyo Grande, il restait à Oribe un compte à solder. Il attaqua Rivera en Uruguay, et prit ses quartiers en face de Montevideo, qu’il entreprit d’assiéger, avec l’appui de plusieurs régiments argentins. Soutenu par la France, la Grande-Bretagne, et plus tard par le Brésil, et défendu par des réfugiés argentins et des mercenaires venus d’Europe, Rivera réussit à faire résister la ville jusqu’en 1851. La flotte portègne de l’amiral Guillermo Brown imposa un blocus au port de Montevideo, lequel blocus aurait entraîné la chute immédiate de la ville, n’était-ce que l’escadre anglo-française sous les ordres du commodore Purvis se mit en devoir d’éloigner les vaisseaux portègnes et de maintenir ainsi une voie ouverte pour approvisionner la population. Rivera fut certes expulsé de la ville, mais Oribe ne réussit pas à s’en emparer. Pendant toutes ces années, les meilleures troupes de Buenos Aires restèrent immobilisées en Uruguay. Dans l’historiographie uruguayenne, cette période a été nommée la Guerra Grande.
Corrientes se souleva une nouvelle fois contre Rosas en 1843, sous le commandement des frères Joaquín et Juan Madariaga, mais ceux-ci ne sauront pas exporter leur rébellion vers les autres provinces. Au terme de quatre années de résistance, le nouveau gouverneur d’Entre Ríos Justo José de Urquiza finit par les vaincre dans deux batailles, celle de Laguna Limpia et celle de Rincón de Vences. À la fin de 1847, l’Argentine se trouvait uniformément alignée derrière Rosas.

### LesTablas de sangre
Émile de Girardin reproduisit dans le journal La Presse une note du journal londonien The Atlas du 1er mars 1845, où il était affirmé que la maison Lafone & Co., concessionnaire des douanes de Montevideo, avait chargé le poète José Rivera Indarte de la rédaction d’un texte diffamatoire contre Rosas. Le produit de cette transaction fut le pamphlet intitulé Tablas de sangre (littér. ± Tablettes de sang). Le contrat stipulait, aux dires de La Presse, le versement d’un penny par cadavre imputé à Rosas. Dans Tablas de sangre, Rivera Indarte mettait sur le compte de Rosas 480 morts,, chiffre faux en réalité. Y avaient été inclus en effet les morts de Facundo Quiroga et de son escorte, d’Alejandro Heredia et de José Benito Villafañe, assassinés, pour les premiers, sur ordre des frères Reinafé, pour le deuxième, sur l’instigation de Marco Avellaneda, et, pour le dernier, à l’incitation de Bernardo Navarro, appartenant tous au camp unitaire et ennemis de Rosas. Figurent sur la liste également plusieurs décédés par suite de causes naturelles, beaucoup d’inconnus désignés par les initiales N.N. (nomen nescio, nom inconnu), d’autres vraisemblablement inventés, et même des personnes qui des années plus tard étaient encore en vie. Ces imputations auraient ainsi valu à Rivera Indarte une recette de deux livres sterling. Il accusa en outre Rosas d’être à l’origine de la mort de 22 560 personnes lors de toutes les batailles et de tous les combats survenus en Argentine depuis 1829 ; cependant, les estimations actuelles du nombre de victimes tombées dans tous les groupes belligérants de cette époque n’atteignent pas la moitié de ce montant,.
Comme corollaire à cet inventaire d’assassinats, il y adjoignit un opuscule intitulé Es acción santa matar a Rosas (littér. C’est une action sainte que de tuer Rosas), par quoi à son tour il avalisait l’assassinat comme instrument politique : 

« Notre opinion que c’est une action sainte de tuer Rosas n’est pas antisociale mais conforme à la doctrine des législateurs et des moralistes de tous les temps et âges. Nous nous estimerions très fortunés si le présent écrit pouvait mouvoir le cœur de quelque forte personne qui, plongeant un poignard libérateur dans la poitrine de Rosas, restituerait au Río de la Plata sa félicité perdue et libérerait l’Amérique et l’humanité en général du grand scandale que les déshonore. »

— José Rivera Indarte.
D’autre part, il accusait aussi Rosas de nombre d’autres turpitudes : de fraude fiscale, de malversation de fonds, d’avoir « accusé calomnieusement d’adultère sa respectable mère [...] il s’est rendu jusqu’à la couche où gisait son père moribond pour l’insulter », d’avoir abandonné son épouse pendant ses derniers jours, d’avoir des maîtresses dans les familles les plus respectables, d’avoir « présenté sur un plat à ses convives, comme mets délicieux, les oreilles salées d’un prisonnier » etc. Indarte alla jusqu’à écrire qu’il « est coupable d’inceste rude et scandaleux avec sa fille Manuelita, qu’il a corrompue ». À propos de Manuelita, il dit encore que « la vierge candide est aujourd’hui une hommasse sanguinaire, qui porte sur le front la tache répugnante de la perdition ».
Celui chargé de porter le rapport à Londres était Florencio Varela,. Publié en feuilleton par le Times de Londres et par Le Constitutionnel de Paris, il servit de justificatif à l’intervention franco-britannique contre le Río de la Plata. Robert Peel, qui approuva la dépense de la maison Lafone, versa des larmes lorsqu’il en donna lecture à la tribune de la Chambre des communes, en demandant d’approuver l’intervention, et Thiers s’indigna de « la sauvagerie de ces descendants d’Espagnols » et associa la France à l’intervention britannique.

### Le blocus franco-britannique
Le gouvernement de Rosas avait interdit la navigation sur les eaux intérieures argentines afin de préserver la douane de Buenos Aires, seul point par lequel on pouvait commercer avec l’étranger. L’Angleterre avait pendant longtemps réclamé la libre navigation sur les fleuves Paraná et Uruguay pour pouvoir vendre ses produits ; cela aurait dans une certaine mesure provoqué la destruction de la petite production locale. L'émergence de la navigation à vapeur permettait de remonter les fleuves avec rapidité. Pour ces motifs le Royaume-Uni et la France qui avaient armé d’importantes flottes commerciales et militaires composées de vaisseaux à vapeur exigeaient la libre circulation sur les fleuves, ce qui leur assurerait le libre commerce.
Le 18 septembre 1845, dans le cadre de ce contentieux, les flottes britannique et française bloquèrent le port de Buenos Aires et empêchèrent la flotte portègne de prêter main-forte à Oribe à Montevideo, tandis que l’escadre de l’amiral Guillermo Brown fut de fait capturée par la flotte britannique. L’un des principaux objectifs politiques du blocus était d’éviter que le jeune État oriental ne soit annexé par Rosas et ne finisse par se retrouver sous la pleine souveraineté de l’Argentine.
La flotte conjointe franco-britannique s’avança sur le fleuve Paraná, essayant d’entrer en contact avec le gouvernement rebelle de la province de Corrientes et avec le Paraguay, dont le nouveau président, Carlos Antonio López, était disposé à ouvrir quelque peu le régime très fermé hérité du docteur Francia. Les troupes franco-britanniques réussirent à vaincre la vigoureuse défense que leur opposèrent les troupes de Rosas, commandées par son beau-frère Lucio Norberto Mansilla, lors de la bataille de la Vuelta de Obligado, mais seront battues quelques mois plus tard à la bataille de Quebracho. Ces batailles rendirent la victoire franco-britannique trop coûteuse, raison pour laquelle semblable entreprise ne sera plus tentée par la suite. Si donc la bataille d’Obligado tourna à la déroute pour les forces de Rosas, elle fut cependant perçue comme un symbole de défense de la souveraineté nationale. L'action diplomatique habile du gouvernement de Rosas, doublé de l'appui de José de San Martín, finirent par transformer la défaite en victoire politique pour le gouvernement de la Confédération argentine, obligeant les puissances à reconnaître son droit à la souveraineté sur les eaux intérieures.
Ayant appris les nouvelles sur la défense de la souveraineté argentine dans le Río de la Plata, le général José de San Martín, qui vivait en France, écrivit :

« Surtout, je retiens du général Rosas qu’il a su défendre avec toute l’énergie et à toute occasion le drapeau national. Pour cela, après le combat d’Obligado, je fus tenté de lui envoyer l’épée avec laquelle j’ai contribué à défendre l’indépendance américaine, pour cet acte de bravoure, où, avec quatre canons, il fit connaître à l’escadre anglo-française que, en petit ou en grand nombre, sans compter les éléments, les Argentins savent toujours défendre leur indépendance. »

— José de San Martín
Déjà dans son testament établi le 23 janvier 1844, soit un peu plus d’un an et demi avant Obligado, San Martín avait légué son sabre courbe, l’épée la plus précieuse qu’il possédait, celle qu’il avait utilisée à Chacabuco et à Maipú, au gouverneur Rosas, qui la reçut après le décès du libertador.

« Le sabre qui m’a accompagné dans toute la guerre de l’indépendance de l’Amérique du Sud, sera remis au général de la République argentine don Juan Manuel de Rosas comme preuve de la satisfaction que, en tant qu’Argentin, j’ai eue à voir la fermeté avec laquelle il a soutenu l’honneur de la République contre les injustes prétentions des étrangers qui essayaient de l’humilier. »

— José de San Martín,
La Grande-Bretagne leva le blocus en 1847, bien que ce ne fût qu’en 1849, avec le traité Arana-Southern, que ce conflit sera clos définitivement. La France tarda encore un an avant de signer le traité Arana-Le Prédour. Ces traités reconnaissaient la navigation sur le fleuve Paraná comme « une navigation intérieure de la Confédération argentine et sujette seulement à ses lois et règlements, de même que celle du fleuve Uruguay, en commun avec l’État oriental ».

### La chute

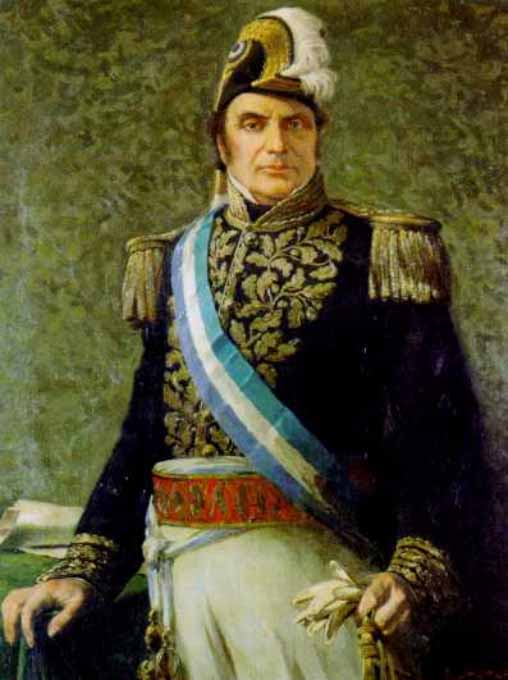
Justo José de Urquiza, futur premier président de la Confédération argentine, se rebella contre Rosas.

La chute de Montevideo ne semblait plus qu’une question de temps : le blocus franco-britannique une fois levé, le seul allié qui restait à la ville était le Brésil, qui, quoique garant de l’indépendance de l’Uruguay, n’avait jusque-là rien fait de plus que donner refuge aux colorados uruguayens, et avait exploité son statut d’allié à son propre avantage. Cependant, à peine la levée du blocus fut-elle connue, que des troupes brésiliennes entreprirent des invasions partielles du territoire uruguayen. En décembre 1850, Rosas rompit les relations diplomatiques avec l’empire du Brésil.
Le Brésil, comme avaient tenté de le faire les puissances européennes, s’efforçait de s’assurer un accès aux marchés du Cône sud en soutenant un gouvernement qui lui fût favorable en Uruguay. La diplomatie impériale prit contact avec Urquiza, qui s’opposait à Rosas pour motifs économiques en rapport avec la fermeture des grands fleuves et avec la douane unique à Buenos Aires. L’absence d’une constitution nationale susceptible de contraindre Buenos Aires à suivre une politique différente représentait un obstacle insurmontable, et Rosas faisait de son opposition à cette constitution l’un des axes de son discours. Plusieurs personnalités du parti fédéraliste accusèrent Rosas de se lancer dans cette nouvelle aventure militaire à seule fin d’éterniser la situation de guerre pour en user ensuite comme excuse à ne pas convoquer une assemblée constituante. Les plus clairvoyants parmi ses opposants unitaires s’étaient entre-temps convaincus qu’on ne pouvait vaincre Rosas avec les seuls unitaires ; le général Paz, p. ex., croyait que quelqu’un des caudillos subalternes de Rosas irait le renverser, et songeait en particulier à Urquiza.
Urquiza partageait la même idéologie que Rosas, encore que son style fût différent à plusieurs égards. Vers la fin de 1850, Rosas lui ordonna de couper court à la contrebande de et vers Montevideo, qui avait fortement bénéficié à Entre Ríos dans les années précédentes. Durement frappé économiquement, puisque le passage obligé par les douanes de Buenos Aires pour commercer avec l’extérieur représentait un problème économique de première grandeur pour sa province  et que la libre navigation sur les grands fleuves était nécessaire à l’essor de l’économie d’Entre Ríos, Urquiza était à présent disposé à affronter Rosas. Cependant, s’étant avisé qu’il n’était pas en mesure de battre à la manière des unitaires —  c’est-à-dire en se lançant à l’aventure — un ennemi aussi puissant, il conclut, au terme de plusieurs mois de négociations, une alliance secrète avec Corrientes et avec le Brésil ; le gouvernement impérial s’engageait à financer ses campagnes militaires et à assurer le transport de ses troupes dans des vaisseaux brésiliens, en plus de lui remettre d’importantes sommes d’argent pour usage personnel.
Rosas prévoyait qu’il aurait à affronter le Brésil, nomma Urquiza commandant de la future campagne militaire contre l’Empire, et lui fit parvenir armes et troupes. Pour sa part donc, Urquiza en conclut que l’organisation constitutionnelle du pays était renvoyée aux calendes grecques, et le 1er mai 1851, à l’issue de plusieurs négociations avec l’Empire, le pronunciamiento d’Urquiza fut rendu public, dans lequel était annoncée l’adoption prochaine d’une constitution et la révocation des pouvoirs délégués par sa province à Rosas, notamment la compétence en matière d’affaires étrangères. Le 29 mai, il signa avec le gouvernement de Montevideo, avec la province de Corrientes et avec l’empire du Brésil un traité d’alliance pour mettre un terme au siège de Montevideo.

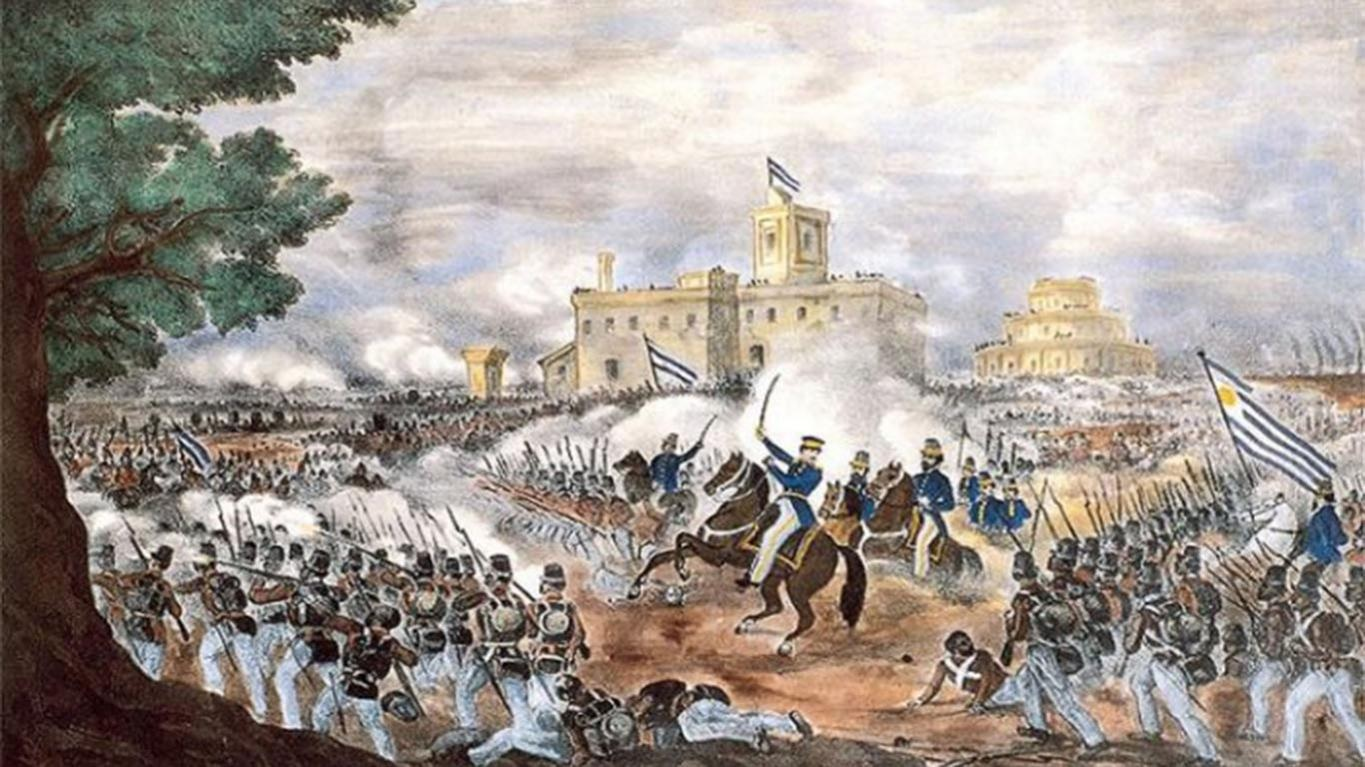
La bataille de Caseros entraîna la chute de Rosas.

Tandis qu’avec l’appui de la flotte brésilienne, qui pénétra dans les fleuves Paraná et Uruguay, Urquiza envahit l’Uruguay, Rosas déclara en juillet la guerre au Brésil, avec l’arrière-pensée de mettre à profit cette guerre pour reconquérir les Missions orientales annexées par le Brésil (et actuellement situées dans l’État du Rio Grande do Sul). Lorsqu’Urquiza fut parvenu devant Montevideo, les troupes assiégeantes firent défection et allèrent se placer sous la bannière d’Urquiza, à la suite de quoi Manuel Oribe finit par capituler et dut remettre le gouvernement aux mains d’une alliance de dissidents de son propre parti et des colorados de Montevideo. Les assaillants autant que les assiégés furent ainsi incorporés dans les forces d’Urquiza. Au surplus, Urquiza fit main basse sur l’armement argentin mis à la disposition des assaillants.
En novembre, les alliés conclurent un deuxième traité, où les signataires s’engageaient à renverser Rosas. Le Brésil injecta une forte somme d’argent dans la campagne, pour partie à titre de subside, pour partie sous forme de prêt,. Les gouvernements des provinces de l’intérieur, s’ils lancèrent toutes sortes d’invectives et de menaces contre Urquiza, s’abstinrent toutefois d’envoyer la moindre aide à Rosas,.
La Grande Armée, sous le commandement d’Urquiza, totalisant plus de 30 000 hommes, envahit la province de Santa Fe et infligea une défaite au gouverneur Pascual Echagüe. Rosas disposait certes d’une quantité équivalente d’armements et de troupes, mais chez ces dernières, l’enthousiasme avait commencé à faire défaut, y compris chez nombre d’officiers.
Après la defection de Pacheco, Rosas prit lui-même le commandement de ses forces armées, mais se contenta d’attendre passivement dans les environs de Buenos Aires. Il livra bataille à Caseros le 3 février 1852, où la Grande Armée l’emporta sans difficulté. Rosas quitta le champ de bataille et, accompagné seulement d’un adjudant, se dirgea vers la ville, où il rédigea, sur le lieu-dit Hueco de los sauces (actuelle Plaza Garay, dans le centre-ville de Buenos Aires), sa lettre de démission :

« Je crois avoir rempli mon devoir envers mes concitoyens et compagnons. Si nous n’avons pas fait davantage pour la sauvegarde de notre indépendance, de notre identité et de notre honneur, c’est parce que nous n’avons pas pu en faire plus. »

— Juan Manuel de Rosas,.
Ensuite, il alla se réfugier dans la légation de Grande-Bretagne, et quelques jours après s’embarqua pour l’Angleterre, où il résida jusqu’à sa mort, en 1877.
La nouvelle de Caseros ébranla les provinces, et dans les semaines suivantes, la moitié de leurs gouverneurs furent remplacés par des fédéralistes modérés ; le reste se pressa de nouer des contacts amicaux avec Urquiza,. La période rosiste était ainsi révolue, et s’engagea alors celle dite de l’Organisation nationale ; la Constitution nationale fut sanctionnée l’année suivante, et en 1854, Urquiza prenait ses fonctions en qualité de premier président constitutionnel du pays.

## Au lendemain de Caseros

### Exil
Après la bataille de Caseros, dans l’après-midi, Juan Manuel de Rosas se réfugia dans le consulat britannique et se mit sous la protection du consul et chargé d'affaires du Royaume-Uni, le capitaine Robert Gore, puis rejoignit l’Angleterre à bord du vaisseau de guerre britannique Conflict. En effet, plusieurs mois avant sa chute, Rosas avait obtenu un arrangement avec Robert Gore concernant sa protection et l’octroi de l’asile dans l’éventualité de sa défaite. Il fut accueilli en Angleterre avec les honneurs, sous les espèces de 12 coups de canon, auxquels, selon le secrétaire aux Affaires étrangères James Harris, Rosas avait droit en considération de ce que « le général Rosas n’était pas un réfugié ordinaire, mais en était un qui avait fait montre d’une grande distinction et d’une grande affabilité envers les négociants britanniques qui faisaient commerce avec son pays ». Ce n’est qu’une des maintes contradictions de sa vie, que d’avoir trouvé refuge dans le pays avec lequel il avait été en conflit à plusieurs reprises.

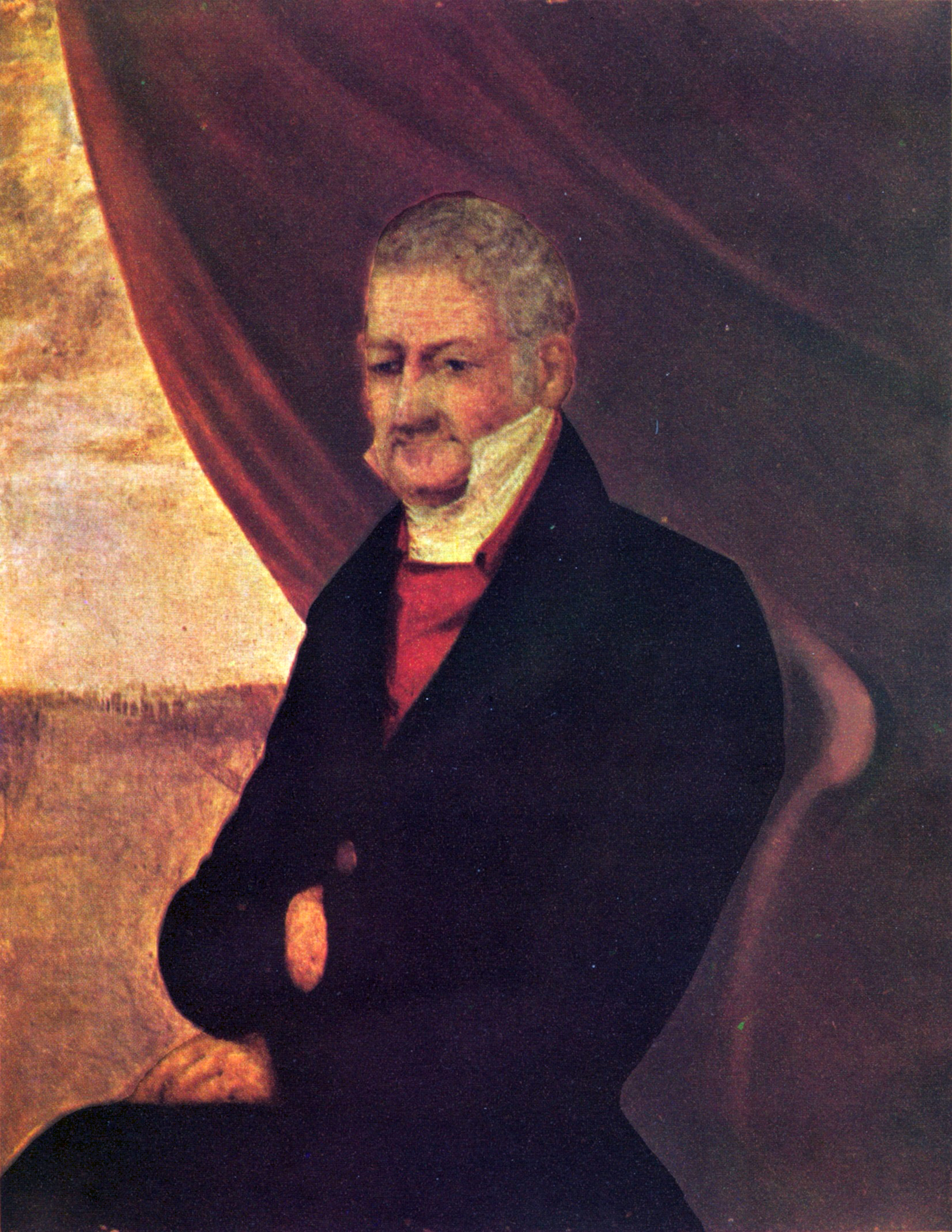
Portrait d’un Rosas vieillissant pendant ses années d’exil.

Il avait vendu une de ses estancias avant la confiscation et se fixa à Swaythling, dans les environs de Southampton, où il se fit métayer dans une ferme qu’il avait prise en location et où il s’ingénia à reproduire les caractéristiques et allures d’une estancia pampéenne. Il prit à son service un régisseur et de deux à quatre ouvriers, à qui il payait un salaire au-dessus de la moyenne.
Les deux enfants qu’il avait eu d’Encarnación Ezcurra le suivirent dans son exil, encore que Juan Bautista s’en revînt bientôt en Argentine avec sa famille. Sa fille Manuela épousa le fils d’un ancien associé de Rosas, décision que Rosas ne lui pardonnera jamais. En père dominateur, il voulait que sa fille lui restât entièrement dévouée, et à lui seul. Nonobstant qu’il lui interdît de lui écrire ou de venir le visiter, Manuela lui demeura loyale et garda le contact.
Pendant son exil, il reçut très peu de visites, mais écrivit un bon nombre de lettres à ses anciens amis. En général, ses épîtres traitaient de sa situation économique, contenaient des témoignages sur sa propre vie, et dans quelques cas abordaient des sujets de l’actualité politique. Compliquant davantage encore son image, déjà fort controversée, il écrivit à Mitre que ce qui conviendrait à Buenos Aires serait de se séparer du reste de l’Argentine et de s’ériger en un État indépendant.
Il n’apprit jamais à parler l’anglais, ni d’ailleurs aucune autre langue.
Pendant son exil, Rosas ne se trouva pas dans le dénuement, mais vécut modestement, au milieu de contraintes financières, pendant tout le restant de son existence. Quelques amis loyaux, très peu nombreux, lui envoyaient de l’argent, mais cela ne suffisait jamais. Urquiza, naguère son allié et plus tard son ennemi, se réconcilia avec Rosas et lui fit parvenir une assistance financière, en escomptant comme contrepartie son appui politique, alors qu’en fait de capital politique, Rosas se trouvait alors fort démuni. Pendant son exil, Rosas suivit les événements d’Argentine, espérant toujours l’occasion d’y retourner, mais s’abstint de s’ingérer à nouveau dans les affaires argentines. Malgré les soucis pécuniaires constants, Rosas prit plaisir à la vie à la ferme, observant une fois : « je me considère maintenant heureux dans cette ferme, vivant dans des circonstances modestes, comme vous pouvez le voir, gagnant durement ma vie à la sueur de mon front ». Un contemporain le décrivit tel qu’il était dans ses dernières années : « Il avait alors 80 ans, resté bel homme et imposant ; ses manières étaient des plus raffinées, et son modeste environnement n’enlevait rien à son air de grand seigneur, hérité de sa famille ». Au lendemain d’une promenade, par un jour froid, Rosas contracta une pneumonie, et succomba dans la matinée du 14 mars 1877. À l’issue d’une messe privée, à laquelle assistèrent sa famille et quelques amis, il fut inhumé dans l’Old Cemetery (vieux cimetière) de Southampton.

### Jugement et sentence contre Rosas
L’État de Buenos Aires lança contre Rosas une procédure judiciaire criminelle ; dès avant que celle-ci ne fût arrivée à son terme, le 9 août 1856, le Sénat de Buenos Aires adopta un projet de loi où Rosas était qualifié de « criminel de lèse-patrie » (reo de lesa patria) et par lequel la justice des tribunaux fut déclarée compétente pour juger des délits ordinaires dont Rosas était incriminé. En 1857, la Législature de la province de Buenos Aires déclara Juan Manuel de Rosas « traître à la Patrie » et sanctionna la Loi sur la mise en jugement de Juan Manuel Rosas. Une certaine partialité se laisse entrevoir derrière les arguments employés par les députés se trouvant à l’initiative de ladite loi :

« Que dira l’Histoire lorsqu’on voit que l’Angleterre a restitué à ce tyran les canons pris pendant l’action de guerre et salué d’une salve de 21 coups de canon son pavillon ensanglanté et entaché ? La France, qui fit cause commune avec les ennemis de Rosas, qui commença la croisade en la personne du général Lavalle, l’abandonna en son temps et traita avec Rosas, et devait elle aussi saluer son pavillon avec 21 coups de canon. [...] Que dira-t-on dans l’Histoire, et il est triste de dire cela, quand on saura que le vaillant amiral Brown, le héros de la Marine de guerre de l’Indépendance, fut l’amiral qui défendit la tyrannie de Rosas ? Que le général San Martín, vainqueur des Andes, le père des gloires argentines, lui rendit l’hommage le plus grandiose qui puisse se rendre à un militaire, en lui remettant son épée ? Verra-t-on cet homme, Rosas, dans 20 ou 50 ans, tel que nous le voyons, nous, 5 ans après sa chute, si nous ne nous résolvons pas à voter une loi qui le châtie définitivement avec le titre d’infamie de traître ? Non monsieur, nous ne pouvons laisser à l’Histoire le jugement sur Rosas, parce que si nous ne disons pas dès maintenant qu’il était un traître, et n’enseignons pas à l’école à le haïr, Rosas ne sera pas considéré par l’Histoire comme un tyran, et peut-être le sera comme le plus grand et le plus glorieux des Argentins. »

— Député Nicolás Albarellos, 1857
La sentence du juge Sixto Villegas, confirmé par la Cour d’appel et par le Tribunal supérieur, s’énonçait comme suit :

« Par des crimes avérés, si nombreux et si horribles, commis contre l’homme, contre la patrie, contre la Nature, contre Dieu [...] En application des lois, au nom des générations qui passent et demandent justice et au nom des générations qui viennent et attendent un exemple [...] Je condamne, comme je me dois, Juan Manuel de Rosas à la peine ordinaire de mort sur le mode léger ; à la restitution des avoirs dérobés aux particuliers et au fisc, et à être exécuté au jour et à l’heure indiqués, à San Benito de Palermo, dernier foyer de ses crimes (...) »

— Sixto Villegas

### Mort de Rosas et destin du manoir de Palermo

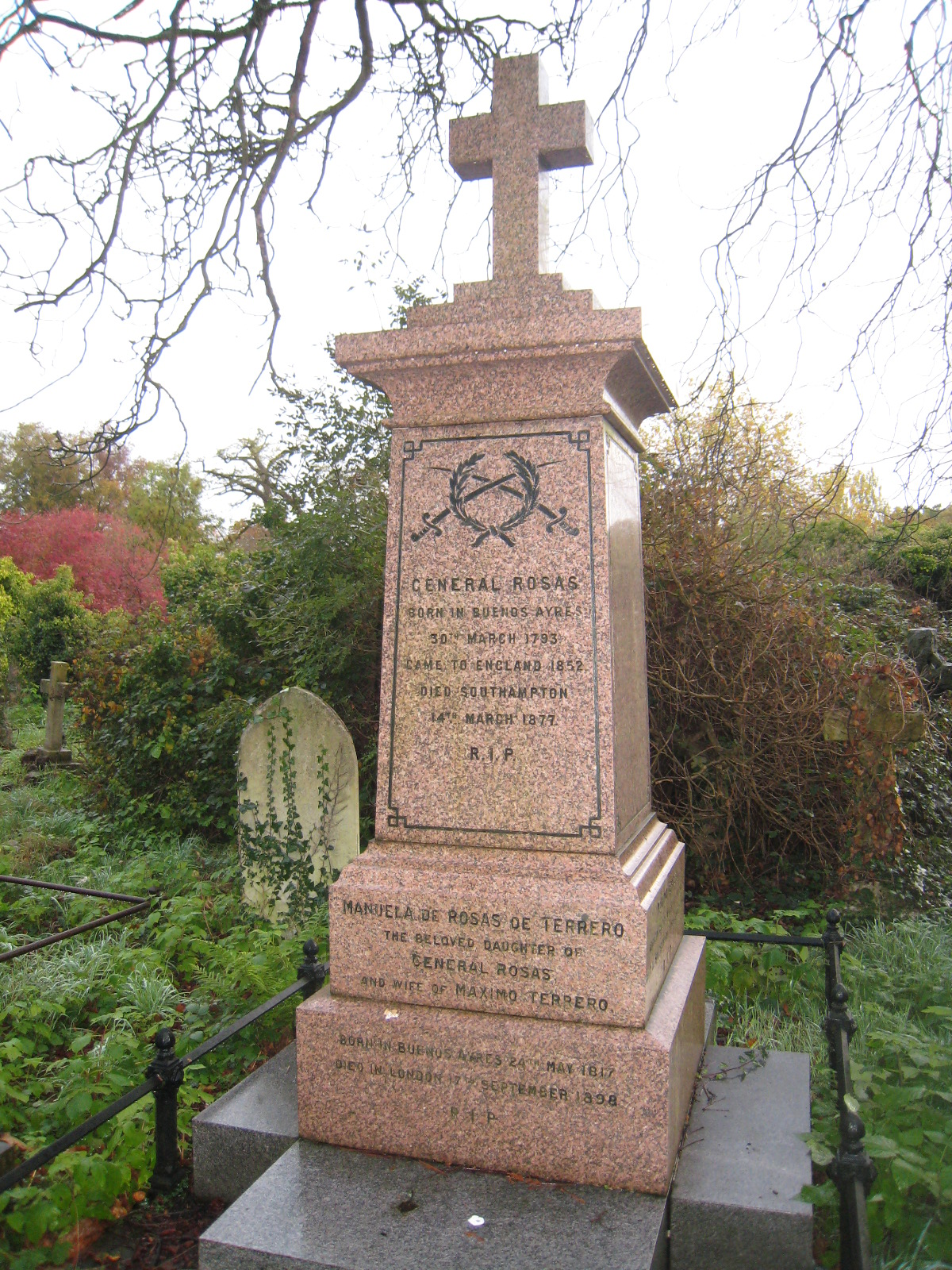
Mémorial à Rosas dans l’Old Cemetery (Vieux Cimetière) à Southampton.

Rosas mourut en exil le 14 mars 1877, dans sa demeure de Southampton, avec à ses côtés sa fille Manuelita.
Lorsque la nouvelle de sa mort parvint à Buenos Aires, le gouvernement argentin interdit d’organiser la moindre cérémonie funèbre, ni de célébrer une messe pour le bien de son âme, mais commanda des séances de prières pour les victimes de sa tyrannie.
Le manoir de Rosas, San Benito de Palermo, resta à l’abandon après le départ en exil de Rosas, et tomba dans le délabrement au cours de la décennie suivante. L’édifice fut ensuite utilisé par le gouvernement national à diverses fins : pour abriter le Collège militaire, l’École navale, etc., tandis que le président Domingo Faustino Sarmiento faisait transformer les terrains de l’ancienne exploitation agricole en un espace public, le parc du Trois-Février (Parque 3 de Febrero), ainsi nommé en souvenir de la bataille de Caseros. Le bâtiment resta debout jusqu’au 3 février 1899, quand le maire de Buenos Aires Adolfo Bullrich ordonna sa démolition, sous de très faibles protestations du public.

## L’après-Rosas
Au lendemain de la chute de Juan Manuel de Rosas, Urquiza déclara qu’il n’y aurait « ni vainqueurs ni vaincus », et se hâta de réunir le Congrès constituant de Santa Fe, qui élabora et sanctionna la Constitution argentine de 1853, le 1er mai de cette année. L’année suivante, Urquiza accéda à la présidence de l’Argentine. Cependant, la province de Buenos Aires, dominée alors par les unitaires, rejoints par beaucoup d’anciens collaborateurs  de Rosas, refusa de reconnaître ladite constitution et fit sécession d’avec le reste du pays. En 1859, l’Argentine fut légalement réunifiée (avec la province de Buenos Aires), encore que la réunification effective n’eût lieu — par la force — qu’en 1861.
Après le départ de Rosas, il n’y eut pas de changement significatif dans les mœurs politiques, et les gouvernants qui succédèrent à Rosas et à ses alliés, et qui s’étaient opposés à son régime en se plaignant des persécutions, traiteront leurs opposants avec cruauté, leur déniant les droits les plus élémentaires, et exécutant nombre d’entre eux avec l’excuse qu’ils n’étaient pas des combattants en armes, mais de vulgaires bandits.
Les critiques les plus emblématiques de Rosas et de son gouvernement étaient des personnalités politiques d’idéologie libérale, comme Mitre et Sarmiento, ceux-ci en particulier ayant dû émigrer vers d’autres pays, comme l’Uruguay et le Chili. Après la bataille de Caseros, tous revinrent en Argentine en même temps que les centaines d’autres exiliés du rosisme. Du vivant encore de l’ancien gouverneur, le penseur argentin José Manuel Estrada émit sur Rosas l’opinion suivante :

« Il tyrannisa pour tyranniser, il tyrannisa par volupté, par vocation, sous l’impulsion de je ne sais quelle fatalité organique, sans donner au pays la paix qu’il avait promise, bien au contraire, apportant d’un bout à l’autre de la République la dépravation et le fer, et détruisant toutes les conditions morales et juridiques sur lesquelles repose l’ordre des sociétés humaines. »

— José Manuel Estrada (1873)
Alberdi en revanche, bien qu’il eût été contraint lui aussi de s’exiler, bascula d’une forte opposition initiale vers une attitude de justification appuyée sur l’idée de la nécessité d’une autorité nationale forte ; il rendit visite à Rosas à Southampton en 1857 et entretint avec lui une brève correspondance épistolaire.
Alberdi fit aussi la déclaration suivante :

« Bien qu’en tant qu’homme de parti [je fusse] opposé à Rosas, j’ai dit que j’écris ceci avec les couleurs argentines. À mes yeux, Rosas n’est pas qu’un simple tyran. S’il y a dans sa main un gourdin de fer ensanglanté, je vois aussi sur sa tête la cocarde de Belgrano. L’amour de parti ne m’aveugle pas au point de ne pas reconnaître ce qu’est Rosas. »

— Juan Bautista Alberdi
La pensée d’Alberdi et son ouvrage Bases y puntos de partida para la organización política de la República Argentina (littér. Bases et points de départ pour l’organisation politique de la République argentine) présidèrent, au même titre que le modèle américain et que les constitutions argentines antérieures, à la genèse de la nouvelle Constitution nationale de 1853.
Au XXe siècle, le chercheur Tulio Halperín Donghi soutint que Rosas

« était un autocrate de nature, et jusqu’à la fin de ses jours se montra convaincu de ce qu’il fallait gouverner les pays avec une main de fer pour éviter ce qu’il considérait leur tendance naturelle à l’anarchie. D’aucuns affirment que Rosas connaissait l’œuvre du Français Bossuet, défenseur de l’absolutisme monarchique, dont il devait reproduire les idées textuellement dans ses écrits : “Un Roi pouvant être comparé à un père, on peut réciproquement comparer un père à un roi [...] Aimer, gouverner, récompenser et punir, voilà tout ce qu’ont à faire un père et un Roi”. »

— Tulio Halperín Donghi (historien argentin)
De nombreux intellectuels continuent aujourd’hui de défendre un point de vue fortement négatif sur Rosas, lui reprochant sa tyrannie. C’est le cas en particulier d’Alberto Benegas Lynch (fils), qui dans son article Juan Manuel de Rosas: perfil de un tirano, donne un aperçu des opinions d’auteurs très différents, mais souscrivant tous à cette position.

## Bilan de l’époque rosienne

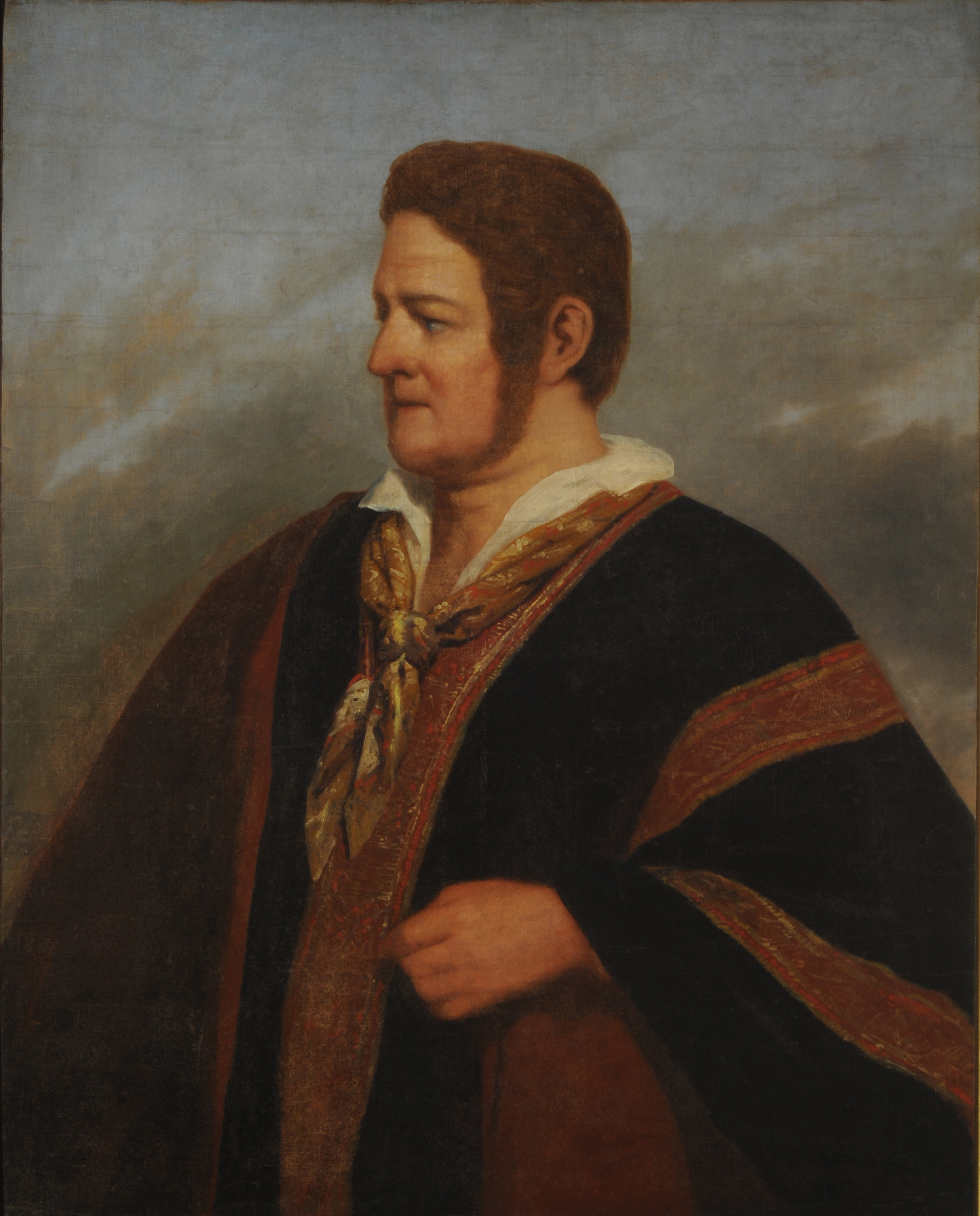
Juan Manuel de Rosas, portrait de 1842.

L’historiographie libérale du XIXe siècle argentin, qui eut en les personnes de Bartolomé Mitre et de Vicente Fidel López ses plus éminents exposants et diffuseurs, avait coutume d’attribuer aux années qui suivirent la chute de Rosas le mérite de grandes transformations en Argentine ; l’époque rosienne, à l’inverse, n’aurait été qu’une longue période de stagnation, politiquement et culturellement stérile ; cependant, ce tableau négatif s’explique davantage par les positions idéologiques de ses auteurs que d’un examen attentif des faits,. Pour leur part, les historiens révisionnistes considèrent que c’était une période où fut menée une tentative d’organisation sociale et politique autonome, tentative qui allait faire long feu dans la période suivante, celle dite Organisation nationale.
Sous Rosas, la société argentine avait été débarrassée de toute dissidence ; ceux qui ne s’étaient pas placés sous la bannière du parti gouvernant durent émigrer et seront, dans bon nombre de cas, assassinés. Dans l’intérieur du pays, l’adhésion automatique à Rosas fut imposée soit par la force armée de Buenos Aires, soit par des caudillos locaux alliés de Rosas, dont beaucoup n’avaient émergé que comme émanations de la volonté de Rosas, tels que Nazario Benavídez dans la province de San Juan, Mariano Iturbe dans celle de Jujuy, ou Pablo Lucero dans celle de San Luis.
Il n’est jusqu’à l’ascension au pouvoir de Justo José de Urquiza dans la province d’Entre Ríos qui ne fût l’œuvre de Rosas, toutefois Urquiza était un cas à part : il était le général le plus capable dans le camp fédéraliste, comparable seulement à Pacheco. Après Arroyo Grande, c’est lui qui avait remporté la plupart des victoires fédéralistes importantes, avec des troupes d’Entre Ríos et quelques renforts de Buenos Aires. En deuxième lieu, il était un homme très fortuné, qui sut mettre à profit sa position politique pour s’enrichir davantage encore. Enfin, sa qualité de militaire obligeait Rosas à clore un œil quand Urquiza autorisait la contrebande de et vers Montevideo.
Au-delà des différences de style évidentes — et dans quelques cas plus apparentes que réelles — entre Rivadavia et Rosas, les deux parties de la période comprise entre 1820 et 1852 ont une série de caractéristiques communes. C’est au profit de leur province que tant Rivadavia que Rosas voulaient garder tout le pouvoir, et tous deux exercèrent leur domination sur l’intérieur au travers du commerce extérieur et de la politique douanière. Tous deux intervinrent militairement dans les provinces de l’intérieur lorsqu’ils estimaient que l’influence politique seule ne suffisait pas à assurer leur domination, et tous deux eurent soin de repousser toute tentative d’institutionnaliser le pays aussi longtemps que la prépondérance portègne n’était pas garantie ; l’expérience de Rivadavia avait convaincu Rosas qu’il valait mieux maintenir le pays dépourvu d’institutions fédérales et laisser en place un système de négociations entre provinces souveraines,.
Sur le plan économique, la période vit la confirmation du modèle agro-exportateur (exportation de matières premières agricoles contre importation de produits manufacturés) amorcé dans la première décennie suivant l’indépendance et configuré plus avant sous Rivadavia. L’ouverture commerciale ne fut pas contestée, pas même par la Loi douanière de Rosas, laquelle ne faisait guère plus que de tenter de réguler quelques-unes des importations, sans remettre en question le schéma de base agro-exportateur. La région du Litoral connut une croissance très rapide, avec certes des fluctuations dues à la situation politique, au climat et aux aléas du marché, tandis que les provinces de l’intérieur devenaient de simples approvisionneurs du Litoral, sans fournir de marchandises exportables. La principale différence avec le régime de Rivadavia fut que dans la période rosienne, c’étaient les propriétaires de grands domaines agricoles (les estancieros), c’est-à-dire les bénéficiaires du modèle agro-exportateur, qui détenaient presque tout le pouvoir politique. La Loi douanière de 1836, inégalement appliquée, fut suspendue et remise en vigueur au gré des nécessités et des blocus navals ; cette flexibilité permit une forte croissance économique dans les provinces intérieures, comme ce fut plus particulièrement le cas d’Entre Ríos, mais pas seulement.
Malgré l’absence de données précises, on peut supposer l’existence d’un important flux migratoire intérieur, des provinces de l’intérieur vers le Litoral fluvial, lequel avait au surplus reçu un important flux d’immigration (difficile à chiffrer) en provenance d’Europe, en particulier d’Espagne (surtout de Galice et du Pays basque) et d’Italie, et à partir de la Grande Famine, également d’Irlande, voire d’Angleterre. Cependant, cette immigration avait des caractéristiques totalement différentes de celles de l’immigration massive postérieure à la chute de Rosas ; en effet, ces immigrants ne se fixaient pas dans des colonies agricoles, mais devaient s’insérer dans une société dominée par les criollos, Argentins de longue date et de souche espagnole. Beaucoup d’Irlandais et de Basques se vouèrent à l’élevage des ovins, et devinrent propriétaires au bout de peu d’années. L’élevage exclusivement bovin fut donc remplacé par un type d’élevage où prédominaient les ovins, et dans lequel le principal article d’exportation était, à un degré croissant, la laine, ce qui eut pour effet d’accentuer encore la dépendance économique vis-à-vis de la Grande-Bretagne, principal débouché pour la laine au monde.
Sur le plan culturel, la période présente une discontinuité notable avec l’époque antérieure : après les efforts de Rivadavia pour moderniser et européaniser la culture et l’enseignement, et pour rompre avec le modèle colonial, les dirigeants fédéralistes s’appliquèrent à développer une culture nationale propre, sans pour autant se raidir particulièrement ni sur la continuité ni sur la discontinuité par rapport avec la situation antérieure.

## Postérité et perception de la figure de Rosas

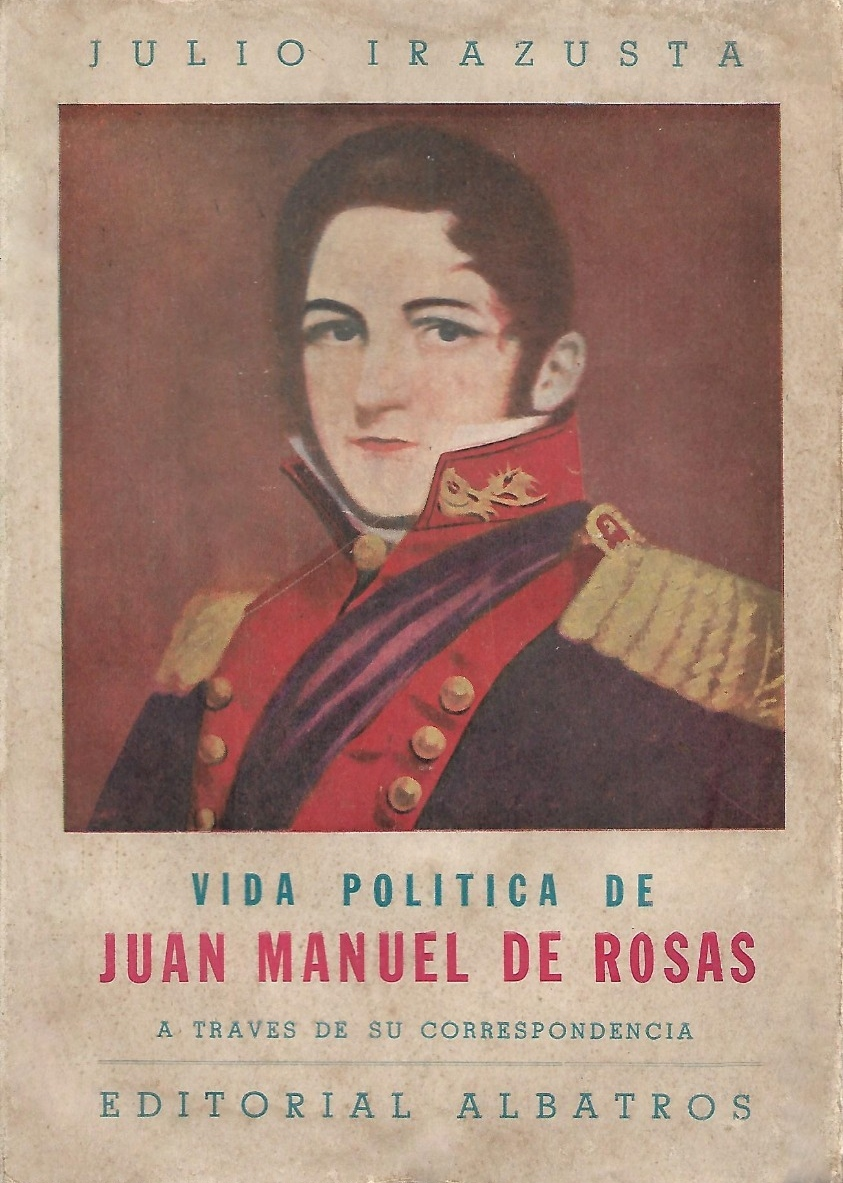
Couverture de l'ouvrage Vida política de Juan Manuel de Rosas a través de su correspondencia du révisionniste Julio Irazusta (1953).

Dans les années 1880 eurent lieu quelques tentatives sérieuses de réévaluer la figure de Rosas, en particulier les travaux universitaires d’Adolfo Saldías, de Vicente et Ernesto Quesada, et de Manuel Bilbao. Plus tard, un mouvement historiographique plus impétueux, dit révisionnisme historique, se fit jour comme partie constitutive et volet historiographique,,, d’un renouveau nationaliste général, lequel avait surgi en Argentine dans la décennie 1920 et atteindra son apogée dans les années 1930, souvent en se cristallisant dans des groupements d’extrême droite inspirés d’idéologies autoritaires,,, ayant cours à la même époque — telles que le fascisme, le nationalisme intégral maurassien, puis le franquisme —, et non exempts parfois d’antisémitisme,, et de racisme. Les milieux nationalistes s’employèrent à idéaliser Rosas et son régime, les dépeignant comme de farouches défenseurs de l’indépendance nationale et comme des parangons de vertu politique,,.
L’une des figures de proue du révisionnisme était Julio Irazusta, en particulier en raison de son livre de 1934, intitulé La Argentina y el imperialismo británico, qui passe aujourd’hui pour être le coup d’envoi du mouvement révisionniste. La grande nouveauté du livre, qui ne manqua d’être remarqué par la critique de son temps, gisait dans la troisième partie, où, selon les termes de Julio Irazusta, « pour la première fois, est tentée une revendication totale de l’œuvre de Rosas ». Rosas émergeait à présent non seulement avec ses défauts, mais aussi avec toutes ses vertus, que la guerre civile entre unitaires et fédéralistes avait jusque-là empêché d’apprécier. Julio Irazusta entreprit ensuite une relecture complète de la vision unitaire de l’histoire argentine, en même temps qu’une certaine apologie du « Restaurateur des lois », qui pour Julio Irazusta constituait « la clef de l’histoire argentine ». Dans son essai de 1934, il dénonça que le caudillo avait été « abhorré sans avoir été étudié » par les politiciens et intellectuels libéraux, et releva de graves erreurs d’appréciation chez les détracteurs du Restaurador. L’une d’elles consistait à « appliquer à telle époque les catégories qui appartiennent à une autre » ; une autre erreur « plus nocive, car plus habile », était de « juger, selon leur convenance, ses desseins par le résultat, ou ses œuvres par ses desseins ». Une « haine héritée » avait fait obstacle à la réflexion historique, « dont le devoir consiste à être toujours plus impartial à mesure que l’on s’éloigne des faits que l’on examine ». Rosas, écrivit-il, « fut le meilleur tempérament d’homme d’action dans le pays », un « bastion de force [...], un môle de granit au milieu de la turbulence de caractères qui s’agitent à son alentour ». Le caudillo, insiste-t-il encore, « fut le gouvernant argentin qui sut le mieux s’entourer d’hommes capables de l’assister », et son administration « celle qui permit au plus grand nombre de figures historiques (próceres) d’accéder aux conseils de gouvernement, et ce pour la durée la plus longue ». Les capacités, la prudence et le savoir-faire étaient, par opposition aux tergiversations des autres, les caractéristiques qui distinguaient l’équipe rosiste dans ces temps d’anarchie et de guerre civile intermittente.
Toutefois, le révisionnisme échoua à être pris au sérieux, en raison notamment de leur désinvolture vis-à-vis des normes historiographiques universitaires, entraînant leur marginalisation institutionnelle, et se heurtera bientôt ouvertement, dès la décennie 1930, à l’opposition de Ricardo Levene et de sa Nueva Escuela Histórica, qui reprochaient aux révisionnistes de s’ingénier à décrire l’histoire à partir de points de vue actuels et pour servir des desseins politiques. Entre-temps, les sentiments des Argentins envers Rosas — mélange de fascination et d'épouvante — n’avaient guère changé et ne changeront guère par la suite. L’historien William Spence Robertson écrivit en 1930 :

« Parmi les personnages énigmatiques de l’Âge des dictateurs en Amérique du Sud, aucun ne joua un rôle plus spectaculaire que le dictateur argentin Juan Manuel de Rosas, dont la figure gigantesque et fatidique hanta le Río de la Plata pendant plus de vingt ans. Tant fut despotique son pouvoir que des auteurs argentins ont eux-mêmes ont surnommé cette époque de leur histoire la Tyrannie de Rosas. »

La figure de Rosas continua donc d’agir comme un urticant, et aucun hommage ne lui sera rendu jusqu’à l’avant-dernière décennie du XXe siècle, à telle enseigne qu’en 1961, William Dusenberry pouvait écrire :

« Rosas est un souvenir négatif en Argentine. Il laissa derrière lui la légende noire de l’histoire argentine — légende que l’Argentine souhaite en général oublier. Il n’y a, dans toute la nation, aucun monument qui lui soit voué ; aucun parc, aucune place ou rue ne porte son nom. »

## Actualité et hommages

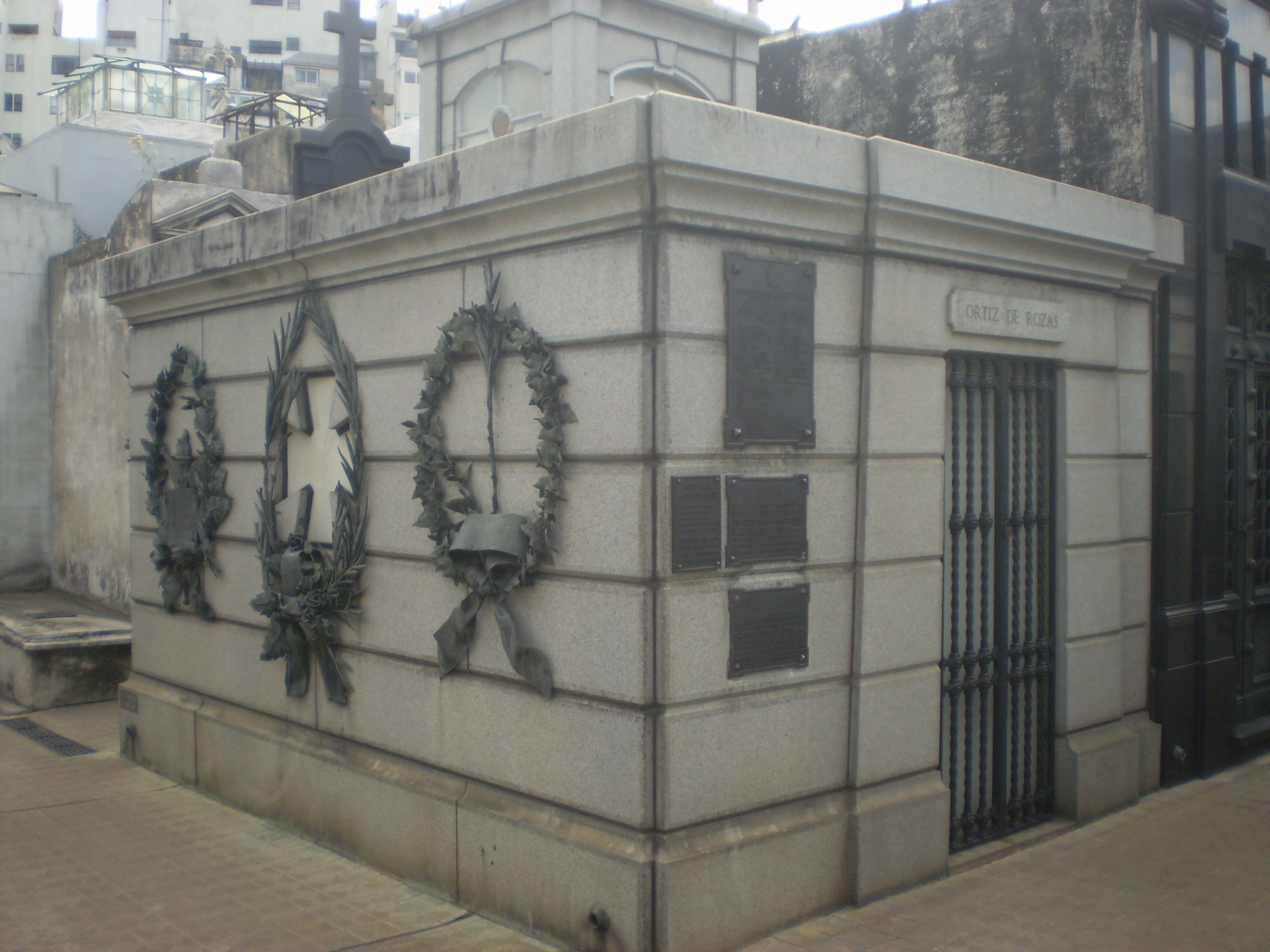
Tombeau de Rosas dans le cimetière de la Recoleta.

Dans les années 1980, au sortir de la dictature militaire, et au lendemain de graves crises économiques et d’une défaite dans la guerre des Malouines, l’Argentine apparaissait comme une nation fracturée et profondément divisée. Le président Carlos Menem, en exécution d’une loi promulguée en 1974 par la présidente María Estela Martínez de Perón, et dans l’espoir de restaurer l’unité de tous les Argentins, résolut de rapatrier les restes de Juan Manuel de Rosas, demeurés pendant plus d’un siècle loin du sol argentin. Le 30 septembre 1989, à l’issue d’un long cortège solennel organisé par le gouvernement, les restes de Rosas furent inhumés dans le panthéon familial au cimetière de Recoleta à Buenos Aires.

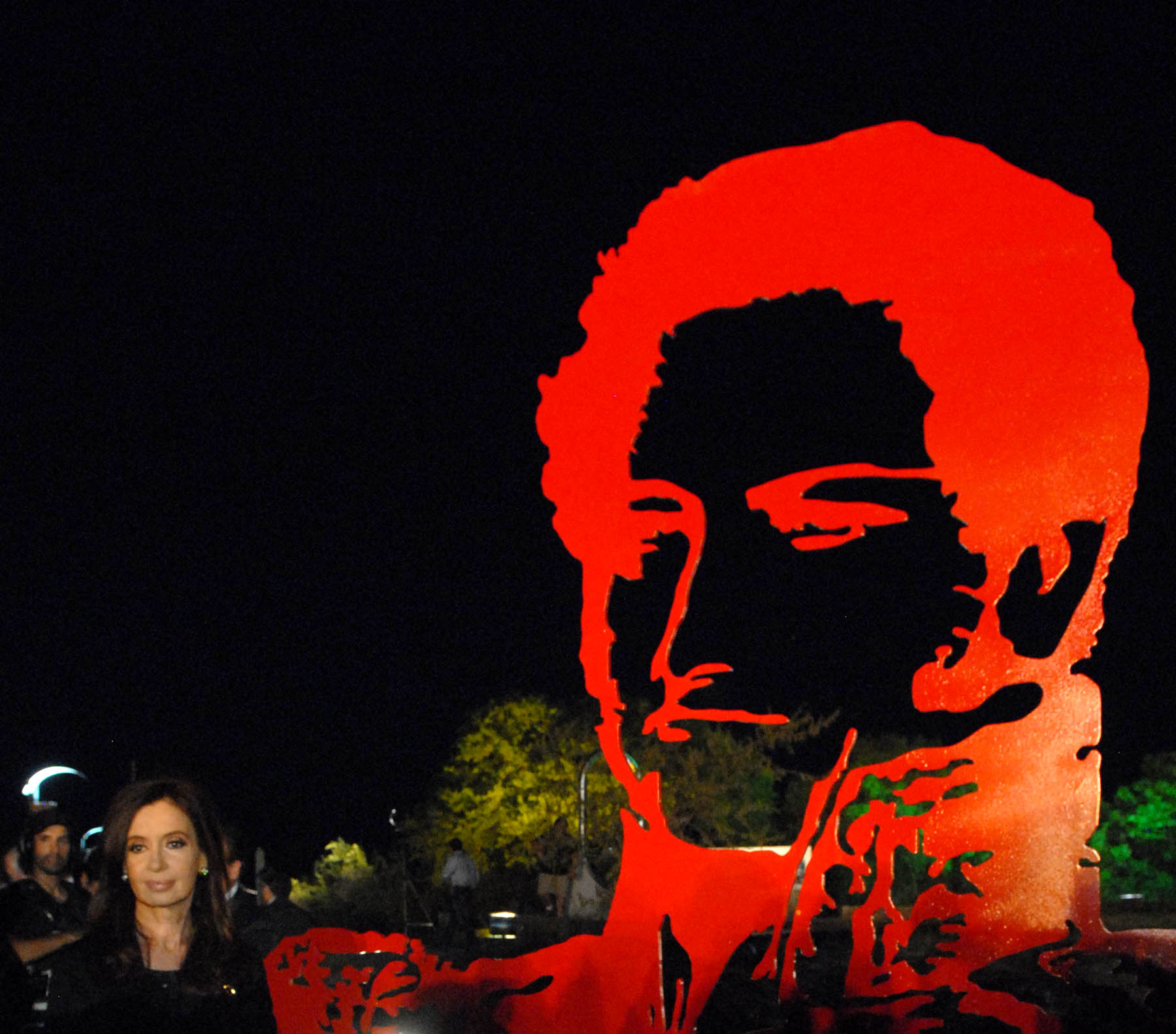
La présidente Cristina Fernández de Kirchner célébrant en 2010 le Jour de la souveraineté nationale auprès d’une effigie de Rosas, sur le site de la bataille de la Vuelta de Obligado (dans le partido de San Pedro).

En 1999 fut érigé le premier monument en son honneur, sur la Plaza Intendente Seeber, à l’angle de l’Avenida del Libertador et de l’Avenida General Sarmiento, dans le parc du Trois-Février (Parque 3 de Febrero), dans le quartier portègne de Palermo.
Une station de la ligne B du métro de Buenos Aires a été nommée à son nom, mais aucune rue ou avenue de la capitale ne le commémore. Dans d’autres localités d’Argentine au contraire, la toponymie urbaine locale lui rend hommage : à La Matanza, la Ruta Nacional 3 s’appelle Avenida Brigadier General Juan Manuel de Rosas ; à Jose León Suárez (dans le partido de Gral San Martín), le tronçon de la route no 4 porte également son nom ; la voie sur berge de la ville de San Carlos de Bariloche a aussi été baptisée à son nom, ainsi qu’une rue dans le centre de la ville de Rosario.
En 1991, les Postes argentines ont émis un timbre-poste d’une valeur de 4000 australs, faisant référence au « rapatriement des restes du brigadier-général don Juan Manuel de Rosas » et portant son effigie.
À partir de 1992, les billets de 20 pesos étaient ornés de sa figure, mais en octobre 2017, le gouvernement de Mauricio Macri décréta qu’elle serait remplacée par la représentation d’un guanaco.
Dans la ville de San Miguel del Monte (province de Buenos Aires), le corps de ferme de l’ancien domaine agricole de Rosas, construit en 1817, se trouve conservé. Il appartenait à l’estancia Los Cerrillos, non loin de la ville, et fut transféré à son emplacement actuel en 1987. Le bâtiment abrite le musée Guardia de Monte.
Dans la localité de Virrey del Pino, au no 5700 de la calle Máximo Herrera, dans le partido de La Matanza (province de Buenos Aires, aujourd’hui dans la lointaine banlieue sud-ouest de Buenos Aires), est conservée la maison domaniale de l’ancienne estancia San Martín (dénommée à l’origine Estancia El Pino, puis rebaptisée San Martín par Rosas, en l’honneur du Libertador), dont la société Rosas, Terrero y Cía., composée de Rosas, de Juan Nepomuceno Terrero et de Luis Dorrego, avait fait l’acquisition le 20 avril 1822. Après la dissolution de ladite société en 1837, le bâtiment devint la propriété exclusive de Rosas. Actuellement, il héberge le Musée municipal d’histoire Brigadier General Don Juan Manuel de Rosas de La Matanza,.
Dans la localité de San Andrés, au no 3324 de la rue 72-Diego Pombo (partido de General San Martín, province de Buenos Aires), est conservé le bâtiment construit en 1840 à l’occasion du conflit entre l’Argentine et la France dans les années 1838-1840, et où était établi le quartier-général du campement de Santos Lugares de Rosas.

## Divers
Juan Manuel de Rosas est l'exact contemporain du président mexicain Antonio López de Santa Anna (21 février 1794 - 21 juin 1876) dont l'histoire présente quelques similitudes avec la sienne.

## Iconographie
Sur nombre de portraits peints, Rosas est représenté arborant une grande décoration suspendue à son cou. Il s’agit d’une médaille en or, en forme de soleil, bordée d’une couronne de brillants, et portant sur l’avers l’inscription « l’Expédition vers les déserts du Sud de l’année 33 agrandit la Province et assura ses propriétés » et sur le revers la colonne érigée en l’honneur de Rosas par le décret du 9 février 1834,.